# Список делегатов XXV съезда КПСС
Делегаты XXV съезда (24 февраля — 5 марта 1976 года)
| # А Б В Г Д Е Ё Ж З И К Л М Н О П Р С Т У Ф Х Ц Ч Ш Щ Э Ю Я |

## А
1. Абаев, Майрам Георгиевич
2. Абажаев, Леонид Васильевич
3. Абакелия, Шукри Михайлович
4. Абалымов, Василий Герасимович
5. Абасов, Курбан Абас Кули оглы
6. Абашидзе, Григорий Григорьевич
7. Абашкин, Андрей Яковлевич
8. Абгарян, Грант Мартиросович
9. Абдрасулов, Кадир
10. Абдувалиев, Муса
11. Абдукадыров, Абдумумин
12. Абдукаримов, Исатай
13. Абдулкадыров, Абдулхай Кадырович
14. Абдуллаев, Гасан Мамед Багир оглы
15. Абдуллаев, Фирудин Асадулла оглы
16. Абдулхакимов, Джамалдин
17. Абдураззаков, Убайдулла Аббасович
18. Абдурахманов, Эргаш
19. Абесадзе, Мери Владимировна
20. Абиев, Арапбек
21. Абишова, Бибигул
22. Аблогин, Михаил Алексеевич
23. Абрамов, Иван Алексеевич
24. Абрамова, Людмила Ивановна
25. Абрамовских, Зоя Ивановна
26. Абрасимов, Пётр Андреевич
27. Абуев, Магомед Шамильевич
28. Абуладзе, Мария Васильевна
29. Авагян, Роза Вагановна
30. Авдеев, Анатолий Сергеевич
31. Авдюкевич, Лонгин Иванович
32. Авдюхина, Евгения Николаевна
33. Аверков, Александр Михайлович
34. Авилова, Надежда Николаевна
35. Авраменко, Степан Степанович
36. Агаев, Омар Агаджангир оглы
37. Агарков, Николай Фёдорович
38. Агафонова, Анна Гавриловна
39. Агафонова, Зинаида Фёдоровна
40. Агеев, Гений Евгеньевич
41. Агеенко, Николай Иванович
42. Агейчик, Сергей Прокофьевич
43. Агзомова, Фарида Шокировна
44. Ададурова, Анна Петровна
45. Адам-Юсупов, Тюлеген Дюсембаевич
46. Адаменко, Иван Фёдорович
47. Адамян, Сурен Арутюнович
48. Адащик, Владимир Константинович
49. Адриан, Зинаида Аркадьевна
50. Ажна, Константинас-Кестутис Стасевич
51. Азаренок, Геннадий Иванович
52. Азизова, Барно Хабибуллаевна
53. Аистов, Пётр Васильевич
54. Айвазян, Алвард Багдасаровна
55. Айтматов, Чингиз
56. Айтмуратов, Ережеп
57. Аканов, Сагиндык Аубакирович
58. Акбасов, Жагипар Амиргалиевич
59. Акимов, Владимир Ильич
60. Акимов, Пётр Тихонович
61. Акимов, Юрий Александрович
62. Акимова, Маргарита Александровна
63. Аккозиев, Сеилхан
64. Акназаров, Зекерия Шарафутдинович
65. Акназаров, Корчубек Акназарович
66. Акоев, Василий Денгизович
67. Акопян, Арцруни Суренович
68. Акперова, Рафига Вели кызы
69. Аксёнов, Александр Никифорович
70. Аксёнов, Борис Александрович
71. Аксёнов, Николай Фёдорович
72. Аксёнова, Анна Андреевна
73. Актанко, Маргарита Александровна
74. Акулинцев, Василий Кузьмич
75. Алавердян, Зина Коляевна
76. Алай, Валентина Ивановна
77. Алдабергенов, Капан Талипович
78. Алейник, Иван Иванович
79. Алейникова, Любовь Яковлевна
80. Александров-Агентов Андрей Михайлович
81. Александров, Анатолий Петрович
82. Александров, Василий Алексеевич
83. Александров, Евгений Александрович
84. Александров, Николай Степанович
85. Александрова, Валентина Егоровна
86. Александрова, Валентина Терентьевна
87. Александрович, Юрий Михайлович
88. Алексанкин, Александр Васильевич
89. Алексашкин, Евгений Фалалеевич
90. Алексеев, Александр Васильевич
91. Алексеев, Анатолий Анатольевич
92. Алексеев, Виктор Иванович
93. Алексеев, Геннадий Михайлович
94. Алексеев, Иван Митрофанович
95. Алексеев, Иван Фёдорович
96. Алексеев, Михаил Николаевич
97. Алексеев, Николай Николаевич
98. Алексеев, Олег Борисович
99. Алексеев, Пётр Алексеевич
100. Алексеев, Пётр Фёдорович
101. Алексеевский, Евгений Евгеньевич
102. Алексеенко, Иван Павлович
103. Алексеенко, Михаил Иванович
104. Алексеенко, Николай Никифорович
105. Алёшин, Владислав Иванович
106. Алещенко, Николай Сергеевич
107. Алибердов, Рамазан Меджидович
108. Алидин, Виктор Иванович
109. Алиев, Гейдар Али Рза оглы
110. Алиев, Нариман Абдулхаликович
111. Алиев, Нуруш Алигасан оглы
112. Алиева, Банакусум Абдулаевна
113. Алиева, Гуман Амираслан кызы
114. Алиева, Хосият
115. Алимбаева, Кадрия
116. Алимбаева, Назира
117. Алимжанов, Ануарбек
118. Алимпиев, Лев Николаевич
119. Алиференко, Алексей Евдокимович
120. Аллаяров, Искандар
121. Алмакаев, Пётр Афанасьевич
122. Алпаткин, Михаил Савельевич
123. Алташин, Иван Иванович
124. Алтунин, Александр Терентьевич
125. Алхимов, Владимир Сергеевич
126. Алыбаев, Арипбай Алыбаевич
127. Алымбеков, Накайбек
128. Альбов, Георгий Кадимович
129. Алюшин, Виктор Никитич
130. Аманов, Бабамурат
131. Амбарцумян, Виктор Амазаспович
132. Амелин, Фёдор Степанович
133. Амиров, Марс Гизитдинович
134. Амирова, Людмила Аркадьевна
135. Амосова, Елена Георгиевна
136. Ампилогова, Нина Андреевна
137. Ананьев, Сергей Ефимович
138. Ананьевский, Михаил Григорьевич
139. Андерсон, Имант Августович
140. Андреев, Александр Никитович
141. Андреев, Александр Петрович
142. Андреев, Алексей Андреевич
143. Андреев, Борис Григорьевич
144. Андреев, Борис Сергеевич
145. Андреев, Вадим Константинович
146. Андреева, Надежда Романовна
147. Андреева, Раиса Алексеевна
148. Андреева, Раиса Ивановна
149. Андрейчева, Людмила Ивановна
150. Андрианов, Владимир Владимирович
151. Андрианова, Ольга Петровна
152. Андронова, Екатерина Андреевна
153. Андропов, Юрий Владимирович
154. Андрусенко, Николай Сергеевич
155. Андрющенко, Иван Авдеевич
156. Аникин, Александр Григорьевич
157. Аникушин, Михаил Константинович
158. Анипкин, Александр Михайлович
159. Анисимкин, Иван Георгиевич
160. Анисимов, Павел Петрович
161. Анисимова, Маргарита Петровна
162. Аннамухаммедова, Гызылгул
163. Аннаоразов, Пода
164. Антипенков, Анатолий Прохорович
165. Антипин, Василий Иванович
166. Антипова, Александра Тихоновна
167. Антоненко, Николай Григорьевич
168. Антоненко, Эдмонд Эдуардович
169. Антонец, Зоя Николаевна
170. Антонов, Алексей Константинович
171. Антонов, Виктор Васильевич
172. Антонов, Виктор Иванович
173. Антонов, Николай Афанасьевич
174. Антонов, Олег Константинович
175. Антонов, Пётр Петрович
176. Антонов, Сергей Фёдорович
177. Антонов, Юрий Степанович
178. Антонова, Прасковья Тимофеевна
179. Антохин, Владимир Ильич
180. Антуфьев, Владимир Степанович
181. Ануфриев, Николай Иванович
182. Анчевскис, Янис Антонович
183. Арапов, Виталий Фёдорович
184. Араслангулов, Барий Кинзябулатович
185. Арбатов, Георгий Аркадьевич
186. Арбузов, Сергей Сергеевич
187. Арбузова, Мария Ивановна
188. Арзиев, Ашим
189. Арзуманян, Григорий Агафонович
190. Арзуманян, Мовсес Багдасарович
191. Арзуманян, Роберт Андраникович
192. Аристов, Борис Иванович
193. Арменский, Евгений Викторинович
194. Артамонов, Владимир Александрович
195. Артёменко, Виктор Николаевич
196. Артёмов, Валентин Владимирович
197. Артемьев, Анатолий Николаевич
198. Артемьева, Валентина Ивановна
199. Артемьева, Людмила Ивановна
200. Арутюнян, Грантик Хачатурович
201. Архангельская, Александра Владимировна
202. Архипов, Веденей Иванович
203. Архипов, Владимир Григорьевич
204. Архипов, Владимир Михайлович
205. Архипов, Иван Васильевич
206. Архипова, Татьяна Петровна
207. Архиреев, Александр Иванович
208. Асанкулов, Джумабек
209. Асатрян, Седрак Егорович
210. Асеев, Георгий Леонидович
211. Асеева, Татьяна Михайловна
212. Асимов, Мухамед Сайфитдинович
213. Аскалиева, Миннур Аскалиевна
214. Аскаров, Асанбай
215. Аскеров, Исмаил Насрулла оглы
216. Аскеров, Мамед Гасан оглы
217. Аскярова, Кифаят Акпар кызы
218. Астайкин, Иван Павлович
219. Астафьев, Игорь Григорьевич
220. Астафьев, Николай Иванович
221. Астафьева, Елизавета Петровна
222. Асташов, Серафим Алексеевич
223. Асылбеков, Ошакбай Асылбекович
224. Асютина, Елена Дмитриевна
225. Асютченко, Анатолий Александрович
226. Атаев, Байры
227. Атаев, Хасан
228. Атаходжаев, Акбар Касымович
229. Атопов, Владимир Иванович
230. Ауельбеков, Еркин Нуржанович
231. Аулов, Владимир Сергеевич
232. Аухадиев, Кенес Мустаханович
233. Афанасьев, Борис Константинович
234. Афанасьев, Валентин Егорович
235. Афанасьев, Виктор Григорьевич
236. Афанасьев, Николай Иванович
237. Афанасьев, Сергей Александрович
238. Афонин, Вениамин Георгиевич
239. Афонин, Иван Павлович
240. Ахмадуллин, Габделбар Ахмадуллннович
241. Ахмедов, Джура
242. Ахмедов, Кулдаш
243. Ахмедова, Манат
244. Ахмедханова, Селминат
245. Ахметьев, Анатолий Семёнович
246. Ахрамович, Владимир Арсентьевич
247. Ахромеев, Сергей Фёдорович
248. Ахтырский, Владимир Степанович
249. Ахундов, Сенан Самандар оглы
250. Ахунов, Гарифзян Ахунзянович
251. Ахунова, Турсуной
252. Ачкасова, Лидия Фёдоровна
253. Ашимбаев, Туткабай
254. Ашимов, Байкен Ашимович
255. Ашуралиев, Файзулло
256. Ашурова, Турсун
257. Ащеулова, Софья Михайловна

## Б
1. Бабаджанян, Амазасп Хачатурович
2. Бабаев, Александр Иванович
3. Бабаев, Николай Сергеевич
4. Бабаева, Латифа Муслим кызы
5. Бабанский, Иван Илларионович
6. Бабина, Васса Дмитриевна
7. Бабич, Вера Дмитриевна
8. Бабич, Юрий Петрович
9. Бабичева, Екатерина Павловна
10. Бабичева, Нина Григорьевна
11. Бабушкин, Михаил Константинович
12. Бабушкина, Галина Васильевна
13. Бабюк, Нина Мефодьевна
14. Баврин, Гурий Михайлович
15. Багатурия, Антонина Алексеевна
16. Багдавадзе, Давид Семёнович
17. Багинский, Николай Константинович
18. Багиров, Кямран Мамед оглы
19. Багиров, Октай Алисатарович
20. Баграмян, Иван Христофорович
21. Бадмаев, Григорий Ефимович
22. Бадмахалгаев, Лаг Цаганманджиевич
23. Баженов, Вячеслав Викторович
24. Бажутин, Сергей Константинович
25. Базарбаева, Мария Утербаевна
26. Базарный, Леонид Фёдорович
27. Базовский, Владимир Николаевич
28. Байбаков, Николай Константинович
29. Байбиков, Юрий Султанович
30. Байкенов, Нурлы Байкенович
31. Байков, Павел Петрович
32. Баймиров, Тухтамыш
33. Байрамкулова, Зухра Абдурахмановна
34. Байрамов, Гаджи Ага Байрам Али оглы
35. Байрамов, Фарман Гусейн оглы
36. Байсарина, Сарвар Мухамединовна
37. Байсаринова, Бахтыбала
38. Бакеева, Хава Хамидуловна
39. Бакин, Борис Владимирович
40. Бакиров, Шаймерден Бакирович
41. Бакланов, Олег Дмитриевич
42. Бакрадзе, Георгий Михайлович
43. Бакубаева, Кулян Сергалиевна
44. Бакулов, Игорь Алексеевич
45. Балакирев, Валерий Иванович
46. Балакирев, Юрий Андрианович
47. Баландин, Анатолий Никифорович
48. Баландин, Юрий Николаевич
49. Балашов, Борис Иванович
50. Балдина, Парасковья Дмитриевна
51. Балтрунас, Валерийонас Стасевич
52. Балтрунене, Елена Ионовна
53. Баматгиреев, Магомет Ширванович
54. Бандровский, Генрих Иосифович
55. Бандуристый, Максим Захарович
56. Банис, Еугениюс-Римгаудас Повилович
57. Банков, Евгений Яковлевич
58. Банников, Владимир Ильич
59. Банников, Николай Васильевич
60. Барабаш, Анна Петровна
61. Барабаш, Светлана Ивановна
62. Бараева, Анастасия Алексеевна
63. Баранов, Адольф Иванович
64. Баранов, Василий Иванович
65. Баранов, Николай Константинович
66. Баранова, Вера Романовна
67. Барановский, Анатолий Андреевич
68. Барибан, Владимир Платонович
69. Барикян, Гриша Рубенович
70. Баркаускас, Антанас Стасевич
71. Барсуков, Владимир Иванович
72. Барсуков, Егор Иванович
73. Бартащук, Константин Петрович
74. Бартминский, Владимир Валентинович
75. Бархатов, Александр Павлович
76. Барышников, Александр Гаврилович
77. Барышникова, Валентина Васильевна
78. Басиев, Олег Александрович
79. Басилов, Дмитрий Петрович
80. Басов, Николай Семёнович
81. Басова, Вера Михайловна
82. Басшиев, Казыгул
83. Батабаева, Шолпан Жадгеровна
84. Батицкий, Павел Фёдорович
85. Батов, Павел Иванович
86. Батухтин, Михаил Владимирович
87. Батчаева, Лиза Муратовна
88. Батыев, Салих Гилимханович
89. Батырбеков, Оразай Батырбекович
90. Баулин, Павел Николаевич
91. Бахвалова, Валентина Александровна
92. Бахирев, Вячеслав Васильевич
93. Бахтамян, Седа Асцатуровна
94. Бахтин, Юрий Георгиевич
95. Бацанов, Борис Терентьевич
96. Бачерова, Елизавета Ивановна
97. Башилов, Сергей Васильевич
98. Баятаева, Жамал
99. Бебло, Иван Семёнович
100. Бевз, Сергей Семёнович
101. Беда, Леонид Игнатьевич
102. Беднов, Иван Ефимович
103. Бедункевич, Мария Михайловна
104. Бездетко, Андрей Павлович
105. Безносов, Павел Александрович
106. Безрук, Павел Фёдорович
107. Безуглова, Любовь Алексеевна
108. Бейсембаева, Кульбади Ахметовна
109. Бекназаров, Халкназар
110. Бектурганов, Хасан Шайахметович
111. Бекюров, Сару Джамалович
112. Белавин, Леонид Тимофеевич
113. Белецкий, Михаил Иванович
114. Белик, Пётр Алексеевич
115. Беликов, Анатолий Иосифович
116. Беликов, Николай Дмитриевич
117. Беликова, Тамара Григорьевна
118. Белинская, Антонина Антоновна
119. Белитченко, Николай Константинович
120. Белкина, Прасковья Владимировна
121. Белов, Александр Фёдорович
122. Белов, Николай Иванович
123. Белозеров, Евгений Вениаминович
124. Белоногов, Поликарп Петрович
125. Белоножко, Степан Ефимович
126. Белосветова, Вера Алексеевна
127. Белоусов, Александр Фёдорович
128. Белоусов, Иван Павлович
129. Белуха, Николай Андреевич
130. Белый, Александр Иванович
131. Белый, Алексей Тихонович
132. Белый, Михаил Ульянович
133. Белых, Александр Сергеевич
134. Бельченко, Василий Михайлович
135. Беляев, Валерий Анатольевич
136. Беляев, Василий Дмитриевич
137. Беляев, Николай Александрович[уточнить]
138. Беляев, Раис Киямович
139. Беляева, Ирина Петровна
140. Беляк, Константин Никитович
141. Беляков, Анатолий Михайлович
142. Беляков, Виктор Осипович
143. Беляков, Иван Тимофеевич
144. Беляков, Ростислав Аполлосович
145. Белякова, Антонина Ивановна
146. Белякова, Мария Степановна
147. Беман, Эльмар Карлович
148. Бердникова, Елизавета Алексеевна
149. Бердникова, Надежда Николаевна
150. Бердникова, Тамара Васильевна
151. Береговой, Георгий Тимофеевич
152. Бережной, Анатолий Иванович
153. Бережной, Сергей Иванович
154. Бережняк, Иван Ефимович
155. Березин, Анатолий Иванович
156. Берзегов, Нух Асланчериевич
157. Беркимбаева, Шамша Копбаевна
158. Берман, Михаил Михайлович
159. Беседин, Василий Емельянович
160. Беспалов, Иван Петрович
161. Беспалова, Елена Андреевна
162. Бесполудина, Лидия Михайловна
163. Бещев, Борис Павлович
164. Билинчук, Татьяна Тимофеевна
165. Биляминов, Фёдор Яковлевич
166. Бимаканов, Умербек
167. Биндюков, Николай Викторович
168. Бирюков, Анатолий Ефимович
169. Бирюкова, Александра Павловна
170. Благих, Борис Михайлович
171. Блатов, Анатолий Иванович
172. Блескин, Анатолий Яковлевич
173. Блесков, Александр Алексеевич
174. Близнюк, Иван Иванович
175. Блинов, Владимир Михайлович
176. Блохин, Анатолий Прокопьевич
177. Блохин, Юрий Михайлович
178. Блохина, Ирина Николаевна
179. Блудов, Борис Александрович
180. Бобашинский, Владимир Александрович
181. Бобков, Владимир Иванович
182. Бобкова, Валентина Ивановна
183. Бобовиков, Ратмир Степанович
184. Бобосадыкова, Гулджихон
185. Бобошко, Татьяна Петровна
186. Бобров, Виталий Михайлович
187. Бобров, Иван Дмитриевич
188. Бобров, Михаил Кузьмич
189. Боброва, Валентина Ивановна
190. Бобровников, Андрей Андреевич
191. Бобряков, Борис Иванович
192. Бобыкин, Леонид Фёдорович
193. Бобылев, Сергей Андреевич
194. Бобылёва, Евдокия Фёдоровна
195. Бовин, Александр Евгеньевич
196. Бовть, Екатерина Николаевна
197. Богатиков, Владимир Фёдорович
198. Богатский, Алексей Всеволодович
199. Богатырёв, Владимир Серафимович
200. Богатырёв, Николай Григорьевич
201. Богачёв, Алексей Григорьевич
202. Богданов, Владимир Сергеевич
203. Богданов, Иван Фёдорович
204. Богданова, Галина Павловна
205. Богданова, Любовь Ивановна
206. Боголюбов, Клавдий Михайлович
207. Боголюбова, Людмила Павловна
208. Богомолова, Людмила Александровна
209. Богомяков, Геннадий Павлович
210. Бодашевский, Михаил Степанович
211. Боделан, Руслан Борисович
212. Бодюл, Иван Иванович
213. Бойко, Анатолий Фёдорович
214. Бойко, Виктор Григорьевич
215. Бойко, Иван Александрович
216. Бойко, Иван Васильевич
217. Бойко, Константин Григорьевич
218. Бойко, Михаил Лукьянович
219. Бойко, Степан Григорьевич
220. Бойкова, Валентина Максимовна
221. Бойцов, Василий Васильевич
222. Бойчук, Ефим Васильевич
223. Бокастова, Мария Алексеевна
224. Боков, Хажбикар Хакяшевич
225. Болатбаев, Нель Адгамович
226. Болдонова, Дарима Евдокимовна
227. Болдырев, Александр Тимофеевич
228. Болдырев, Иван Сергеевич
229. Болелый, Георгий Андреевич
230. Болмотова, Майя Фёдоровна
231. Боловинов, Константин Алексеевич
232. Болокан, Елена Константиновна
233. Болотин, Николай Дмитриевич
234. Болотов, Иван Трофимович
235. Болошкевич, Екатерина Ивановна
236. Большаков, Анатолий Иванович
237. Большаков, Венедикт Дмитриевич
238. Большев, Александр Саввич
239. Большешальский, Игорь Фёдорович
240. Бондарев, Анатолий Александрович
241. Бондарев, Юрий Васильевич
242. Бондаренко, Алевтина Андреевна
243. Бондаренко, Александр Иванович
244. Бондаренко, Зинаида Васильевна
245. Бондаренко, Иван Афанасьевич
246. Бондаренко, Лидия Васильевна
247. Бондаренко, Ольга Ивановна
248. Бондарук, Иван Фёдорович
249. Бондарчук, Александр Алексеевич
250. Борисевич, Николай Александрович
251. Борисенко, Вера Ивановна
252. Борисенко, Григорий Степанович
253. Борисенко, Николай Михайлович
254. Борисенков, Василий Михайлович
255. Борисов, Александр Васильевич
256. Борисов, Валентин Евгеньевич
257. Борисов, Владимир Дмитриевич
258. Борисов, Григорий Васильевич
259. Борисов, Иван Михайлович
260. Борисов, Леонид Александрович
261. Борисов, Пётр Михайлович
262. Борисов, Сергей Тихонович
263. Борисова, Валентина Андреевна
264. Борисова, Вера Никифоровна
265. Борисова, Раиса Яковлевна
266. Боровик, Мария Ивановна
267. Боровикова, Марина Сергеевна
268. Бородин, Андрей Михайлович
269. Бородин, Василий Михайлович
270. Бородин, Леонид Александрович
271. Бородин, Павел Дмитриевич
272. Бородулин, Пётр Павлович
273. Борозняк, Юрий Павлович
274. Бортник, Анна Сергеевна
275. Бортовик, Виктор Фёдорович
276. Босая, Антонина Ивановна
277. Босенко, Николай Васильевич
278. Боташев, Магомет Абдурзакович
279. Ботвин, Александр Платонович
280. Ботезат, Иван Фёдорович
281. Боцу, Павел Петрович
282. Бочарников, Виктор Митрофанович
283. Бочаров, Вячеслав Сергеевич
284. Бочкарев, Николай Васильевич
285. Бочков, Борис Викторович
286. Бошняк, Юрий Михайлович
287. Брагин, Виктор Алексеевич
288. Бражник, Виктор Павлович
289. Брайлян, Ольга Алексеевна
290. Братусь, Нина Васильевна
291. Братченко, Борис Фёдорович
292. Бревнов, Герман Сергеевич
293. Бредихина, Антонина Романовна
294. Брежнев, Леонид Ильич
295. Брежнев, Юрий Леонидович
296. Брехов, Иван Иванович
297. Брехов, Константин Иванович
298. Брижан, Иван Петрович
299. Бровкин, Фёдор Михайлович
300. Бронзова, Зоя Александровна
301. Брухаль, Пётр Мартынович
302. Брыкин, Александр Иванович
303. Брязгунов, Юрий Иванович
304. Бублик, Надежда Степановна
305. Бубнов, Виктор Иванович
306. Бубнова, Зоя Михайловна
307. Буга, Вера Петровна
308. Бугаев, Борис Павлович
309. Бугаев, Игорь Борисович
310. Бугров, Анатолий Фёдорович
311. Бугулова, Зинаида Александровна
312. Будвитис, Антанас Йокубович
313. Будник, Анатолий Иванович
314. Буженица, Иван Васильевич
315. Бужина, Любовь Степановна
316. Бузаев, Николай Семёнович
317. Букатин, Юрий Васильевич
318. Буков, Александр Иванович
319. Буков, Леонид Михайлович
320. Буколов, Ким Игоревич
321. Булавин, Александр Иванович
322. Булгаков, Александр Александрович
323. Булдаков, Геннадий Никанорович
324. Булова, Валентина Павловна
325. Бульский, Александр Михайлович
326. Бунин, Николай Ефимович
327. Бункин, Борис Васильевич
328. Буравцева, Клавдия Михайловна
329. Бураков, Сергей Пантелеймонович
330. Бурашников, Виктор Гаврилович
331. Бурдин, Леонид Владимирович
332. Буренков, Николай Иванович
333. Буркин, Борис Захарович
334. Буров, Гавриил Васильевич
335. Буров, Иван Михайлович
336. Буровков, Пётр Васильевич
337. Буртыль, Николай Николаевич
338. Бурханов, Асим
339. Бурцева, Мария Васильевна
340. Бурчихина, Галина Николаевна
341. Буряк, Александр Романович
342. Буряченко, Дарья Николаевна
343. Бутенко, Леонид Яковлевич
344. Бутков, Сергей Фёдорович
345. Бутома, Борис Евстафьевич
346. Бутусов, Сергей Михайлович
347. Бухна, Софья Дмитриевна
348. Бухтияров, Алексей Иванович
349. Бучин, Константин Сергеевич
350. Бушинский, Апполинарий Иванович
351. Бушма, Иван Иванович
352. Бушуев, Виктор Михайлович
353. Бывшев, Александр Иванович
354. Быков, Валерий Алексеевич
355. Быков, Геннадий Васильевич
356. Быков, Геннадий Николаевич
357. Быкова, Валентина Сергеевна
358. Быкова, Эльвира Борисовна
359. Былина, Зинаида Кирилловна
360. Быченко, Василий Ильич

## В
1. Вавилов, Александр Александрович
2. Вавильченкова, Анна Михайловна
3. Вагин, Роберт Аркадьевич
4. Вадер, Артур Павлович
5. Вазелюк, Николай Денисович
6. Вакуленко, Николай Кондратьевич
7. Валиев, Ахмед
8. Валиев, Набиджан
9. Валиханов, Агзам Валиханович
10. Валиханов, Шота Идрисович
11. Валов, Александр Николаевич
12. Валов, Георгий Тихонович
13. Ванаг, Глеб Алексеевич
14. Ванагене, Бируте Томовна
15. Ванкеев, Жамсо Бальжинимаевич
16. Ванькович, Роман Леопольдович
17. Ванюков, Геннадий Иванович
18. Ваняев, Николай Алексеевич
19. Варенников, Валентин Иванович
20. Варнавский, Александр Дмитриевич
21. Варсобин, Андрей Константинович
22. Варфоломеев, Николай Михайлович
23. Васадзе, Натела Шалвовна
24. Васенин, Николай Павлович
25. Василевский, Фадей Викентьевич
26. Василенко, Григорий Иванович
27. Василенко, Фёдор Павлович
28. Василишин, Василий Иванович
29. Васильев, Андрей Георгиевич
30. Васильев, Валентин Васильевич
31. Васильев, Василий Ефимович
32. Васильев, Владимир Петрович
33. Васильев, Иван Васильевич[уточнить]
34. Васильев, Лев Борисович
35. Васильев, Михаил Витальевич
36. Васильев, Николай Георгиевич
37. Васильев, Николай Фёдорович
38. Васильев, Юрий Сергеевич[уточнить]
39. Васильева, Валентина Еремеевна
40. Васильева, Валентина Яковлевна
41. Васильева, Надежда Александровна
42. Васильева, Стефания Петровна
43. Васильчиков, Евгений Иванович
44. Васляев, Владимир Александрович
45. Васькив, Екатерина Александровна
46. Васюк, Николай Иванович
47. Васягин, Семён Петрович
48. Ватутина, Валентина Никаноровна
49. Ватченко, Алексей Федосеевич
50. Вахаев, Рамазан Висаевич
51. Вахитов, Шавали Мухаметович
52. Вахрамова, Лидия Фёдоровна
53. Вахрушев, Анатолий Иванович
54. Вахрушев, Леонид Петрович
55. Вахурин, Николай Кузьмич
56. Вашадзе, Нодар Григорьевич
57. Вашакидзе, Борис Ильич
58. Ващекина, Майя Леонидовна
59. Ващенко, Григорий Иванович
60. Ващенко, Нина Павловна
61. Вдовин, Лев Николаевич
62. Вдовина, Нина Александровна
63. Ведерникова, Валентина Ивановна
64. Ведута, Павел Филиппович
65. Вежова, Октябрина Михайловна
66. Везломцев, Борис Евстафьевич
67. Вейгул, Бронислава Эдуардовна
68. Векуа, Илья Несторович
69. Великодворский, Сергей Михайлович
70. Величко, Вера Михайловна
71. Величутин, Дмитрий Фёдорович
72. Вергейчик, Елена Ефимовна
73. Верес, Василий Фёдорович
74. Веретенников, Виктор Васильевич
75. Верещагин, Фёдор Фомич
76. Верро, Рудольф Оттович
77. Вертаев, Рэм Фёдорович
78. Верхоглядов, Дмитрий Дмитриевич
79. Весёлов, Валентин Михайлович
80. Весёлов, Семён Михайлович
81. Весёлова, Зоя Михайловна
82. Веселовская, Мирослава Ивановна
83. Ветлицкий, Вячеслав Фёдорович
84. Ветрова, Валерия Ивановна
85. Вехов, Сергей Фёдорович
86. Видьманов, Виктор Михайлович
87. Видяйкин, Юрий Иванович
88. Викторов, Александр Григорьевич
89. Викторов, Алексей Васильевич
90. Викторова, Лидия Андреевна
91. Вильман, Пётр Донатович
92. Виноградов, Василий Иванович[уточнить]
93. Виноградов, Василий Петрович
94. Виноградов, Владимир Михайлович
95. Виноградов, Геннадий Валентинович
96. Виноградов, Лев Сергеевич
97. Виноградов, Михаил Дмитриевич
98. Вискантене, Эляна Адомовна
99. Витвицкий, Александр Павлович
100. Витковский, Владимир Николаевич
101. Вихров, Евгений Андреевич
102. Вишенков, Владимир Михайлович
103. Вишнякова, Валентина Константиновна
104. Виштак, Степанида Демидовна
105. Владимиров, Николай Терентьевич
106. Владыченко, Иван Максимович
107. Власов, Александр Владимирович
108. Власов, Евгений Иванович
109. Власов, Леонид Петрович
110. Власова, Люся Фёдоровна
111. Власюк, Любовь Филипповна
112. Вовченко, Александр Иванович
113. Водениктов, Иван Георгиевич
114. Водоватов, Геннадий Николаевич
115. Водянова, Тамара Михайловна
116. Возный, Григорий Феофанович
117. Войвот, Алевтина Фёдоровна
118. Войлянис, Казимера Казимировна
119. Войнов, Василий Иванович
120. Войтенко, Елена Тимофеевна
121. Войтюк, Пётр Максимович
122. Волков, Александр Никитович
123. Волков, Валентин Иванович
124. Волков, Владимир Иванович
125. Волков, Владимир Фёдорович
126. Волкова, Лариса Лазаревна
127. Волкова, Фаина Александровна
128. Волкоедова, Антонина Михайловна
129. Воловиков, Пётр Митрофанович
130. Вологин, Николай Павлович
131. Володарский, Лев Мордкович
132. Володин, Николай Николаевич
133. Володин, Павел Михайлович
134. Володьков, Иван Иванович
135. Волосевич, Еликанида Егоровна
136. Волошин, Григорий Кузьмич
137. Волошин, Иван Макарович
138. Волошина, Надежда Петровна
139. Волошина, Ольга Фёдоровна
140. Волощук, Михаил Юрьевич
141. Воробьёв, Виктор Васильевич
142. Воробьёв, Виталий Иванович
143. Воробьёв, Георгий Иванович
144. Воробьёв, Егор Петрович
145. Воробьёв, Константин Алексеевич
146. Воробьёва, Антонина Степановна
147. Воронин, Василий Алексеевич
148. Воронин, Василий Петрович
149. Воронин, Владимир Максимович
150. Воронин, Павел Андреевич
151. Воронин, Пётр Васильевич
152. Воронин, Фёдор Михайлович
153. Воронина, Мария Александровна
154. Воронина, Прасковья Алексеевна
155. Воронков, Георгий Ванифатьевич
156. Воронков, Пётр Михайлович
157. Воронов, Алексей Михайлович
158. Воронов, Владимир Иванович
159. Воропаев, Алексей Макарович
160. Воропаев, Михаил Гаврилович
161. Воротников, Виталий Иванович
162. Воротников, Лев Дмитриевич
163. Воротникова, Лидия Алексеевна
164. Ворохобов, Леонид Андреевич
165. Восканян, Аркадий Хоренович
166. Восс, Август Эдуардович
167. Воуба, Александра Чичиковна
168. Вохмянина, Ольга Павловна
169. Всеволожский, Михаил Николаевич
170. Выдрин, Владимир Николаевич
171. Выдрин, Пётр Николаевич
172. Вырыпаева, Ирина Васильевна
173. Высоцкий, Анатолий Емельянович
174. Выучейский, Степан Николаевич
175. Вышеславцев, Юрий Фёдорович
176. Вьюнов, Евгений Иванович
177. Вяляс, Вайно Иосипович

## Г
1. Габбазов, Саит Файзрахманович
2. Габдиева, Сазида Хаматнуровна
3. Гаваев, Николай Тихонович
4. Гаврик, Юрий Алексеевич
5. Гавриленко, Виктор Фёдорович
6. Гаврилов, Григорий Матвеевич
7. Гаврилова, Антонина Николаевна
8. Гаврилова, Римма Александровна
9. Гаврилова, Татьяна Андреевна
10. Гаврилюк, Станислав Иванович
11. Гавриш, Алексей Алексеевич
12. Гагарин, Александр Павлович
13. Гагарина, Елена Александровна
14. Гаджиев, Бахман Абиш оглы
15. Гаджиева, Гандаф Байрам кызы
16. Гаевой, Владимир Максимович
17. Гаипов, Рузмет Гаипович
18. Гайворонский, Юрий Григорьевич
19. Гайдаенко, Иван Дмитриевич
20. Гайдамакина, Раиса Лаврентьевна
21. Гайдук, Екатерина Григорьевна
22. Гайдуков, Афанасий Афанасьевич
23. Гайдуков, Виктор Дмитриевич
24. Гайдукова, Ольга Пантелеевна
25. Гайкина, Елена Петровна
26. Галактионова, Анастасия Ивановна
27. Галактионова, Валентина Ивановна
28. Галанова, Раиса Абрамовна
29. Галаншин, Константин Иванович
30. Галда, Василий Трофимович
31. Галдава, Вильгельм Константинович
32. Галейченко, Вера Васильевна
33. Галемтерян, Цахкануш Кероповна
34. Галиева, Раиса Абдрахмановна
35. Галичанина, Аграпина Пантелеевна
36. Галичев, Леонид Иванович
37. Галкин, Андрей Фёдорович
38. Галкин, Дмитрий Прохорович
39. Галкина, Людмила Константиновна
40. Галлямов, Марсель Абдуллович
41. Галуза, Анна Митрофановна
42. Галушка, Александр Иванович
43. Галян, Валентина Васильевна
44. Гамбаров, Мамед Муталлим оглы
45. Гамзатов, Расул Гамзатович
46. Гамова, Галина Лазаревна
47. Ганжа, Павел Алексеевич
48. Ганиев, Сидикжан
49. Ганин, Евгений Иванович
50. Ганькевич, Анатолий Борисович
51. Гапоненко, Валентин Константинович
52. Гапоненко, Николай Григорьевич
53. Гапонов, Адам Ефимович
54. Гапуров, Мухамедназар Гапурович
55. Гаранова, Галина Петровна
56. Гарбуз, Михаил Митрофанович
57. Гарбузов, Василий Фёдорович
58. Гарбузова, Галина Ильинична
59. Гарипов, Карам Гарипович
60. Гаркуша, Геннадий Михайлович
61. Гаркуша, Иван Максимович
62. Гаркуша, Николай Андреевич
63. Гармаш, Дарья Матвеевна
64. Гарцук, Иван Михайлович
65. Гасанова, Залхай Махмуд кызы
66. Гасанова, Кызгаит Салман кызы
67. Гасанова, Шамама Махмудали кызы
68. Гассиева, Фатима Цикаевна
69. Гатаулхаков, Фангат Закиевич
70. Гафуржанов, Эргаш Гафурович
71. Гаффарова, Мухтарам
72. Гачечиладзе, Гиви Сергеевич
73. Гаязова, Гульслу Халиловна
74. Гведашвили, Михаил Георгиевич
75. Гвоздайте, Ниеле-Ева Владиславовна
76. Гвоздарёв, Василий Ионович
77. Гвоздев, Виктор Александрович
78. Геворкьян, Галина Абросимовна
79. Гегешидзе, Тристан Константинович
80. Гейдаров, Ариф Назар оглы
81. Геловани, Арчил Викторович
82. Генералов, Владимир Андреевич
83. Генерозова, Анна Семёновна
84. Георгадзе, Михаил Порфирьевич
85. Георгиев, Александр Васильевич
86. Георгиевский, Сергей Иванович
87. Герасименко, Николай Фёдорович
88. Герасимов, Иван Александрович
89. Герасимов, Иван Андреевич
90. Герасимов, Сергей Апполинариевич
91. Геращенко, Зинаида Николаевна
92. Гереев, Магомед-Запир Исмаилович
93. Германов, Павел Дмитриевич
94. Герчик, Константин Васильевич
95. Гетманова, Валентина Павловна
96. Гетманская, Мария Дмитриевна
97. Геттуев, Магомет Исмаилович
98. Гетьман, Вера Ивановна
99. Гецентов, Григорий Иванович
100. Гидулянов, Пётр Леонтьевич
101. Гикалов, Дмитрий Иванович
102. Гилашвили, Павел Георгиевич
103. Гинько, Владимир Николаевич
104. Гиренко, Андрей Николаевич
105. Гирный, Иосиф Иванович
106. Гиталов, Александр Васильевич
107. Гиязов, Усман
108. Главак, Тамара Владимировна
109. Главин, Василий Андреевич
110. Глаголева, Валентина Николаевна
111. Гладких, Валентин Константинович
112. Гладыревский, Александр Васильевич
113. Гладышев, Николай Алексеевич
114. Глазков, Илья Михайлович
115. Глазков, Константин Иванович
116. Глазунова, Валентина Анатольевна
117. Глинка, Нина Сергеевна
118. Глоба, Юрий Васильевич
119. Глотов, Иван Егорович
120. Глухих, Сергей Андреевич
121. Глушко, Валентин Петрович
122. Глушков, Виктор Михайлович
123. Глушков, Николай Тимофеевич
124. Гмирянский, Николай Илларионович
125. Гнатюк, Дмитрий Михайлович
126. Гнездилов, Василий Иванович
127. Гнивуш, Борис Павлович
128. Гнидин, Георгий Фёдорович
129. Гоберман, Иосиф Михайлович
130. Говоров, Владимир Леонидович
131. Гогитидзе, Кето Ахмедовна
132. Гогоберидзе, Лана Левановна
133. Гойденко, Пётр Петрович
134. Голдин, Николай Васильевич
135. Голиков, Виктор Андреевич
136. Головачев, Иван Иосифович
137. Головец, Борис Иванович
138. Головко, Гавриил Калинович
139. Головченко, Иван Харитонович
140. Головченко, Лариса Николаевна
141. Голосов, Евгений Степанович
142. Голубев, Василий Николаевич
143. Голубев, Виктор Васильевич
144. Голубева, Валентина Ивановна
145. Голубятникова, Валентина Васильевна
146. Гомба, Матильда Ароновна
147. Гонтарь, Константин Александрович
148. Гончар, Александр Терентьевич
149. Гончар, Галина Демьяновна
150. Гончаренко, Борис Трофимович
151. Гончаров, Владимир Михайлович
152. Гончаров, Евгений Михайлович
153. Гончаров, Леонид Михайлович
154. Гончаров, Николай Васильевич
155. Гончарова, Наталья Ефимовна
156. Гончукова, Валентина Фёдоровна
157. Горбань, Андрей Афанасьевич
158. Горбань, Григорий Яковлевич
159. Горбатько, Иван Фёдорович
160. Горбацевич, Прасковья Даниловна
161. Горбач, Филипп Семёнович
162. Горбачёв, Алек Данилович
163. Горбачёв, Владимир Александрович
164. Горбачёв, Михаил Сергеевич
165. Горбачёва, Жанна Евгеньевна
166. Горбонос, Зиновий Викторович
167. Горбукова, Любовь Борисовна
168. Горбуленко, Мария Евтуховна
169. Горбунов, Александр Михайлович
170. Горбунов, Евгений Григорьевич
171. Горгадзе, Лена Иосифовна
172. Гордеева, Валентина Антоновна
173. Гордиенко, Алексей Фёдорович
174. Гордиенко, Неонила Николаевна
175. Горелов, Александр Иванович
176. Горелов, Сергей Дмитриевич
177. Горинов, Трофим Иосифович
178. Горлов, Григорий Кириллович
179. Горлова, Галина Владимировна
180. Горный, Артем Григорьевич
181. Городовиков, Басан Бадьминович
182. Горожаева, Раиса Фёдоровна
183. Горохова, Галина Александровна
184. Горощенко, Антонина Егоровна
185. Горсков, Владимир Калистратович
186. Горталов, Евгений Николаевич
187. Горулёв, Владимир Фёдорович
188. Горчаков, Лев Алексеевич
189. Горчаков, Пётр Андреевич
190. Горшков, Аким Васильевич
191. Горшков, Леонид Александрович
192. Горшков, Сергей Георгиевич
193. Горькова, Людмила Александровна
194. Горяинов, Валентин Константинович
195. Горячев, Виктор Евгеньевич
196. Горячев, Владимир Степанович
197. Горячев, Фёдор Степанович
198. Горячкин, Александр Васильевич
199. Горяшин, Вениамин Алексеевич
200. Гостев, Борис Иванович
201. Гоцелюк, Анатолий Павлович
202. Грабовая, Мария Ивановна
203. Грачев, Валерий Леонидович
204. Гребенюк, Василий Андреевич
205. Гребнев, Валентин Михайлович
206. Грейчювене, Ядвига Пятровна
207. Грек, Василий Алексеевич
208. Греков, Владимир Александрович
209. Греков, Леонид Иванович
210. Гречин, Михаил Степанович
211. Гречихин, Константин Николаевич
212. Гречко, Андрей Антонович
213. Грибанов, Виктор Алексеевич
214. Грибачёв, Николай Матвеевич
215. Грибков, Анатолий Иванович
216. Грибова, Зинаида Ивановна
217. Грива, Владимир Иванович
218. Григоращенко, Анатолий Лукич
219. Григоренко, Григорий Фёдорович
220. Григоренко, Любовь Михайловна
221. Григорьев, Владимир Степанович
222. Григорьев, Владимир Фёдорович
223. Григорьев, Иван Александрович
224. Григорьев, Ким Алексеевич
225. Григорьев, Константин Александрович
226. Григорьев, Михаил Григорьевич
227. Григорьев, Пётр Иванович
228. Григорьева, Алевтина Сергеевна
229. Григорьева, Антонина Андреевна
230. Григорьева, Антонина Михайловна
231. Григорьян, Григорий Аветисович
232. Григорян, Амаяк Саакович
233. Григорян, Сирун Алексановна
234. Гридасов, Дмитрий Матвеевич
235. Гридяев, Николай Васильевич
236. Гринцов, Иван Григорьевич
237. Гринько, Пётр Прокофьевич
238. Грицай, Александр Андреевич
239. Гриценко, Ольга Михайловна
240. Гришаков, Алексей Николаевич
241. Гришанов, Василий Максимович
242. Гришанцов, Вениамин Алексеевич
243. Гришин, Александр Павлович
244. Гришин, Виктор Васильевич
245. Гришина, Татьяна Дмитриевна
246. Гришичев, Иван Иванович
247. Гришко, Игорь Петрович
248. Гришкявичус, Пятрас Пятрович
249. Гришманов, Иван Александрович
250. Грищенко, Анна Николаевна
251. Грищенко, Пётр Семёнович
252. Грищенков, Василий Сергеевич
253. Грозин, Артур Алексеевич
254. Гроицкий, Иван Николаевич
255. Громенко, Прасковья Никифоровна
256. Громов, Анатолий Александрович
257. Громов, Борис Иванович
258. Громов, Геннадий Александрович
259. Громыко, Андрей Андреевич
260. Гроссу, Семён Кузьмич
261. Гросул, Яким Сергеевич
262. Грубник, Валентина Викторовна
263. Груздов, Иван Павлович
264. Грушевой, Константин Степанович
265. Грушецкий, Иван Самойлович
266. Грушин, Пётр Дмитриевич
267. Грущенко, Анна Ивановна
268. Грязева, Елена Федосеевна
269. Грязнов, Александр Николаевич
270. Грязнов, Вячеслав Николаевич
271. Губанов, Александр Антонович
272. Губин, Иван Архипович
273. Гуджалова, Юлия Петровна
274. Гудков, Александр Фёдорович
275. Гудков, Василий Васильевич
276. Гудов, Иван Иванович
277. Гуженко, Тимофей Борисович
278. Гузев, Виктор Степанович
279. Гузева, Галина Михайловна
280. Гузенко, Парфентий Васильевич
281. Гузик, Василий Сергеевич
282. Гулевич, Владимир Леонтьевич
283. Гулевская, Екатерина Николаевна
284. Гуляев, Николай Александрович
285. Гуляев, Павел Петрович
286. Гулякин, Николай Фёдорович
287. Гулян, Лена Бахшиевна
288. Гуменюк, Римма Ивановна
289. Гупалов, Виктор Кириллович
290. Гурба, Виктор Васильевич
291. Гуреев, Тимофей Николаевич
292. Гурин, Иван Иванович
293. Гуржий, Максим Максимович
294. Гурко, Владимир Антонович
295. Гурский, Алексей Георгиевич
296. Гусев, Владимир Алексеевич
297. Гусев, Владимир Кузьмич
298. Гусев, Иван Степанович
299. Гусев, Николай Васильевич
300. Гусев, Николай Николаевич[уточнить]
301. Гусев, Николай Фёдорович
302. Гусев, Юрий Алексеевич
303. Гусева, Клавдия Фёдоровна
304. Гусева, Нина Сергеевна
305. Гусева, Тамара Михайловна
306. Гусейнов, Али Наджаф оглы
307. Гусейнов, Вагиф Алиовсат оглы
308. Гусейнов, Исрафил Сами оглы
309. Гусейнов, Мамед Самед оглы
310. Гусейнова, Зулейха Исмаил кызы
311. Густов, Иван Степанович
312. Гуськов, Юрий Александрович
313. Гуськова, Александра Алексеевна
314. Гуськова, Матрёна Григорьевна
315. Гуторов, Геннадий Иванович
316. Гуторов, Пётр Михайлович
317. Гуцева, Ольга Кирилловна
318. Гуцу, Ион Тимофеевич

## Д
1. Давиденко, Ольга Андреевна
2. Давкина, Вера Яковлевна
3. Давлетбаев, Далгат Шагимарданович
4. Давлетбердин, Исхак Гумерович
5. Давлетшина, Дания Салиховна
6. Давляткадамов, Хушкадам Давляткадамович
7. Давтян, Лала Багратовна
8. Давыденко, Николай Федотович
9. Давыдов, Валентин Иванович
10. Дагаев, Лев Николаевич
11. Дагелашвили, Тамара Александровна
12. Дадашев, Мусеиб Мирза оглы
13. Даидов, Даид Арсланбекович
14. Даниленко, Владимир Михайлович
15. Даниленко, Михаил Васильевич
16. Данилин, Николай Фёдорович
17. Данилина, Римма Алексеевна
18. Данилов, Александр Иванович
19. Данилов, Василий Александрович
20. Данилов, Василий Александрович
21. Данилов, Владимир Алексеевич
22. Данилов, Юрий Георгиевич
23. Данилова, Лидия Семёновна
24. Данияров, Тельман Комарович
25. Даукеев, Зарипкан Булгынбаевич
26. Дашков, Николай Иванович
27. Дворникова, Анна Сергеевна
28. Дворцов, Олег Фёдорович
29. Дворянинова, Клавдия Платоновна
30. Дворянчикова, Галина Ефимовна
31. Дебалюк, Александр Васильевич
32. Девятова, София Ивановна
33. Дедов, Иван Фёдорович
34. Дедюкин, Михаил Николаевич
35. Деев, Александр Тимофеевич
36. Деева, Мария Александровна
37. Деева, Нина Степановна
38. Дейкина, Валентина Гавриловна
39. Делин, Василий Сергеевич
40. Демаков, Валентин Васильевич
41. Деменков, Виктор Андреевич
42. Дементьев, Владимир Тимофеевич
43. Дементьев, Пётр Васильевич
44. Дементьева, Раиса Фёдоровна
45. Демиденко, Василий Петрович
46. Демиденко, Мария Никитична
47. Демидов, Александр Андреевич
48. Демидова, Александра Ивановна
49. Демидова, Альбина Аркадьевна
50. Демидова, Екатерина Яковлевна
51. Дёмин, Вениамин Аркадьевич
52. Дёмин, Иван Михайлович
53. Дёмина, Екатерина Илларионовна
54. Дёмина, Зоя Петровна
55. Дёминов, Алексей Дмитриевич
56. Демирчян, Карен Серопович
57. Демичев, Пётр Нилович
58. Дёмочкина, Мария Александровна
59. Дёмушкина, Маргарита Францевна
60. Демченко, Вадим Николаевич
61. Демченко, Владимир Акимович
62. Демченко, Пётр Трофимович
63. Демченко, Раиса Петровна
64. Демьяненко, Григорий Гаврилович
65. Денисенко, Тамара Егоровна
66. Денисов, Константин Петрович
67. Денисов, Михаил Михайлович
68. Денисова, Любовь Афанасьевна
69. Деньщук, Виктор Михайлович
70. Дергаусов, Юрий Александрович
71. Дергунова, Анна Андреевна
72. Деревской, Юрий Иванович
73. Деревянкин, Кузьма Александрович
74. Деревянкин, Трофим Тимофеевич
75. Дерега, Виктор Игоревич
76. Дерепа, Николай Фёдорович
77. Дерибин, Леонид Васильевич
78. Деркач, Фёдор Трофимович
79. Дерюгин, Александр Фёдорович
80. Дерябин, Николай Акимович
81. Десяк, Ольга Фёдоровна
82. Десятерик, Алексей Фёдорович
83. Десяткин, Тарас Гаврилович
84. Джалилов, Саттар
85. Джамалова, Сафия Самиевна
86. Джанбекова, Ича Джанбековна
87. Джаши, Ираклий Азизович
88. Джибладзе, Заира Даниеловна
89. Джолдасбеков, Умирбек Арисланович
90. Джулмухамедов, Аблайхан Касымович
91. Джумакулов, Бахрон
92. Джураев, Абдурахман
93. Джураева, Пошохон
94. Дзгоев, Еруслан Еламурзаевич
95. Дзидзигури, Арчил Амвросиевич
96. Дзнеладзе, Василий Романович
97. Дзюба, Виктор Ильич
98. Дик, Екатерина Ивановна
99. Дикарёв, Михаил Александрович
100. Дикий, Виталий Васильевич
101. Дикусаров, Владимир Григорьевич
102. Дильдебеков, Шаблан
103. Димитриев, Анатолий Георгиевич
104. Диханбаев, Кажмухан Диханбаевич
105. Дмитриев, Валентин Иванович
106. Дмитриев, Владимир Сергеевич
107. Дмитриев, Иван Николаевич
108. Дмитриев, Николай Иванович
109. Дмитриенко, Николай Иванович
110. Дмитрюк, Калина Антоновна
111. Добрик, Виктор Фёдорович
112. Доброносов, Николай Иванович
113. Добрынин, Анатолий Михайлович
114. Добрынин, Анатолий Фёдорович
115. Добрынина, Татьяна Владимировна
116. Довбыш, Виктор Иннокентьевич
117. Довгаль, Владимир Никитович
118. Догадин, Анатолий Васильевич
119. Додаков, Иван Акимович
120. Додобаева, Махфират
121. Додор, Анатолий Прокофьевич
122. Доенин, Василий Николаевич
123. Долганов, Александр Васильевич
124. Долгих, Владимир Иванович
125. Долгополов Иван Герасимович
126. Долгушев, Александр Михайлович
127. Должиков, Николай Павлович
128. Долидзе, Тенгиз Альфесиевич
129. Долинская, Евгения Васильевна
130. Долматов, Товий Михайлович
131. Дольников, Григорий Устинович
132. Домахина, Тамара Филипповна
133. Домашев, Николай Степанович
134. Домченко, Владимир Григорьевич
135. Дондюк, Николай Владимирович
136. Доненбаева, Камшат Байгазиновна
137. Донкарёв, Пётр Николаевич
138. Донских, Виктор Васильевич
139. Донсков, Владимир Николаевич
140. Донцов, Александр Николаевич
141. Донцов, Константин Васильевич
142. Донченко, Анатолий Акимович
143. Дордюк, Гаврил Михайлович
144. Дорофеев, Владимир Павлович
145. Дорофеева, Алла Стефановна
146. Дорошенко, Виктор Карпович
147. Дорошенко, Виктор Никифорович
148. Дорошок, Василий Ефимович
149. Дорощак, Анна Степановна
150. Досмагамбетов, Султан Капарович
151. Досов, Иван Фёдорович
152. Досов, Искандар
153. Доценко, Виктор Михайлович
154. Драбчук, Раиса Андреевна
155. Драгунов, Николай Васильевич
156. Драгунский, Давид Абрамович
157. Дрепина, Клавдия Петровна
158. Дробот, Владимир Васильевич
159. Дробышев, Борис Фёдорович
160. Дрозденко, Василий Иванович
161. Дроздецкий, Егор Иванович
162. Дроздов, Степан Гурьянович
163. Друганова, Антонина Григорьевна
164. Дружинин, Михаил Иванович
165. Дрыгин, Анатолий Семёнович
166. Дрючин, Александр Павлович
167. Дубинина, Зинаида Ивановна
168. Дубков, Александр Егорович
169. Дубницкий, Алексей Иванович
170. Дубова, Елена Степановна
171. Дубовский, Анатолий Иванович
172. Дударь, Владимир Семёнович
173. Дуденков, Иван Григорьевич
174. Дудин, Станислав Всеволодович
175. Дудин, Юрий Иванович
176. Дудоркина, Галина Петровна
177. Дудочкин, Василий Иванович
178. Дудров, Алексей Степанович
179. Дудук, Иван Николаевич
180. Дудченко, Людмила Нестеровна
181. Дужев, Николай Фёдорович
182. Дуйшеев, Арстанбек Дуйшеевич
183. Думачёв, Анатолий Пантелеевич
184. Думбадзе, Нодар Владимирович
185. Дунаев, Юрий Борисович
186. Дунямалыев, Муса Аллахверди оглы
187. Дурдыев, Аман Атаевич
188. Дустов, Абдуфаёз
189. Дутлова, Александра Дмитриевна
190. Дыбцын, Александр Александрович
191. Дымшиц, Вениамин Эммануилович
192. Дытченко, Антонина Николаевна
193. Дьяков, Валентин Александрович
194. Дьяков, Станислав Алексеевич
195. Дьяков, Юрий Николаевич
196. Дьяченко, Александр Васильевич
197. Дьяченко, Николай Иванович
198. Дюк, Анна Алексеевна
199. Дюков, Виктор Владимирович
200. Дятел, Виталий Афанасьевич
201. Дяченко, Андрей Авдеевич

## Е
1. Евгеньева, Вера Яковлевна
2. Евграфов, Леонтий Васильевич
3. Евдокимов, Сергей Степанович
4. Евдокимова, Антонина Николаевна
5. Евпланова, Анна Петровна
6. Евсеев, Василий Сергеевич
7. Евсеев, Владимир Фёдорович
8. Евсеев, Иван Иванович
9. Евсеев, Павел Павлович
10. Евсенёв, Иван Петрович
11. Евсигнеев, Николай Александрович
12. Евстигнеев, Игорь Иванович
13. Евтенко, Галина Ивановна
14. Евтух, Николай Иванович
15. Евтухов, Иван Алексеевич
16. Евтушенко, Василий Моисеевич
17. Евтушенко, Владимир Николаевич
18. Евтушенко, Юлия Васильевна
19. Егизбаев, Косай Алекулович
20. Егоров, Александр Иванович
21. Егоров, Анатолий Григорьевич
22. Егоров, Виктор Алексеевич
23. Егоров, Георгий Михайлович
24. Егоров, Михаил Николаевич
25. Егоров, Сергей Ефимович
26. Егорова, Валентина Васильевна
27. Егорова, Зинаида Тимофеевна
28. Егорова, Мария Фёдоровна
29. Егудин, Илья Абрамович
30. Едгоров, Маматжон
31. Ежевский, Александр Александрович
32. Ежова, Александра Степановна
33. Езынги, Пётр Ебылевич
34. Еклема, Анатолий Фёдорович
35. Елагин, Семён Дмитриевич
36. Елатонцев, Александр Андреевич
37. Елизарьев, Иван Кузьмич
38. Елисеев, Алексей Станиславович
39. Елисеева, Людмила Павловна
40. Елисеева, Наталия Григорьевна
41. Елисеенкова, Любовь Максимовна
42. Ельцов, Константин Сергеевич
43. Ельченко, Юрий Никифорович
44. Ельшова, Августа Ивановна
45. Елютин, Вячеслав Петрович
46. Емельянов, Владимир Александрович
47. Емельянов, Сергей Иванович[прояснить]
48. Емец, Иван Артемович
49. Емохонов, Николай Павлович
50. Енин, Леонид Васильевич
51. Епифанова, Анастасия Фёдоровна
52. Епишев, Алексей Алексеевич
53. Ерёменко, Иван Петрович
54. Ерёменко, Мария Касьяновна
55. Ерёменко, Николай Иванович
56. Ерёмин, Григорий Митрофанович
57. Ерехинский, Владимир Владимирович
58. Ерзунов, Виктор Иванович
59. Ерина, Прасковья Михайловна
60. Ермаков, Виктор Абакумович
61. Ермаков, Иван Андреевич
62. Ермаков, Николай Иванович
63. Ермаков, Николай Спиридонович
64. Ермакович, Инесса Николаевна
65. Ермаш, Филипп Тимофеевич
66. Ермин, Лев Борисович
67. Ермолаев, Степан Александрович
68. Ермолаева, Надежда Ивановна
69. Еронина, Нина Васильевна
70. Ерофеев, Виктор Иванович
71. Ерофеев, Михаил Иванович
72. Ерофеева, Анастасия Фёдоровна
73. Ерошенко, Василий Игнатьевич
74. Ерпилов, Пётр Иванович
75. Ершов, Игорь Николаевич
76. Ершова, Нелля Михайловна
77. Ерыкалин, Юрий Семёнович
78. Есаков, Иван Степанович
79. Есенжолова, Сагила Абдрахмановна
80. Есетов, Такей Есетович
81. Есин, Василий Павлович
82. Есипов, Виктор Николаевич
83. Есмуратова, Базарбала
84. Ефименко, Георгий Григорьевич
85. Ефименко, Зинаида Владимировна
86. Ефимов, Александр Николаевич
87. Ефимов, Анатолий Степанович
88. Ефимов, Виктор Александрович
89. Ефимов, Владимир Нилович
90. Ефимов, Сергей Васильевич
91. Ефипанова, Парасковья Спиридоновна
92. Ефремов, Константин Филиппович
93. Ефремов, Леонид Николаевич
94. Ефремов, Михаил Евдокимович
95. Ефремова, Анна Васильевна
96. Ещенко, Галина Никитична

## Ж
1. Жаботинский, Алексей Иванович
2. Жаботинский, Геннадий Трофимович
3. Жабченко, Анатолий Григорьевич
4. Жаднова, Зинаида Фёдоровна
5. Жандорова, Лидия Николаевна
6. Жаренков, Владимир Трофимович
7. Жаринов, Александр Дмитриевич
8. Жарков, Владимир Иванович
9. Жаркова, Антонина Адамовна
10. Жаров, Валерий Аркадьевич
11. Жаров, Василий Фёдорович
12. Жаумбаев, Демеу
13. Жгарев, Николай Васильевич
14. Жданов, Станислав Александрович
15. Жданов, Юрий Андреевич
16. Жданова, Эвелина Александровна
17. Жезлов, Николай Игнатьевич
18. Желдыбаева, Енлык Байдусеновна
19. Жемчугов, Александр Иванович
20. Жендарова, Нина Кондратьевна
21. Жердева, Александра Ивановна
22. Живописцев, Игорь Алексеевич
23. Жигалин, Владимир Фёдорович
24. Жигалов, Борис Нестерович
25. Жидкова, Мария Андреевна
26. Жиленко, Сергей Иванович
27. Житков, Анатолий Анатольевич
28. Жихаленко, Майя Андреевна
29. Жлоба, Юлий Егорович
30. Жмур, Владимир Константинович
31. Жуков, Борис Петрович
32. Жуков, Василий Алексеевич
33. Жуков, Геннадий Михайлович
34. Жуков, Георгий Александрович
35. Жуков, Евгений Васильевич
36. Жуков, Иван Максимович
37. Жуков, Никифор Никифорович
38. Жуков, Николай Петрович
39. Жукова, Валентина Петровна
40. Жукова, Галина Владимировна
41. Жуковец, Валентина Иосифовна
42. Жуляева, Валентина Алексеевна
43. Жумабеков, Камза Бижанович
44. Журавлёв, Борис Александрович
45. Журавлёв, Владимир Антонович
46. Журавлёв, Владимир Иванович
47. Журавлёва, Надежда Феликсовна
48. Журавлёва, Тамара Марковна
49. Журкин, Николай Ильич
50. Жученко, Александр Александрович

## З
1. Забабахин, Евгений Иванович
2. Забава, Анатолий Константинович
3. Забалуев, Анатолий Константинович
4. Забоева, Ия Васильевна
5. Завгородний, Василий Петрович
6. Завтур, Ольга Никифоровна
7. Завьялов, Борис Иванович
8. Загараева, Галина Сергеевна
9. Загваздин, Пётр Николаевич
10. Загладин, Вадим Валентинович
11. Загородний, Василий Иосифович
12. Загорский, Степан Матвеевич
13. Загоруй, Пётр Илларионович
14. Зазулин, Алексей Павлович
15. Заидов, Миргияс Аббасович
16. Заикин, Валерий Александрович
17. Зайвый, Фёдор Фёдорович
18. Зайнуллин, Харис Зиннатуллович
19. Зайцев, Анатолий Александрович
20. Зайцев, Антон Фёдорович
21. Зайцев, Борис Александрович
22. Зайцев, Валентин Иванович
23. Зайцев, Виктор Дмитриевич
24. Зайцев, Владимир Терентьевич
25. Зайцев, Николай Александрович
26. Зайцев, Юрий Григорьевич
27. Зайцева, Анастасия Ивановна
28. Зайцева, Галина Павловна
29. Зайцева, Елена Михайловна
30. Зайцева, Леся Васильевна
31. Зайцева, Тамара Степановна
32. Зайченко, Георгий Васильевич
33. Зайченко, Николай Михайлович
34. Закарян, Лева Теванович
35. Закиров, Насыр
36. Закишев, Хаким
37. Заколпский, Николай Иванович
38. Залужинскис, Янис Теодорович
39. Замазкина, Любовь Александровна
40. Замирякин, Константин Александрович
41. Замятин, Леонид Митрофанович
42. Зантимирова, Гульсина Хуснулловна
43. Запорожец, Василий Петрович
44. Зараменский, Игорь Афанасьевич
45. Зарецкая, Мария Сильвестровна
46. Зародов, Константин Иванович
47. Зарубин, Леонид Кириллович
48. Затворницкий, Владимир Андреевич
49. Затерюкина, Раиса Павловна
50. Захаревский, Пётр Александрович
51. Захаренко, Александр Антонович
52. Захаржевский, Прокофий Потапович
53. Захаров, Валерий Александрович
54. Захаров, Михаил Александрович
55. Захаров, Михаил Егорович
56. Захаров, Николай Андреевич
57. Захаров, Ян Павлович
58. Захарова, Валентина Яковлевна
59. Захарова, Надежда Николаевна
60. Захарова, Татьяна Михайловна
61. Захарова, Татьяна Тимофеевна
62. Захарьящев, Михаил Владимирович
63. Захваткина, Таисия Яковлевна
64. Звездкина, Татьяна Витальевна
65. Зверев, Алексей Ильич
66. Зверев, Рид Петрович
67. Зверев, Виктор Данилович
68. Зверев, Сергей Алексеевич
69. Зейналов, Фирудин Искендер оглы
70. Зелихина, Галина Ивановна
71. Земец, Виктор Петрович
72. Землянникова, Людмила Андреевна
73. Земляной, Николай Петрович
74. Земсков, Игорь Николаевич
75. Зенин, Виктор Андреевич
76. Зернов, Павел Николаевич
77. Зеров, Николай Петрович
78. Зибров, Олег Кириллович
79. Зиглевский, Антон Петрович
80. Зиду, Дмитрий Георгиевич
81. Зикеев, Виктор Сергеевич
82. Зимин, Георгий Васильевич
83. Зимодро, София Артемовна
84. Зимянин, Михаил Васильевич
85. Зинин, Василий Иванович
86. Зинковский, Виктор Васильевич
87. Зинченко, Алексей Иосифович
88. Зинюк, Эдуард Владимирович
89. Зитманис, Август Карлович
90. Злакоманов, Анатолий Николаевич
91. Зленко, Михаил Петрович
92. Злобин, Валерий Филиппович
93. Злобин, Геннадий Алексеевич
94. Злобин, Геннадий Карпович
95. Злобин, Николай Анатольевич
96. Злобова, Антонина Сергеевна
97. Змунчило, Владимир Михайлович
98. Знаменский, Юрий Степанович
99. Золотов, Александр Семёнович
100. Золототрубов, Пётр Васильевич
101. Золотухин, Геннадий Петрович
102. Золотухин, Григорий Сергеевич
103. Золотых, Тамара Семёновна
104. Зорин, Григорий Савельевич
105. Зоркальцев, Виктор Ильич
106. Зотов, Аркадий Иванович
107. Зотов, Михаил Семёнович
108. Зотов, Николай Михайлович
109. Зубковский, Вадим Михайлович
110. Зубов, Александр Афанасьевич
111. Зубов, Анатолий Михайлович
112. Зубрицкий, Борис Фёдорович
113. Зуев, Александр Борисович
114. Зуев, Владимир Данилович
115. Зуев, Владимир Евсеевич
116. Зуев, Геннадий Яковлевич
117. Зуев, Пётр Григорьевич
118. Зыков, Михаил Ефимович

## И
1. Ибрагимов, Али Измаилович
2. Ибрагимов, Исмаил Али оглы
3. Ибрагимова, Бановша Кадир кызы
4. Ибраимов, Кебек Мухаметкалымович
5. Ибраимов, Султан Ибраимович
6. Иванец, Александр Иванович
7. Иванина, Лидия Васильевна
8. Иваницкий, Николай Михайлович
9. Иванникова, Мария Сергеевна
10. Иванов, Альберт Петрович
11. Иванов, Борис Александрович
12. Иванов, Василий Александрович
13. Иванов, Владимир Евменович
14. Иванов, Владимир Петрович
15. Иванов, Григорий Андреевич
16. Иванов, Леонид Александрович
17. Иванов, Олег Яковлевич
18. Иванов, Юрий Викторович
19. Иванова, Валентина Васильевна
20. Иванова, Валентина Ивановна
21. Иванова, Валентина Семёновна
22. Иванова, Галина Владимировна
23. Иванова, Елизавета Ильинична
24. Иванова, Нина Ивановна
25. Иванова, Татьяна Ивановна
26. Иванова, Татьяна Павловна
27. Иванова, Юлия Сергеевна
28. Ивановская, Галина Васильевна
29. Ивановский, Евгений Филиппович
30. Иванушка, Дарья Евстафьевна
31. Иванушкина, Раиса Николаевна
32. Ивашнев, Виктор Васильевич
33. Ивашутин, Пётр Иванович
34. Ивлев, Александр Михайлович
35. Игембаев, Кабдыгалий
36. Игин, Николай Васильевич
37. Игнатов, Вадим Николаевич
38. Игнатов, Валентин Николаевич
39. Игнатов, Владимир Александрович
40. Игнатов, Михаил Константинович
41. Игнатович, Анатолий Иванович
42. Игнатьев, Иван Петрович
43. Игнатьева, Людмила Сергеевна
44. Иголкин, Сергей Яковлевич
45. Игонин, Василий Павлович
46. Игонин, Владимир Панфилович
47. Иевлев, Иван Степанович
48. Изгагин, Борис Георгиевич
49. Изосимов, Борис Васильевич
50. Израэль, Юрий Антониевич
51. Изюров, Михаил Иванович
52. Икорская, Ираида Павловна
53. Иксанов, Мустахим Белялович
54. Илизаров, Гавриил Абрамович
55. Илларионов, Фёдор Николаевич
56. Илларионова, Анна Ивановна
57. Ильин, Николай Карпович
58. Ильинский, Валентин Павлович
59. Ильичёв, Леонид Александрович
60. Ильичёв, Леонид Фёдорович
61. Ильичёва, Анна Васильевна
62. Ильницкий, Юрий Васильевич
63. Ильченко, Пётр Иванович
64. Ильюк, Тамара Сергеевна
65. Ильюшенкова, Нина Петровна
66. Ильяш, Иван Никитович
67. Ильяшенко, Кирилл Фёдорович
68. Илюхин, Николай Васильевич
69. Илюхин, Сергей Дмитриевич
70. Имамалиев, Таджидин
71. Имангулов, Динислам Исламович
72. Имашев, Саттар Нурмашевич
73. Иминова, Джанатхан
74. Имралиев, Сардар Мамед оглы
75. Инаури, Алексей Николаевич
76. Индурский, Семён Давыдович
77. Инжиевский, Алексей Алексеевич
78. Иноземцев, Николай Николаевич
79. Инчилов, Гаджи Магомедович
80. Иовчук, Михаил Трифонович
81. Ионенко, Иван Родионович
82. Ионова, Любовь Макаровна
83. Ипатенко, Ольга Никитична
84. Исаев, Александр Сергеевич
85. Исаев, Борис Васильевич
86. Исаев, Василий Павлович
87. Исаев, Василий Яковлевич
88. Исаев, Виктор Фёдорович
89. Исаев, Санакул Бекмурадович
90. Исаков, Виктор Дмитриевич
91. Искакова, Дуйсенкул
92. Искандарян, Варсик Оганесовна
93. Исламов, Эркабай
94. Ислюков, Семён Матвеевич
95. Истомин, Виктор Петрович
96. Истратий, Василий Георгиевич
97. Италмазов, Алламырат
98. Ишанкулиева, Огульнабат Имамкулиевна
99. Ишков, Александр Акимович
100. Ишлинский, Александр Юльевич
101. Ишмухаметов, Исмагил Баймухаметович
102. Ишчанов, Рахим
103. Ищенко, Фёдор Калистратович

## К
1. Кабаева, Раиса Емельяновна
2. Кабалоев, Билар Емазаевич
3. Кабанов, Лев Максимович
4. Кабанов, Павел Иванович
5. Кабасин, Геннадий Сергеевич
6. Кабашева, Бегай
7. Кабиева, Айман
8. Кабишев, Борис Дмитриевич
9. Кабков, Яков Иванович
10. Кабылов, Парда
11. Кавсадзе, Александр Ираклиевич
12. Кавун, Василий Михайлович
13. Кагалёнок, Василий Иванович
14. Кагерманов, Алхазур Денаевич
15. Каграманов, Косту Абдулрахман оглы
16. Кадагидзе, Григорий Ильич
17. Кадацкая, Лидия Григорьевна
18. Кадацкий, Анатолий Николаевич
19. Каденская, Мария Ильинична
20. Кадирбаева, Фатима
21. Кадыржанов, Эркин Камалович
22. Кадыров, Азиз Мавлянович
23. Кадыров, Касым
24. Кадырова, Айджамал Хамидовна
25. Казакевич, Аркадий Викентьевич
26. Казаков, Василий Иванович
27. Казаков, Леонид Давыдович
28. Казакова, Валентина Сергеевна
29. Казанец, Иван Павлович
30. Казаринов, Ион Георгиевич
31. Казарян, Гоар Аваковна
32. Казачковский, Олег Дмитриевич
33. Казберова, Евгения Васильевна
34. Казначеев, Виктор Алексеевич
35. Каиргельдина, Асия Биляловна
36. Кайкан, Пётр Фёдорович
37. Кайрис, Ксаверас Костович
38. Калабук, Геннадий Георгиевич
39. Калашников, Алексей Егорович
40. Калашников, Алексей Максимович
41. Калашников, Михаил Тимофеевич
42. Калиненко, Иван Григорьевич
43. Калинин, Виталий Васильевич
44. Калинина, Галина Ефимовна
45. Калинина, Лидия Дмитриевна
46. Калинина, Мария Петровна
47. Калинина, Мария Эдуардовна
48. Калинкина, Антонина Степановна
49. Калита, Евгений Григорьевич
50. Калитин, Анатолий Михайлович
51. Калмыков, Пётр Григорьевич
52. Калмыков, Юрий Александрович
53. Калугина, Таисия Николаевна
54. Калыба, Николай Ефимович
55. Кальченко, Никифор Тимофеевич
56. Калюжная, Мария Павловна
57. Калягин, Виктор Владимирович
58. Камаев, Геронтий Леонтьевич
59. Камалиденов, Закаш
60. Камалов, Каллибек
61. Камалов, Махкам Камалович
62. Каманин, Пётр Михайлович
63. Камбаров, Аскар
64. Каменев, Альберт Александрович
65. Каменский, Юрий Петрович
66. Камицин, Владимир Иванович
67. Камынин, Дмитрий Васильевич
68. Камышников, Владимир Иванович
69. Канашков, Алексей Стефанович
70. Кандела, Виктор Иванович
71. Кандоскалов, Борис Феодосьевич
72. Кандрёнков, Андрей Андреевич
73. Канищева, Евгения Ивановна
74. Каньшин, Александр Ильич
75. Капацин, Василий Семёнович
76. Капелько, Владимир Прохорович
77. Капитанова, Лидия Кирилловна
78. Капитонов, Иван Васильевич
79. Капица, Андрей Петрович
80. Капралина, Екатерина Ивановна
81. Капрош, Фёдор Алексеевич
82. Капто, Александр Семёнович
83. Капуста, Майя Никитична
84. Капустин, Анатолий Андреевич
85. Капустин, Юрий Николаевич
86. Капустина, Валентина Григорьевна
87. Капшук, Георгий Иванович
88. Караваев, Георгий Аркадьевич
89. Караваева, Эмма Павловна
90. Караев, Кара Абульфаз оглы
91. Караев, Караман Гасан оглы
92. Каракеев, Курман-Гали
93. Карамаев, Михаил Васильевич
94. Каранкевич, Василий Тарасович
95. Караогланов, Александр Гаврилович
96. Карапетян, Гегецик Артюшевна
97. Карасев, Михаил Алексеевич
98. Карачев, Геннадий Николаевич
99. Карвацкий, Леонид Матвеевич
100. Карвегина, Любовь Феодосьевна
101. Кариков, Тимофей Фёдорович
102. Карикова, Надежда Устиновна
103. Каримов, Абдувахид Каримович
104. Каримов, Мустафа Сафич
105. Каримова, Гульбика Галиевна
106. Карлов, Владимир Алексеевич
107. Кармен, Роман Лазаревич
108. Карпенко, Андрей Ефремович
109. Карпенко, Зинаида Ермолаевна
110. Карпов, Валентин Семёнович
111. Карпов, Валерий Валентинович
112. Карпов, Владимир Григорьевич
113. Карпов, Леонид Анатольевич
114. Карпова, Евдокия Фёдоровна
115. Карпова, Клавдия Павловна
116. Карпова, Тамара Михайловна
117. Каррыев, Чары Союнович
118. Карташов, Виктор Петрович
119. Карцев, Анатолий Прокофьевич
120. Карцев, Дмитрий Гаврилович
121. Карцев, Эдуард Николаевич
122. Касаткина, Нина Афанасьевна
123. Касимов, Михаил Семёнович
124. Касимова, Турди
125. Кассихин, Александр Александрович
126. Касумов, Имран Ашум оглы
127. Катков, Геннадий Александрович
128. Катунин, Владимир Анатольевич
129. Катушев, Константин Фёдорович
130. Каурцев, Николай Васильевич
131. Кафтанов, Виталий Васильевич
132. Кац, Михаил Эммануилович
133. Качаловский, Евгений Викторович
134. Качарава, Анатолий Алексеевич
135. Качин, Дмитрий Иванович
136. Качур, Иван Романович
137. Качура, Борис Васильевич
138. Кашаганов, Екейбай
139. Кашапов, Мазгут Кашапович
140. Кашина, Талина Ивановна
141. Каюмов, Хавис Мирзаянович
142. Квашина, Мария Ивановна
143. Квитатиани, Ламара Валиковна
144. Кеворков, Борис Саркисович
145. Келарев, Юрий Иванович
146. Келдыш, Мстислав Всеволодович
147. Кентаев, Казымхан
148. Кереселидзе, Нелли Гедевановна
149. Керимов, Али Габиб оглы
150. Керимова, Сара Мирза кызы
151. Керимова, Сурая Абаскулу кызы
152. Кибец, Леонид Фёдорович
153. Кибиткина, Ираида Викторовна
154. Кибкало, Александра Моисеевна
155. Кижнерова, Зинаида Петровна
156. Кизелене, Гражина Антановна
157. Киивит, Арно Петрович
158. Кикило, Иван Павлович
159. Киласония, Цира Николаевна
160. Киреев, Кусман Телюгалиевич
161. Киреева, Мария Степановна
162. Кирик, Иван Алексеевич
163. Кирик, Леонид Николаевич
164. Кирикович, Александр Григорьевич
165. Кириленко, Андрей Павлович
166. Кирилихин, Яков Тимофеевич
167. Кириллин, Владимир Алексеевич
168. Кириллов-Угрюмов, Виктор Григорьевич
169. Кириллов, Анатолий Иванович
170. Кириллов, Николай Харлампович
171. Кирилюк, Василий Константинович
172. Кириченко, Николай Карпович
173. Кириченко, Фёдор Кириллович
174. Киричко, Ольга Григорьевна
175. Кирсанов, Александр Васильевич
176. Кирюхин, Игорь Васильевич
177. Кирюшин, Пётр Иванович
178. Киселёв, Анатолий Иванович
179. Киселёв, Иван Иванович
180. Киселёв, Тихон Яковлевич
181. Киселёва, Людмила Алексеевна
182. Кисель, Адэль Михайловна
183. Кислица, Тамара Николаевна
184. Кислов, Владимир Васильевич
185. Китаев, Вячеслав Александрович
186. Китапбаев, Бошай
187. Кицой, Борис Георгиевич
188. Клаусон, Вальтер Иванович
189. Клевцов, Павел Алексеевич
190. Клейменов, Семён Васильевич
191. Клейнотас, Альгимантас Антанович
192. Клеменов, Евгений Александрович
193. Клеменчук, Алексей Петрович
194. Клепиков, Михаил Иванович
195. Клестова, Клавдия Ивановна
196. Клецков, Леонид Герасимович
197. Климашин, Фёдор Степанович
198. Клименко, Владимир Иванович
199. Клименко, Галина Васильевна
200. Клименко, Иван Ефимович
201. Клименко, Надежда Михайловна
202. Климентьев, Яков Иванович
203. Климов, Александр Петрович
204. Климов, Владимир Иванович
205. Климук, Пётр Ильич
206. Климченко, Евгений Иванович
207. Клиндухов, Пётр Леонтьевич
208. Клокова, Мария Васильевна
209. Клочкова, Валентина Алексеевна
210. Клыков, Алексей Андреевич
211. Клыпина, Анна Сергеевна
212. Клычев, Анна-Мухамед
213. Клычев, Иззат Назарович
214. Клюев, Виктор Владимирович
215. Клюев, Владимир Григорьевич
216. Клюева, Лидия Ивановна
217. Клюкина, Тамара Ивановна
218. Клюненко, Андрей Степанович
219. Клюшин, Роберт Иванович
220. Клюшин, Степан Фёдорович
221. Кляп, Пётр Иванович
222. Князев, Филипп Кириллович
223. Князева, Тамара Борисовна
224. Кобаидзе, Арсен Алексеевич
225. Кобезкая, Лариса Михайловна
226. Кобельский, Леонид Иванович
227. Коберидзе, Изольда Шалвовна
228. Кобылин, Геннадий Семёнович
229. Кобыльчак, Михаил Митрофанович
230. Ковалёв, Анатолий Гаврилович
231. Ковалёв, Василий Михайлович
232. Ковалёв, Виталий Антонович
233. Ковалёв, Владимир Иванович
234. Ковалёв, Игорь Александрович
235. Ковалёв, Михаил Васильевич
236. Ковалёв, Михаил Герасимович
237. Ковалёв, Михаил Фёдорович
238. Ковалёв, Николай Александрович
239. Ковалёв, Николай Максимович
240. Ковалёв, Сергей Иванович
241. Ковалёва, Анастасия Васильевна
242. Ковалёва, Раиса Матвеевна
243. Коваленко, Александр Власович
244. Коваленко, Анатолий Дмитриевич
245. Коваленко, Павел Селиверстович
246. Коваленко, Пётр Фёдорович
247. Коваль, Анна Николаевна
248. Коваль, Иван Карпович
249. Коваль, Николай Гурьевич
250. Коваль, Николай Николаевич
251. Ковальков, Александр Васильевич
252. Ковальчук, Александр Сергеевич
253. Ковальчук, Зиновий Степанович
254. Ковшов, Михаил Фёдорович
255. Кожан, Александра Дмитриевна
256. Кожахметова, Салифа Сапаргалеевна
257. Кожевников, Вадим Михайлович
258. Кожедуб, Иван Никитович
259. Кожемякин, Виктор Спиридонович
260. Кожемякин, Пётр Николаевич
261. Козарь, Мария Юрьевна
262. Козаченко, Василий Павлович
263. Козенко, Михаил Георгиевич
264. Козеняшев, Дмитрий Яковлевич
265. Козлов, Борис Владимирович
266. Козлов, Виктор Алексеевич
267. Козлов, Егор Ефимович
268. Козлов, Илья Иванович
269. Козлов, Михаил Михайлович
270. Козлов, Николай Васильевич
271. Козлов, Николай Тимофеевич
272. Козлов, Сергей Васильевич
273. Козлова, Вера Арсентьевна
274. Козлова, Воля Васильевна
275. Козлова, Лариса Алексеевна
276. Козлова, Мария Тимофеевна
277. Козлова, Олимпиада Васильевна
278. Козлова, Полина Фёдоровна
279. Козлова, Татьяна Сергеевна
280. Козловский, Евгений Александрович
281. Козулина, Раиса Фёдоровна
282. Козыбаев, Оразалы Абилович
283. Козырева, Валентина Фёдоровна
284. Козырь, Павел Пантелеевич
285. Козьмин, Иван Стефанович
286. Койколайнен, Лев Алексеевич
287. Койчубаев, Садык Ахметович
288. Кокарев, Александр Акимович
289. Кокин, Александр Александрович
290. Кокина, Мария Петровна
291. Кокорева, Валентина Ивановна
292. Кокушкин, Владимир Иванович
293. Колбин, Геннадий Васильевич
294. Колганов, Анатолий Иванович
295. Колганов, Павел Антонович
296. Колдаев, Пётр Фёдорович
297. Колдунов, Александр Иванович
298. Колемасов, Борис Семёнович
299. Колесник, Анатолий Иванович
300. Колесник, Валентина Михайловна
301. Колесник, Феодосий Дмитриевич
302. Колесников, Александр Яковлевич
303. Колесников, Борис Иванович
304. Колесников, Валерий Васильевич
305. Колесников, Василий Васильевич
306. Колесников, Владимир Антонович
307. Колесникова, Валентина Андреевна
308. Колесникова, Любовь Ивановна
309. Колесов, Владлен Серафимович
310. Колесов, Орест Андреевич
311. Колесова, Надежда Николаевна
312. Колигов, Дмитрий Григорьевич
313. Колин, Павел Степанович
314. Колкотина, Любовь Степановна
315. Колмагорова, Валентина Фёдоровна
316. Колокольникова, Мария Александровна
317. Коломников, Валентин Петрович
318. Коломоец, Юрий Миронович
319. Колондырец, Валентин Сергеевич
320. Колосков, Анатолий Иванович
321. Колосков, Фёдор Филиппович
322. Колосов, Владимир Викторович
323. Колосова, Валентина Тихоновна
324. Колосова, Екатерина Ивановна
325. Колосок, Владимир Васильевич
326. Колотыркин, Яков Михайлович
327. Колпаков, Иван Васильевич
328. Колчина, Ольга Павловна
329. Кольцов, Александр Николаевич
330. Комар, Владимир Николаевич
331. Комаров, Владислав Дмитриевич
332. Комаров, Иван Тимофеевич
333. Комарова, Домна Павловна
334. Комендантов, Николай Иванович
335. Комиссаров, Василий Иванович
336. Комиссарова, Валентина Константиновна
337. Комиссарова, Галина Петровна
338. Комлева, Елена Александровна
339. Комяков, Юрий Александрович
340. Конарев, Владимир Васильевич
341. Конарев, Михаил Александрович
342. Конарыгин, Василий Семёнович
343. Кондаков, Василий Васильевич
344. Кондратов, Юрий Николаевич
345. Кондратьев, Алексей Иванович
346. Кондратьев, Борис Иванович
347. Кондратьева, Лидия Николаевна
348. Кондратьков, Евгений Фёдорович
349. Кондратюк, Александра Филипповна
350. Кондрашова, Зинаида Григорьевна
351. Кондрашова, Зинаида Николаевна
352. Кондрин, Фёдор Васильевич
353. Конева, Алла Николаевна
354. Коник, Пётр Анисимович
355. Коннов, Анатолий Алексеевич
356. Коннов, Вениамин Фёдорович
357. Коноваленко, Михаил Никифорович
358. Коновалов, Вячеслав Петрович
359. Коновалов, Иван Михайлович
360. Коновалов, Клавдий Васильевич
361. Коновалов, Николай Александрович
362. Коновалов, Николай Дмитриевич
363. Коновалов, Николай Семёнович
364. Коновалова, Галина Сергеевна
365. Коновалова, Зоя Леонидовна
366. Кононенко, Евдокия Ивановна
367. Конончук, Владимир Ильич
368. Конопатов, Александр Дмитриевич
369. Коноплев, Борис Всеволодович
370. Коноплев, Григорий Георгиевич
371. Конотоп, Василий Иванович
372. Константинов, Анатолий Устинович
373. Константинов, Валентин Иванович
374. Константинов, Иван Васильевич
375. Константинов, Иван Кузьмич
376. Константинов, Яков Пименович
377. Константинова, Лидия Александровна
378. Кончина, Валентина Ивановна
379. Коньков, Владимир Иванович
380. Конюкова, Мария Александровна
381. Коняга, Пётр Иванович
382. Коняев, Авенир Николаевич
383. Коняев, Алексей Николаевич
384. Копелев, Владимир Ефимович
385. Копёнкин, Алексей Николаевич
386. Копылов, Василий Николаевич
387. Копылов, Виталий Егорович
388. Копылов, Владимир Васильевич
389. Корелова, Тамара Александровна
390. Корепанов, Анатолий Максимович
391. Корешев, Владимир Сергеевич
392. Корж, Николай Афанасьевич
393. Коржов, Иван Иванович
394. Корзинкин, Владимир Фёдорович
395. Коркин, Александр Гаврилович
396. Корклиш, Тамара Павловна
397. Корнев, Константин Сергеевич
398. Корнеев, Василий Яковлевич
399. Корниенко, Анатолий Иванович
400. Корниенко, Георгий Маркович
401. Корниенко, Лидия Александровна
402. Корнилов, Александр Григорьевич
403. Корнилов, Юрий Иванович
404. Корнилова, Нелли Васильевна
405. Коровин, Евгений Александрович
406. Королёв, Иван Георгиевич
407. Королёв, Иван Яковлевич
408. Королёва, Валентина Александровна
409. Королёва, Зинаида Ивановна
410. Королёва, Мария Ивановна
411. Короленко, Григорий Андреевич
412. Короплясов, Виктор Максимович
413. Коростыленко, Андрей Федосеевич
414. Коротаев, Георгий Васильевич
415. Коротаева, Лидия Ивановна
416. Коротаева, Тамара Фёдоровна
417. Коротенко, Геннадий Николаевич
418. Коротеньков, Анатолий Романович
419. Коротков, Константин Константинович
420. Коротков, Николай Петрович
421. Короткова, Нина Алексеевна
422. Корсукова, Лидия Петровна
423. Кортунов, Вадим Васильевич
424. Корчагин, Николай Семёнович
425. Коршунов, Николай Дмитриевич
426. Корытков, Николай Гаврилович
427. Корытова, Лидия Леонидовна
428. Корякина, Галина Алексеевна
429. Косарев, Иван Илларионович
430. Косов, Анатолий Михайлович
431. Косогор, Василий Арсентьевич
432. Косолапов, Ричард Иванович
433. Коспанов, Шапет Коспанович
434. Костандов, Леонид Аркадьевич
435. Костенко, Иван Афанасьевич
436. Костенко, Николай Иванович
437. Костенко, Павел Фёдорович
438. Костин, Виктор Алексеевич
439. Костина, Мария Михайловна
440. Костогрыз, Валентина Семёновна
441. Костоусов, Анатолий Иванович
442. Косточкина, Анна Фёдоровна
443. Костромин, Виктор Григорьевич
444. Костромитина, Альбина Григорьевна
445. Костюк, Николай Петрович
446. Костюков, Иван Иванович
447. Костюрин, Алексей Иванович
448. Костюченко, Александр Константинович
449. Костюченко, Анатолий Иванович
450. Косульников, Константин Николаевич
451. Косыгин, Алексей Николаевич
452. Котанджян, Гайк Саргисович
453. Котельников, Владимир Александрович
454. Котенко, Иван Иванович
455. Котловцев, Николай Никифорович
456. Котломин, Анатолий Захарович
457. Котов, Александр Михайлович
458. Котова, Мария Павловна
459. Коханенко, Михаил Павлович
460. Кохонов, Филипп Лаврентьевич
461. Кочемасов, Вячеслав Иванович
462. Кочерыгин, Николай Васильевич
463. Кочетков, Анатолий Александрович
464. Кочетков, Владимир Серафимович
465. Кочетков, Николай Георгиевич
466. Кочетков, Юрий Владимирович
467. Кочетков, Юрий Петрович
468. Кочетов, Андрей Алексеевич
469. Кочетов, Евгений Гаврилович
470. Кочетов, Егор Григорьевич
471. Кочетов, Иван Иванович
472. Кошевой, Пётр Кириллович
473. Кошелев, Юрий Анатольевич
474. Кошкарёва, Екатерина Александровна
475. Кошоев, Темирбек Кудайбергенович
476. Кошурко, Алексей Алексеевич
477. Кравец, Галина Алексеевна
478. Кравцов, Борис Васильевич
479. Кравченко, Мария Никитична
480. Кравченко, Татьяна Дмитриевна
481. Кравченко, Юрий Александрович
482. Краевой, Владимир Зиновьевич
483. Крамар, Александр Феодосьевич
484. Крамаровская, Любовь Феодосеевна
485. Красавин, Валерий Олегович
486. Красавина, Нина Сергеевна
487. Красиков, Павел Фёдорович
488. Красильников, Виктор Алексеевич
489. Красильников, Виталий Сергеевич
490. Красильников, Леонид Иванович
491. Красников, Борис Анатольевич
492. Красницкая, Евдокия Андреевна
493. Краснобаев, Нил Иванович
494. Краснова, Зоя Игнатьевна
495. Крахмалёв, Михаил Константинович
496. Краюшин, Василий Степанович
497. Крезов, Евгений Владимирович
498. Кременицкий, Виктор Александрович
499. Крестьянинов, Василий Иванович
500. Кречетов, Андрей Павлович
501. Кривда, Федот Филиппович
502. Кривенко, Татьяна Ивановна
503. Кривонос, Пётр Фёдорович
504. Кривохижин, Александр Иванович
505. Кривошеина, Ольга Сергеевна
506. Кривяков, Геннадий Владимирович
507. Крикливая, Раиса Георгиевна
508. Криковцев, Михаил Петрович
509. Крилач, Владимир Михайлович
510. Криулин, Глеб Александрович
511. Криушин, Василий Павлович
512. Крихунов, Владимир Николаевич
513. Кронберг, Валентина Викторовна
514. Кропотина, Нина Сергеевна
515. Кротов, Виктор Васильевич
516. Круглич, Геннадий Михайлович
517. Круглов, Алексей Дмитриевич
518. Круглов, Анатолий Александрович
519. Круглова, Зинаида Михайловна
520. Крузина, Тамара Николаевна
521. Крупенина, Лидия Ивановна
522. Крупин, Николай Николаевич
523. Крупин, Николай Николаевич
524. Крупский, Виктор Иосифович
525. Крутиков, Дмитрий Павлович
526. Крутяков, Иван Фёдорович
527. Кручина, Николай Ефимович
528. Крушинский, Юрий Дмитриевич
529. Крыжко, Лидия Васильевна
530. Крылов, Александр Васильевич
531. Крылов, Алексей Иванович
532. Крылов, Сергей Евгеньевич
533. Крылова, Валентина Михайловна
534. Крылова, Тамара Петровна
535. Крыловский, Владлен Михайлович
536. Крысанова, Нина Александровна
537. Крюков, Алексей Михайлович
538. Крюков, Анатолий Михайлович
539. Крюков, Владимир Ильич
540. Крючков, Владимир Александрович
541. Крючков, Георгий Корнеевич
542. Кряжева, Елизавета Константиновна
543. Куанчалиев, Идаят
544. Куатбекова, Улбосын
545. Кубасов, Александр Иванович
546. Кубасов, Валерий Николаевич
547. Кугушин, Александр Андреевич
548. Кудинов, Анатолий Григорьевич
549. Кудинов, Иван Павлович
550. Кудияров, Виталий Дмитриевич
551. Кудрявцев, Владимир Николаевич
552. Кудрявцев, Леонид Дмитриевич
553. Кудрявцев, Николай Павлович
554. Кудрявцев, Пётр Павлович
555. Кудрявцева, Нина Ивановна
556. Кудряшов, Дмитрий Степанович
557. Кудряшова, Нина Васильевна
558. Кузанкина, Галина Васильевна
559. Кузебаев, Шакир Рамазанович
560. Кузенкова, Екатерина Сергеевна
561. Кузнецов, Валентин Яковлевич
562. Кузнецов, Василий Васильевич
563. Кузнецов, Владимир Иванович
564. Кузнецов, Иван Максимович
565. Кузнецов, Иван Петрович
566. Кузнецов, Лев Николаевич
567. Кузнецов, Николай Дмитриевич
568. Кузнецов, Сергей Егорович
569. Кузнецов, Юрий Никитович
570. Кузнецова, Валентина Ивановна
571. Кузнецова, Любовь Николаевна
572. Кузнецова, Людмила Тихоновна
573. Кузнецова, Надежда Валентиновна
574. Кузнецова, Раиса Васильевна
575. Кузнецова, Раиса Николаевна
576. Кузык, Григорий Иосифович
577. Кузьмин, Александр Трифонович
578. Кузьмин, Борис Васильевич
579. Кузьмин, Борис Григорьевич
580. Кузьмин, Валентин Анатольевич
581. Кузьмин, Валерий Владимирович
582. Кузьмин, Иван Николаевич
583. Кузьмин, Михаил Романович
584. Кузьмина, Вера Кузьминична
585. Кузьмина, Нина Григорьевна
586. Кузьминский, Пётр Михайлович
587. Кузьминых, Александр Андреевич
588. Кузьмичёв, Виктор Евгеньевич
589. Кузьмичёва, Анна Михайловна
590. Куксенко, Виталий Павлович
591. Кукуркина, Нина Лаврентьевна
592. Кулагин, Виталий Александрович
593. Кулагина, Светлана Ильинична
594. Кулаков, Фёдор Давыдович
595. Кулатов, Турабай Кулатович
596. Кулдашев, Мамадали
597. Кулешин, Василий Николаевич
598. Кулешов, Алексей Антонович
599. Кулешова, Александра Ивановна
600. Кулиджанов, Лев Александрович
601. Куликов, Виктор Георгиевич
602. Куликов, Геннадий Викторович
603. Куликов, Герман Алексеевич
604. Куликов, Евгений Васильевич
605. Куликов, Егор Фёдорович
606. Куликов, Леонид Александрович
607. Куликов, Михаил Алексеевич
608. Куликов, Николай Иванович
609. Куликов, Юрий Иванович
610. Куликов, Яков Павлович
611. Куликова, Светлана Валентиновна
612. Куликовский, Михаил Алексеевич
613. Куличенко, Анна Кузьминична
614. Куличенко, Леонид Сергеевич
615. Кулишев, Олег Фёдорович
616. Кулшымбаев, Естилеу
617. Кумейко, Василий Фёдорович
618. Кунаев, Аскар
619. Кунаев, Динмухамед Ахмедович
620. Кундина, Тамара Денисовна
621. Куницкая, Надежда Ивановна
622. Куницкий, Иван Дмитриевич
623. Купреев, Сергей Александрович
624. Куприянов, Пётр Фёдорович
625. Купряхин, Гавриил Гавриилович
626. Кураев, Николай Алексеевич
627. Куракин, Евгений Фёдорович
628. Курашов, Владимир Александрович
629. Курбаков, Николай Константинович
630. Курбаниязов, Онгарбай
631. Курбанов, Юлдаш Рахимович
632. Курдюкова, Галина Александровна
633. Курило, Фёдор Леонтьевич
634. Куркоткин, Семён Константинович
635. Курносова, Анастасия Захаровна
636. Куров, Николай Дмитриевич
637. Курочкин, Николай Сергеевич
638. Курсаков, Геннадий Александрович
639. Куртанидзе, Георгий Николаевич
640. Курчижкина, Елизавета Ефимовна
641. Курылёв, Анатолий Иванович
642. Курышова, Галина Николаевна
643. Кусаинов, Сакан Кусаинович
644. Кусайынов, Айып Кисаулы
645. Кустабаева, Людмила Ивановна
646. Кустов, Пётр Петрович
647. Кутарева, Алевтина Александровна
648. Кутахов, Павел Степанович
649. Куташова, Валентина Михайловна
650. Кутева, Любовь Ефимовна
651. Кутимова, Ырыскул
652. Куусберг, Пауль Аугустович
653. Куусик, Хейно Аугустович
654. Кухаренок, Геннадий Куприянович
655. Куцевол, Василий Степанович
656. Куцелик, Василий Иванович
657. Куценко, Никифор Аввакумович
658. Куценко, Пётр Иванович
659. Куцый, Андрей Карпович
660. Кучеров, Павел Михайлович
661. Кучкаров, Ибрагим Уралович
662. Кучкин, Сергей Андреевич
663. Кучурин, Владимир Андреевич
664. Кушеков, Унайбай Кушекович
665. Кушнаренко, Анна Дмитриевна
666. Кушнир, Иван Васильевич
667. Кушхов, Кишука Сагидович
668. Кыстаубаев, Туран
669. Кэбин, Иван Густавович

## Л
1. Лавлинский, Виктор Митрофанович
2. Лавренко, Николай Николаевич
3. Лаврентьев, Михаил Алексеевич
4. Лавренченко, Иван Егорович
5. Лавриненко, Николай Васильевич
6. Лавриненков, Владимир Дмитриевич
7. Лавров, Кирилл Юрьевич
8. Лаврухин, Иван Борисович
9. Лагир, Михаил Иванович
10. Лагошин, Николай Иванович
11. Лагунова, Антонина Пимановна
12. Лагуткин, Николай Васильевич
13. Лагуткин, Николай Васильевич
14. Лазарев, Анатолий Иванович
15. Лазарев, Михаил Андронович
16. Лазарчук, Александра Васильевна
17. Лазебный, Николай Семёнович
18. Лазник, Пётр Иванович
19. Ланкина, Галина Трофимовна
20. Ланских, Анатолий Степанович
21. Лапин, Альберт Алексеевич
22. Лапин, Василий Васильевич
23. Лапин, Сергей Георгиевич
24. Лапшин, Анатолий Владимирович
25. Лапшин, Василий Иванович
26. Лапшин, Виктор Макарович
27. Лапырин, Виктор Иванович
28. Ларионов, Иван Фёдорович
29. Ларионов, Михаил Ильич
30. Латипова, Зухра Гаджиевна
31. Латухов, Александр Михайлович
32. Латышев, Владимир Николаевич
33. Лахтин, Владимир Петрович
34. Лашхия, Климентий Ражденович
35. Лащенко, Пётр Николаевич
36. Лебедев, Анатолий Дмитриевич
37. Лебедев, Виктор Дмитриевич
38. Лебедев, Виктор Николаевич
39. Лебедев, Иван Васильевич
40. Лебедев, Иван Николаевич
41. Лебедев, Константин Васильевич
42. Лебедев, Михаил Иванович
43. Лебедев, Михаил Петрович
44. Лебедев, Николай Афанасьевич
45. Лебедев, Николай Сергеевич
46. Лебедев, Юрий Васильевич
47. Лебедева, Анна Степановна
48. Лебедева, Вера Сергеевна
49. Лебедева, Елена Александровна
50. Лебедева, Людмила Евграфовна
51. Лебедева, Римма Михайловна
52. Левашова, Надежда Васильевна
53. Левин, Владимир Петрович
54. Левицкая, Нина Филипповна
55. Левушкина, Мария Павловна
56. Левчик, Валентина Николаевна
57. Левчик, Владимир Константинович
58. Левшенко, Валентина Васильевна
59. Легкий, Анатолий Захарович
60. Легостаев, Евгений Арсеньевич
61. Ледащева, Мария Михайловна
62. Ледяева, Анна Алексеевна
63. Леин, Вольдемар Петрович
64. Лемаев, Николай Васильевич
65. Лемперт, Леонид Фёдорович
66. Ленев, Олег Константинович
67. Ленцман, Леонид Николаевич
68. Ленчинский, Виктор Петрович
69. Ленько, Иван Иванович
70. Леоненков, Владимир Матвеевич
71. Леонов, Алексей Архипович
72. Леонов, Василий Павлович
73. Леонов, Павел Артемович
74. Леонтьева, Клавдия Егоровна
75. Леонтьева, Нина Алексеевна
76. Леошкевич, Ирина Сергеевна
77. Лепёхин, Иван Яковлевич
78. Лепёшкин, Владимир Александрович
79. Лепёшкина, Антонина Николаевна
80. Лепорский, Владимир Владимирович
81. Лесечко, Алексей Кузьмич
82. Лесечко, Михаил Авксентьевич
83. Лесовик, Юрий Фёдорович
84. Лесовой, Александр Николаевич
85. Лещук, Михаил Степанович
86. Лёзин, Андрей Николаевич
87. Лёзин, Юрий Сергеевич
88. Ливенцов, Василий Андреевич
89. Ливинцев, Лев Николаевич
90. Лигачёв, Егор Кузьмич
91. Лидоренко, Николай Степанович
92. Лизичев, Алексей Дмитриевич
93. Лийвак, Урве-Якоб Михайловна
94. Лийв, Валерий Рихардович
95. Лине, Велта Мартыновна
96. Линник, Фелициана Иосифовна
97. Липатов, Леонид Петрович
98. Липов, Иван Захарович
99. Лисица, Алексей Егорович
100. Лисицын, Виктор Афанасьевич
101. Лисицын, Николай Максимович
102. Лисмент, Микелис Микелевич
103. Лисняк, Павел Егорович
104. Лисовой, Тимофей Григорьевич
105. Листопад, Георгий Ефремович
106. Листратова, Раиса Алексеевна
107. Лисьих, Ангелина Ивановна
108. Литвиненко, Алексей Афанасьевич
109. Литвиненко, Алексей Селиверстович
110. Литвинов, Анатолий Сергеевич
111. Литвинов, Иван Иванович
112. Литвинова, Раиса Степановна
113. Литвинцев, Юрий Иванович
114. Литман, Райнгольд Эмильянович
115. Литовцев, Дмитрий Иванович
116. Литовченко, Вера Иосифовна
117. Литовченко, Виктор Романович
118. Литовченко, Мария Ильинична
119. Лихолат, Владимир Фёдорович
120. Лихуша, Лидия Фёдоровна
121. Личковаха, Василий Александрович
122. Лобакина, Галина Ивановна
123. Лобакина, Надежда Фёдоровна
124. Лобанов, Александр Матвеевич
125. Лобанов, Валентин Семёнович
126. Лобанов, Николай Александрович
127. Лобанов, Павел Павлович
128. Лобанок, Владимир Елисеевич
129. Лобжанидзе, Бахва Фёдорович
130. Лобко, Виктор Николаевич
131. Лобов, Владимир Николаевич
132. Лобытов, Михаил Григорьевич
133. Логвин, Виталий Дмитриевич
134. Логвиненко, Николай Афанасьевич
135. Логинов, Василий Андреевич
136. Логиновских, Иван Михайлович
137. Логунов, Анатолий Алексеевич
138. Лозенко, Владимир Николаевич
139. Лозовой, Николай Свиридович
140. Локтионов, Владимир Петрович
141. Ломакин, Виктор Павлович
142. Ломакин, Юрий Иванович
143. Ломако, Пётр Фадеевич
144. Ломаносова, Надежда Ивановна
145. Ломач, Михаил Михайлович
146. Ломидзе, Отари Александрович
147. Ломоносов, Владимир Григорьевич
148. Ломцов, Павел Яковлевич
149. Лопаев, Виктор Семёнович
150. Лопато, Георгий Павлович
151. Лопухина, Галина Владимировна
152. Лосев, Владимир Исакович
153. Лосев, Константин Семёнович
154. Лосев, Михаил Николаевич
155. Лосик, Олег Александрович
156. Лотова, Таисья Григорьевна
157. Лотт, Йоханнес Адович
158. Лоцманова, Галина Павловна
159. Лочехин, Леонид Николаевич
160. Лощенков, Фёдор Иванович
161. Лубенец, Григорий Кузьмич
162. Луговец, Владимир Семёнович
163. Лузянин, Юрий Алексеевич
164. Лукавенко, Тамара Ивановна
165. Лукачев, Виктор Павлович
166. Лукашев, Леонид Фёдорович
167. Лукашевич, Леонид Николаевич
168. Лукин, Александр Аркадьевич
169. Лукина, Александра Ивановна
170. Лукшене, Зена Казевна
171. Лукьяненко, Владимир Матвеевич
172. Лукьяненок, Николай Викентьевич
173. Лукьянец, Татьяна Константиновна
174. Лукьянчиков, Павел Михайлович
175. Луньков, Николай Митрофанович
176. Лутак, Иван Кондратьевич
177. Луценко, Михаил Тимофеевич
178. Луценко, Степан Васильевич
179. Лучинин, Геннадий Николаевич
180. Лучинский, Пётр Кириллович
181. Лучук, Арсен Леонтьевич
182. Лушев, Пётр Георгиевич
183. Лушина, Нина Михайловна
184. Лушников, Вениамин Филиппович
185. Лушникова, Нина Николаевна
186. Лушпа, Михаил Афанасьевич
187. Лыков, Виктор Кириллович
188. Лыков, Геннадий Дмитриевич
189. Лыков, Иван Семёнович
190. Лыкова, Лидия Павловна
191. Лырщиков, Иван Егорович
192. Лысенко, Александр Романович
193. Лысенко, Владимир Антонович
194. Лысенко, Екатерина Александровна
195. Лысенко, Иван Петрович
196. Лысенко, Клавдия Тимофеевна
197. Лысенко, Таиса Алексеевна
198. Лысова, Тамара Алексеевна
199. Львова, Капиталина Ивановна
200. Любашенко, Лидия Ивановна
201. Любецкая, Мария Александровна
202. Любовский, Пётр Иванович
203. Любченко, Любовь Андреевна
204. Люлька, Архип Михайлович
205. Лютиков, Рудольф Гаврилович
206. Лягуцкая, Валентина Казимировна
207. Лямкин, Фёдор Иванович
208. Лятти, Матвей Семёнович
209. Ляхов, Иван Андреевич
210. Ляшенко, Иван Никифорович
211. Ляшенко, Ия Николаевна
212. Ляшко, Александр Павлович
213. Лященко, Николай Григорьевич

## М
1. Маврин, Иван Филиппович
2. Магденко, Кирилл Данилович
3. Мажара, Нина Алексеевна
4. Мазко, Григорий Филиппович
5. Мазлин, Лев Бенционович
6. Мазнина, Зинаида Ивановна
7. Мазов, Василий Фёдорович
8. Мазурикова, Валентина Ивановна
9. Мазуров, Виктор Михайлович
10. Мазуров, Кирилл Трофимович
11. Майбуров, Иван Петрович
12. Майде, Хуго Мартинович
13. Маймур, Геннадий Васильевич
14. Майоров, Александр Михайлович
15. Майоров, Яков Михайлович
16. Майсеиков, Фёдор Павлович
17. Майсурадзе, Зейнаб Иосифовна
18. Макаренко, Виктор Сергеевич
19. Макаренко, Иван Трофимович
20. Макаренков, Александр Ионович
21. Макаров, Александр Максимович
22. Макаров, Александр Тимофеевич
23. Макаров, Анатолий Иванович
24. Макаров, Владимир Иванович
25. Макарова, Зинаида Фёдоровна
26. Макарова, Ольга Андреевна
27. Макарова, Раиса Викторовна
28. Макарова, Светлана Степановна
29. Макарцева, Анастасия Ивановна
30. Макарьин, Василий Алексеевич
31. Макеев, Валентин Николаевич
32. Макеев, Валентин Трофимович
33. Макеев, Виктор Петрович
34. Макеев, Николай Иванович
35. Макейкин, Виктор Васильевич
36. Максаков, Александр Иванович
37. Максаков, Евгений Яковлевич
38. Максарев, Юрий Евгеньевич
39. Максименко, Дмитрий Павлович
40. Максименко, Илья Александрович
41. Максимец, Яков Яковлевич
42. Максимов, Вадислав Силович
43. Максимов, Валерий Андреевич
44. Максимов, Владимир Николаевич
45. Максимов, Геннадий Иванович
46. Максимов, Иван Гаврилович
47. Максимов, Константин Александрович
48. Максимовский, Виктор Афанасьевич
49. Малазония, Энвер Северьянович
50. Маланина, Валентина Филипповна
51. Маланчук, Валентин Ефимович
52. Маланчук, Любомир Михайлович
53. Малафеев, Александр Степанович
54. Малик, Яков Александрович
55. Маликов, Вячеслав Гаврилович
56. Малинина, Прасковья Андреевна
57. Малков, Пётр Лукич
58. Малмейстер, Александр Кристапович
59. Малов, Владимир Фёдорович
60. Малочкина, Валентина Ивановна
61. Мальбахов, Тимбора Кубатиевич
62. Мальдов, Владимир Афанасьевич
63. Мальков, Михаил Григорьевич
64. Мальков, Николай Иванович
65. Мальцев, Александр Васильевич
66. Мальцев, Виктор Фёдорович
67. Мальцев, Евдоким Егорович
68. Мальцев, Николай Семёнович
69. Мальцев, Терентий Семёнович
70. Мальцева, Линда Михайловна
71. Малютин, Василий Никитович
72. Малярчук, Георгий Кириллович
73. Маматов, Абдурахман
74. Мамбетакунов, Орозакун
75. Мамбетов, Азербайжан
76. Мамедов, Аскер Каграман оглы
77. Мамедов, Иса Али оглы
78. Мамедов, Мамед Аскер оглы
79. Мамедов, Яша Юнис оглы
80. Мамедова, Назани Ибрагим кызы
81. Мамедова, Раджап
82. Мамзина, Мария Ивановна
83. Мамонов, Митрофан Мамонович
84. Мамонтов, Василий Петрович
85. Мамонтов, Леонид Васильевич
86. Мамонтова, Мария Фёдоровна
87. Мамыева, Лимон Рахман кызы
88. Манакова, Юлия Васильевна
89. Мандалян, Христофор Левонович
90. Мандзулашвили, Варден Давидович
91. Манзова, Александра Михайловна
92. Манюшис, Иосиф Антонович
93. Манякин, Сергей Иосифович
94. Мараков, Григорий Николаевич
95. Маргалиташвили, Александр Аршакович
96. Маргелов, Василий Филиппович
97. Марданов, Генрих Ираклиевич
98. Марина, Нина Евдокимовна
99. Маринич, Александр Мефодьевич
100. Марисов, Валерий Константинович
101. Маркобрунова, Анна Васильевна
102. Марков, Аркадий Терентьевич
103. Марков, Владимир Иванович
104. Марков, Георгий Иванович
105. Марков, Георгий Мокеевич
106. Маркова, Наталия Ивановна
107. Марковская, Нина Феофановна
108. Марковский, Франц Михайлович
109. Марсиков, Филипп Титович
110. Мартынов, Иван Васильевич
111. Мартынов, Николай Васильевич
112. Мартынов, Фёдор Алексеевич
113. Мартыновский, Юрий Васильевич
114. Марченко, Александр Игнатьевич
115. Марченко, Зинаида Петровна
116. Марченко, Нина Алексеевна
117. Марчук, Гурий Иванович
118. Маршакова, Татьяна Семёновна
119. Маслай, Анна Семёновна
120. Маслаков, Анатолий Васильевич
121. Масленников, Николай Иванович
122. Маслобоев, Юрий Александрович
123. Маслов, Виктор Сергеевич
124. Маслов, Владимир Петрович
125. Маслов, Иван Дмитриевич
126. Маслова, Анастасия Савельевна
127. Маслова, Раиса Яковлевна
128. Масловская, Елена Ильинична
129. Масол, Виталий Андреевич
130. Матаева, Юлия Ивановна
131. Матафонов, Михаил Иванович
132. Маташнева, Нина Фадеевна
133. Матвеев, Виктор Константинович
134. Матвеев, Владимир Алексеевич
135. Матвеев, Гавриил Алексеевич
136. Матвеев, Кирилл Иванович
137. Матвисив, Василий Михайлович
138. Маткаримова, Тулганай
139. Матросов, Вадим Александрович
140. Матусевич, Василий Васильевич
141. Матусевич, Ромуальд Антонович
142. Матчанов, Назар Маткаримович
143. Матюшевский, Константин Викентьевич
144. Маурер, Марта-Эдда Владимировна
145. Махмудов, Насыр
146. Махнев, Александр Иванович
147. Махов, Алексей Михайлович
148. Махринский, Степан Михайлович
149. Мацегора, Евгений Александрович
150. Мацкевич, Владимир Владимирович
151. Мацкевич, Янина Ивановна
152. Мацкявичюс, Казимерас Юозович
153. Машеров, Пётр Миронович
154. Машкин, Анатолий Григорьевич
155. Машкин, Фёдор Иванович
156. Машков, Александр Константинович
157. Мдивани, Мери Луарсабовна
158. Медведев, Владимир Михайлович
159. Медведев, Иван Степанович
160. Медведев, Николай Николаевич[уточнить]
161. Медведев, Павел Николаевич
162. Медведева, Галина Ивановна
163. Медведева, Лидия Григорьевна
164. Медников, Иван Семёнович
165. Медунов, Сергей Фёдорович
166. Медянкина, Екатерина Иосифовна
167. Межов, Василий Иванович
168. Мезвришвили, Медея Арчиловна
169. Мезенцев, Владимир Дмитриевич
170. Мелентеева, Галина Владимировна
171. Мелентьев, Юрий Серафимович
172. Мелкадзе, Отари Валерианович
173. Мелкумян, Сурен Авакович
174. Мельников, Владимир Афанасьевич
175. Мельников, Лев Григорьевич
176. Мельников, Леонид Георгиевич
177. Мельников, Павел Васильевич
178. Мельников, Пётр Устинович
179. Мельникова, Анна Алексеевна
180. Мельникова, Вера Михайловна
181. Мельниченко, Афанасий Кондратьевич
182. Мельниченко, Виктор Иванович
183. Мельничук, Василий Дмитриевич
184. Мендарев, Пётр Афанасьевич
185. Мендуме, Михаил Клаевич
186. Ментешашвили, Тенгиз Николаевич
187. Ментюков, Юрий Николаевич
188. Меньшикова, Вера Сергеевна
189. Меренищев, Николай Владимирович
190. Мержа, Николай Филиппович
191. Меркулов, Александр Никитович
192. Меркулов, Глеб Александрович
193. Меркулов, Павел Иванович
194. Меркулова, Нина Петровна
195. Месяц, Валентин Карпович
196. Метелица, Зинаида Игнатьевна
197. Метёлкин, Николай Васильевич
198. Метляев, Василий Кириллович
199. Меунаргия, Валерьян Германович
200. Мехренцев, Анатолий Александрович
201. Мешков, Фёдор Степанович
202. Мешкова, Валентина Павловна
203. Мещеряков, Александр Петрович
204. Мизерная, Валентина Алексеевна
205. Микаелян, Серёжа Абгарович
206. Микрюкова, Валентина Николаевна
207. Микулич, Владимир Андреевич
208. Микуцкая, Клара Владиславовна
209. Милайкина, Валентина Фёдоровна
210. Милевич, Регина Владиславовна
211. Миленький, Фёдор Васильевич
212. Милякова, Луиза Константиновна
213. Милян, Николай Иванович
214. Минаев, Георгий Дмитриевич
215. Минаев, Григорий Иванович
216. Минаев, Николай Григорьевич
217. Минаева, Лидия Ивановна
218. Минина, Нонна Алексеевна
219. Минкин, Евгений Алексеевич
220. Минькин, Михаил Иванович
221. Мирзабабаева, Шакирхон
222. Мирзаев, Махмуд Мирзаевич
223. Мирзоев, Мушгюл Рза Али оглы
224. Мироненко, Мария Фёдоровна
225. Миронкин, Иван Яковлевич
226. Миронов, Василий Петрович
227. Миронов, Геннадий Иванович
228. Миронов, Георгин Иванович
229. Миронов, Николай Фёдорович
230. Миронова, Анна Ивановна
231. Миронова, Екатерина Петровна
232. Миронова, Нина Саввишна
233. Мирошник, Владимир Данилович
234. Мирошников, Михаил Михайлович
235. Миславский, Олег Николаевич
236. Митрин, Евгений Тимофеевич
237. Митрофанов, Алексей Петрович
238. Митрофанов, Виктор Николаевич
239. Митрофанов, Юрий Михайлович
240. Митрошин, Сергей Васильевич
241. Митченков, Дмитрий Васильевич
242. Митьковская, Татьяна Григорьевна
243. Михайленко, Виталий Иванович
244. Михайлов, Виктор Иванович
245. Михайлов, Виктор Константинович
246. Михайлов, Вячеслав Григорьевич
247. Михайлов, Герман Леонидович
248. Михайлов, Сергей Борисович
249. Михайлова, Зоя Иосифовна
250. Михайловский, Аркадий Петрович
251. Михалёв, Григорий Митрофанович
252. Михалков, Сергей Владимирович
253. Михеев, Алексей Кириллович
254. Михельсон, Валентин Васильевич
255. Мицкевич, Владимир Фёдорович
256. Мишин, Виктор Максимович
257. Мишина, Тамара Александровна
258. Мишустина, Любовь Андреевна
259. Мишутин, Владимир Иванович
260. Мнищенко, Василий Владимирович
261. Мовсесян, Александр Оганезович
262. Модогоев, Андрей Урупхеевич
263. Можаев, Павел Петрович
264. Мозговой, Александр Иванович
265. Мозговой, Иван Алексеевич
266. Моисеев, Евгений Фёдорович
267. Моисеев, Николай Андреевич
268. Моисеева, Таисия Дмитриевна
269. Моисеенко, Виктор Иванович
270. Моисеенко, Раиса Андреевна
271. Мокат, Александр Михайлович
272. Мокренко, Роман Алексеевич
273. Мокряков, Анатолий Васильевич
274. Мокшин, Александр Фёдорович
275. Молдасанов, Жолсеит
276. Молдобаев, Карыбек Молдобаевич
277. Молдованова, Тамара Алексеевна
278. Молоток, Пётр Филиппович
279. Молчан, Евдокия Ильинична
280. Молчанов, Дмитрий Яковлевич
281. Молчанова, Ольга Дмитриевна
282. Момотенко, Николай Петрович
283. Моногарова, Клавдия Николаевна
284. Моргун, Фёдор Трофимович
285. Моренко, Александр Тимофеевич
286. Мороз, Иван Михайлович
287. Мороз, Николай Кузьмич
288. Морозов, Александр Александрович
289. Морозов, Александр Максимович
290. Морозов, Иван Павлович
291. Морозов, Константин Александрович[прояснить]
292. Морозов, Михаил Егорович
293. Морозов, Михаил Павлович
294. Морозов, Николай Ефимович
295. Морозов, Юрий Петрович
296. Морозова, Анна Петровна
297. Морозова, Антонина Михайловна
298. Морозова, Галина Николаевна
299. Морозова, Ираида Александровна
300. Морозова, Нина Павловна
301. Морозова, Раиса Кирилловна
302. Морозова, Тамара Александровна
303. Морщаков, Фёдор Михайлович
304. Морякова, Любовь Николаевна
305. Мосашвили, Теймураз Ильич
306. Мосейко, Иван Федосеевич
307. Москалёва, Галина Александровна
308. Москаленко, Кирилл Семёнович
309. Мослаков, Вячеслав Степанович
310. Мосолов, Валентин Петрович
311. Моссаковский, Владимир Иванович
312. Мотова, Нина Михайловна
313. Моторико, Михаил Георгиевич
314. Моторный, Дмитрий Константинович
315. Мохортов, Константин Владимирович
316. Мохунов, Георгий Александрович
317. Мочалин, Николай Михайлович
318. Мочалин, Фёдор Иванович
319. Мошков, Владимир Николаевич
320. Мошковцева, Маргарита Викторовна
321. Мугрузина, Мария Алексеевна
322. Музалевский, Иван Андреевич
323. Музыченко, Галина Антоновна
324. Муйдинов, Махмуд
325. Мукашев, Саламат
326. Мукашева, Кайыр
327. Муллаев, Шарафудин Якубович
328. Муллакаева, Нурия Камалетдиновна
329. Мундравицкий, Павел Казимирович
330. Муравленко, Виктор Иванович
331. Муравьёв, Евгений Фёдорович
332. Муравьёв, Михаил Филиппович
333. Муранов, Борис Александрович
334. Мураховский, Всеволод Серафимович
335. Мурашев, Эдуард Георгиевич
336. Мурзенко, Владимир Григорьевич
337. Мурин, Юрий Иванович
338. Мурсалов, Абдулали Бекали оглы
339. Муртазаев, Каюм
340. Мусаипов, Лукпан
341. Мусаханов, Мирзамахмуд Мирзарахманович
342. Мусиенко, Валентина Васильевна
343. Мусин, Рашид Мусинович
344. Муслимов, Юлдаш
345. Мустафаева, Фердина Ахмед кызы
346. Мустафин, Тулебай
347. Мухаметдинова, Сагида Хашимовна
348. Мухаметшин, Надим Каримович
349. Мухамметянова, Эльмира Гафуровна
350. Мухин, Николай Стефанович
351. Мухитова, Талига Мингалеевна
352. Мухопад, Алексей Андреевич
353. Мхитарян, Норик Казарович
354. Мыльникова, Надежда Петровна
355. Мырзашев, Рысбек
356. Мыслиборский, Виталий Арсентьевич
357. Мысниченко, Владислав Петрович
358. Мясников, Василий Васильевич
359. Мясников, Георг Васильевич

## Н
1. Набережнев, Фёдор Семёнович
2. Набиев, Рахмон Набиевич
3. Набирухин, Вадим Павлович
4. Нагорная, Анна Федотовна
5. Надирадзе, Александр Давидович
6. Назарбаев, Нурсултан Абишевич
7. Назаренко, Борис Дмитриевич
8. Назаренко, Владимир Павлович
9. Назаров, Владимир Григорьевич
10. Назаров, Дамин
11. Назаров, Юрий Леонидович
12. Назарова, Асбат Иса кызы
13. Назарова, Зинаида Фёдоровна
14. Назарова, Клавдия Степановна
15. Назарова, Нина Дмитриевна
16. Назарян, Спартион Егоевич
17. Наздрачева, Матрёна Семёновна
18. Назиров, Насретднн Исабекович
19. Найдек, Леонтий Иванович
20. Наймушин, Василий Васильевич
21. Наконечный, Михаил Алексеевич
22. Напалков, Николай Павлович
23. Нарбунтене, Валерия Ионовна
24. Насибов, Аслан Юнус оглы
25. Насибян, Липарит Саркисович
26. Насреддинов, Гафур Насреддинович
27. Наумик, Станислав Юрьевич
28. Наумов, Владимир Алексеевич
29. Наумов, Николай Иванович
30. Наумова, Валентина Алексеевна
31. Наумова, Екатерина Григорьевна
32. Наумова, Зинаида Михайловна
33. Наумова, Лидия Устимовна
34. Наумова, Нина Петровна
35. Наумова, Юлия Николаевна
36. Нахаева, Валентина Петровна
37. Нахманович, Александр Львович
38. Небылицин, Михаил Александрович
39. Неверова, Раиса Андреевна
40. Неделин, Вадим Серафимович
41. Недилько, Андрей Филиппович
42. Недобитков, Иван Архипович
43. Недобывайло, Павел Акимович
44. Нежданов, Николай Павлович
45. Нежурин, Фёдор Фёдорович
46. Незабитовский, Аполлинарий Фёдорович
47. Нездойменко, Любовь Васильевна
48. Незнаев, Виктор Иванович
49. Некрасов, Николай Владимирович
50. Некрасов, Юрий Александрович
51. Нелюбин, Игорь Александрович
52. Немчинова, Мария Алексеевна
53. Немытова, Зинаида Викторовна
54. Неопиханов, Владимир Алексеевич
55. Непеин, Алексей Васильевич
56. Непобедимый, Сергей Павлович
57. Непорожний, Пётр Степанович
58. Нерсесян, Леонид Нерсесович
59. Неруш, Екатерина Лукинична
60. Нестреляй, Мария Демьяновна
61. Нефедьев, Георгий Борисович
62. Нехаевский, Аркадий Петрович
63. Нечаев, Владимир Александрович
64. Нечаева, Люся Васильевна
65. Нечаевский, Василий Васильевич
66. Нешков, Хрисанф Павлович
67. Нешумов, Юрий Алексеевич
68. Нивалов, Николай Николаевич
69. Нигаматуллин, Рамазан Муллагалеевич
70. Нигматуллин, Рашид Шакирович
71. Нижегородова, Зоя Алексеевна
72. Низяев, Вячеслав Михайлович
73. Никандрова, Тамара Николаевна
74. Никитенко, Виктор Васильевич
75. Никитин, Алексей Павлович
76. Никитин, Василий Ефимович
77. Никитин, Николай Иванович
78. Никитина, Екатерина Фёдоровна
79. Никитина, Надежда Филипповна
80. Никитина, Тамара Васильевна
81. Никитина, Татьяна Антоновна
82. Никитина, Фаина Никитична
83. Никитчук, Василий Иванович
84. Никитюк, Олег Сергеевич
85. Никифоров, Валентин Михайлович
86. Никифорова, Нина Константиновна
87. Никишин, Валерий Иванович
88. Никишин, Василий Андреевич
89. Никишин, Николай Иванович
90. Никколо, Рауль Юрьевич
91. Николаев, Алексей Александрович
92. Николаев, Андриян Григорьевич
93. Николаев, Георгий Александрович
94. Николаев, Николай Фёдорович
95. Николаева-Терешкова, Валентина Владимировна
96. Николаева, Любовь Ивановна
97. Николаенко, Вера Николаевна
98. Никольский, Борис Васильевич
99. Никонов, Виктор Петрович
100. Никонорова, Ольга Александровна
101. Никулин, Виктор Алексеевич
102. Никулин, Иван Иванович
103. Никулина, Мария Васильевна
104. Никулищев, Владимир Михайлович
105. Никулкин, Яков Прокопьевич
106. Нимич, Павел Алексеевич
107. Ницак, Антон Евменович
108. Ниязбеков, Сабир Билялович
109. Ниязова, Сайда Чариевна
110. Новаковец, Степан Денисович
111. Новаченко, Нина Степановна
112. Новиков, Алексей Васильевич
113. Новиков, Василий Петрович
114. Новиков, Василий Фёдорович
115. Новиков, Владимир Николаевич
116. Новиков, Евгений Фёдорович
117. Новиков, Иван Васильевич
118. Новиков, Игнатий Трофимович
119. Новиков, Николай Семёнович
120. Новиков, Нил Дмитриевич
121. Новикова, Мария Ефимовна
122. Новикова, Федора Деомидовна
123. Новицкий, Борис Анатольевич
124. Новичков, Виктор Емельянович
125. Новожилов, Генрих Васильевич
126. Новожилов, Павел Андреевич
127. Новожилов, Павел Иванович
128. Новожилова, Валентина Семёновна
129. Новожилова, Зоя Григорьевна
130. Новожилова, Лариса Ивановна
131. Новоселов, Ефим Степанович
132. Новоселова, Мария Семёновна
133. Новосилецкий, Алексей Дмитриевич
134. Новрузова, Гюлушан Гариб кызы
135. Ноздрачёв, Алексей Иванович
136. Ноздрачёв, Владимир Викторович
137. Ноздрачёва, Людмила Васильевна
138. Ноздряков, Владимир Петрович
139. Нордман, Эдуард Болеславович
140. Норейка, Виргилиюс-Кестутис Леонович
141. Норка, Ефим Алексеевич
142. Носенко, Михаил Степанович
143. Носков, Владилен Фёдорович
144. Носкова, Мария Александровна
145. Носов, Николай Трофимович
146. Носов, Николай Фёдорович
147. Носов, Пётр Михайлович
148. Носырев, Даниил Павлович
149. Ночёвкин, Анатолий Петрович
150. Нугманов, Камиль
151. Нугманов, Кабдулла Нугманович
152. Нуждихин, Григорий Иванович
153. Нураева, Таскира Халиловна
154. Нургалиева, Казтай
155. Нуриев, Зия Нуриевич
156. Нуркаев, Талип Латыпович
157. Нуркенов, Асан Балтабекович
158. Нурмуханов, Муслим

## О
1. Обадин, Василий Афанасьевич
2. Оберемок, Лидия Григорьевна
3. Оболонков, Николай Харитонович
4. Образцов, Иван Филиппович
5. Обушенков, Лев Константинович
6. Оверчук, Алексей Мефодиевич
7. Овсянкин, Виктор Иванович
8. Овсянкина, Надежда Кирилловна
9. Овсянников, Владимир Александрович
10. Овсянников, Владимир Миронович
11. Овсянников, Николай Михайлович
12. Овчаренко, Екатерина Васильевна
13. Овчаренко, Тамара Ивановна
14. Овчинников, Василий Иванович
15. Овчинников, Юрий Анатольевич
16. Овчинникова, Александра Яковлевна
17. Оганян, Гайк Агасиевич
18. Огарков, Владимир Иванович
19. Огарков, Николай Васильевич
20. Огнева, Анна Николаевна
21. Огурцов, Николай Алексеевич
22. Одилов, Ахмаджан
23. Одинцов, Владимир Евгеньевич
24. Одинцов, Иван Павлович
25. Одинцов, Михаил Петрович
26. Ожегова, Галина Владимировна
27. Озеров, Николай Иванович
28. Озеров, Сергей Николаевич
29. Озерова, Татьяна Владимировна
30. Озимов, Михаил Васильевич
31. Озолс, Эгилс Мартынович
32. Окунева, Октябрина Мизбаховна
33. Окунский, Владимир Викторович
34. Окушко, Борис Иванович
35. Олейник, Борис Ильич
36. Олешко, Анна Сергеевна
37. Олешко, Пётр Терентьевич
38. Ольков, Николай Павлович
39. Омельченко, Василий Иванович
40. Онищенко, Александр Павлович
41. Опланчук, Владимир Яковлевич
42. Орбелян, Сайда Михайловна
43. Орёл, Валентина Сидоровна
44. Орехов, Николай Яковлевич
45. Оржевский, Владимир Иванович
46. Орлов, Александр Кириллович
47. Орлов, Владимир Павлович
48. Орлов, Владислав Павлович
49. Орлов, Георгий Михайлович[уточнить]
50. Орлов, Михаил Алексеевич
51. Орлов, Николай Владимирович
52. Оруджев, Сабит Атаевич
53. Орцханова, Зоя Ахмедовна
54. Орькина, Клара Егоровна
55. Осадчий, Виктор Иванович
56. Осадчий, Николай Дмитриевич
57. Осадчий, Яков Павлович
58. Осадчих, Раиса Сергеевна
59. Осейкин, Александр Ананьевич
60. Осетров, Тимофей Николаевич
61. Осетрова, Галина Александровна
62. Осинцев, Игорь Аркадьевич
63. Осипов, Лев Семёнович
64. Осипов, Матвей Абрамович
65. Осипова, Тамара Ивановна
66. Осипова, Татьяна Михайловна
67. Осипчик, Борис Александрович
68. Осминин, Станислав Александрович
69. Оспанбеков, Жарас Молдабекович
70. Остапенко, Иван Максимович
71. Остапец, Николай Прокофьевич
72. Остапченко, Владимир Иванович
73. Острожна, Елизавета Николаевна
74. Остроумов, Павел Алексеевич
75. Отегенова, Эльбике Байбошовна
76. Отставнов, Борис Дмитриевич
77. Охтомов, Павел Андреевич
78. Очеретняя, Мария Егоровна
79. Ошивалов, Николай Сергеевич
80. Ощепков, Валерий Константинович

## П
1. Павасаре, Айя Яновна
2. Павленко, Григорий Иванович
3. Павленко, Леонид Иванович
4. Павленко, Фёдор Иванович
5. Павличков, Николай Петрович
6. Павлов, Анатолий Васильевич
7. Павлов, Василий Валерьянович
8. Павлов, Василий Иванович
9. Павлов, Виктор Владимирович
10. Павлов, Виктор Ульянович
11. Павлов, Владимир Ильич
12. Павлов, Владимир Яковлевич
13. Павлов, Георгий Сергеевич
14. Павлов, Григорий Петрович
15. Павлов, Иван Сергеевич
16. Павлов, Николай Андреевич
17. Павлов, Павел Васильевич
18. Павлов, Пётр Кузьмич
19. Павлов, Савелий Ефимович
20. Павлов, Сергей Павлович
21. Павлова, Александра Ильинична
22. Павлова, Валентина Александровна
23. Павлова, Валентина Ивановна
24. Павлова, Зинаида Сергеевна
25. Павловская, Лионида Савельевна
26. Павловский, Валентин Сергеевич
27. Павловский, Иван Григорьевич
28. Павлюкова, Нина Дмитриевна
29. Павлюченков, Николай Иосифович
30. Падалка, Анатолий Захарович
31. Пайзуматов, Ирмат
32. Паламарь, Георгий Петрович
33. Палыга, Владимир Петрович
34. Панасенко, Михаил Петрович
35. Панасенко, Тарас Иванович
36. Панин, Фёдор Иванович
37. Панина, Алла Ивановна
38. Панкин, Борис Дмитриевич
39. Панкратов, Юрий Александрович
40. Панкратов, Юрий Иванович[уточнить]
41. Панова, Валентина Яковлевна
42. Пантелеев, Николай Алексеевич
43. Панфилов, Михаил Панфилович
44. Панфилов, Пётр Фёдорович
45. Панфилова, Лариса Ивановна
46. Панфиловский, Иван Никитович
47. Панькин, Валентин Епифанович
48. Папанов, Алексей Фёдорович
49. Папенков, Юрий Иванович
50. Папунидзе, Вахтанг Рафаэлович
51. Папутин, Виктор Семёнович
52. Парамонов, Дмитрий Алексеевич
53. Парамонов, Михаил Семёнович
54. Паркин, Алексей Яковлевич
55. Пармакли, Савелий Михайлович
56. Парубок, Емельян Никонович
57. Парфёнов, Евгений Ерофеевич
58. Пархоменко, Лидия Федосеевна
59. Паршина, Валентина Романовна
60. Пасаманова, Эльвира Николаевна
61. Пасечник, Анатолий Павлович
62. Пасиченко, Анатолий Акимович
63. Пасичниченко, Жанетта Ивановна
64. Паскарь, Пётр Андреевич
65. Пастухов, Борис Николаевич
66. Пастухов, Виктор Александрович
67. Пастухова, Нина Ивановна
68. Патаридзе, Зураб Александрович
69. Патоличев, Николай Семёнович
70. Патон, Борис Евгеньевич
71. Патрушев, Юрий Викторович
72. Паузин, Николай Иванович
73. Пашин, Владимир Николаевич
74. Пашина, Антонина Васильевна
75. Пашов, Михаил Васильевич
76. Пашутин, Владимир Павлович
77. Пегов, Николай Михайлович
78. Пейпс, Лейда Аугустовна
79. Пелагенко, Нина Яковлевна
80. Пеленов, Анатолий Кириллович
81. Пелых, Мария Гавриловна
82. Пельше, Арвид Янович
83. Первенцев, Евгений Иванович
84. Первицкий, Владимир Яковлевич
85. Первышин, Эрлен Кирикович
86. Переварин, Василий Георгиевич
87. Переверзева, Нина Васильевна
88. Перевязко, Василий Степанович
89. Передельский, Александр Андреевич
90. Передельский, Георгий Ефимович
91. Передерий, Ольга Ивановна
92. Перетятько, Фёдор Ильич
93. Переудин, Виктор Михайлович
94. Перминов, Александр Васильевич
95. Перфильев, Сергей Васильевич
96. Першина, Нелда Августовна
97. Пестерев, Геннадий Иванович
98. Пестов, Василий Серафимович
99. Пестунов, Виктор Михайлович
100. Петкявичюс, Юозас Юозович
101. Петранюк, Анна Васильевна
102. Петрарь, Мария Дионисьевна
103. Петращук, Людмила Владимировна
104. Петренко, Александр Яковлевич
105. Петрик, Михаил Дмитриевич
106. Петрик, Павел Петрович
107. Петров, Александр Владимирович
108. Петров, Анатолий Анатольевич
109. Петров, Анатолий Павлович
110. Петров, Василий Иванович
111. Петров, Владимир Алексеевич
112. Петров, Владимир Иванович
113. Петров, Владимир Николаевич
114. Петров, Иван Иванович
115. Петров, Константин Григорьевич
116. Петров, Леонид Валентинович
117. Петров, Михаил Васильевич
118. Петров, Николай Николаевич
119. Петров, Николай Фёдорович
120. Петров, Юрий Александрович
121. Петров, Юрий Владимирович
122. Петрова, Зинаида Тихоновна
123. Петрова, Любовь Андреевна
124. Петровичев, Николай Александрович
125. Петровский, Борис Васильевич
126. Петровский, Степан Остапович
127. Петросян, Сурен Мартиросович
128. Петухов, Александр Георгиевич
129. Петухов, Владимир Степанович
130. Петухов, Григорий Иванович
131. Петухов, Константин Дмитриевич
132. Петушкова, Клавдия Павловна
133. Печенкин, Павел Никитович
134. Пешков, Михаил Тимофеевич
135. Пивкин, Владимир Фёдорович
136. Пивоварёнок, Борис Михайлович
137. Пивоваров, Анатолий Васильевич
138. Пивоваров, Геннадий Алексеевич
139. Пивоваров, Николай Буинович
140. Пиксаев, Александр Осипович
141. Пилипейко, Андрей Архипович
142. Пилотович, Станислав Антонович
143. Пилюгин, Николай Алексеевич
144. Пименов, Валерий Иванович
145. Пименов, Николай Терентьевич
146. Пименов, Пётр Тимофеевич
147. Пименов, Ювеналий Георгиевич
148. Пирогов, Николай Петрович
149. Пирожков, Владимир Петрович
150. Пирожников, Геннадий Иванович
151. Писарев, Дмитрий Михайлович
152. Писарева, Валентина Яковлевна
153. Писарева, Мария Ивановна
154. Писарева, Нина Ивановна
155. Пичен-Оол, Тимофей Кузетеевич
156. Пичугин, Владимир Петрович
157. Пичугин, Михаил Васильевич
158. Пищухин, Михаил Васильевич
159. Плакан, Леонид Александрович
160. Плаксенко, Николай Алексеевич
161. Плаксин, Владимир Александрович
162. Платонова, Людмила Алексеевна
163. Платунова, Маргарита Ивановна
164. Плауде, Артур Карлович
165. Плесская, Мария Александровна
166. Плетнева, Валентина Николаевна
167. Плеханов, Александр Андреевич
168. Плешаков, Пётр Степанович
169. Плюснин, Николай Петрович
170. Побегайло, Михаил Сергеевич
171. Победоносцев, Анатолий Иванович
172. Поберей, Мария Тихоновна
173. Поваров, Георгий Георгиевич
174. Поведа, Галина Антоновна
175. Повилайтис, Антанас Антано
176. Погибелева, Валентина Александровна
177. Погодин, Владимир Алексеевич
178. Погодин, Николай Фёдорович
179. Погорелов, Алексей Иванович
180. Погребной, Александр Васильевич
181. Погребняк, Пётр Леонтиевич
182. Погребняк, Яков Петрович
183. Подбельцев, Виктор Иванович
184. Подгаев, Григорий Ефимович
185. Подгорный, Николай Викторович
186. Подгорный, Павел Георгиевич
187. Поделякин, Павел Денисович
188. Подколзина, Надежда Ивановна
189. Подкуйко, Николай Андреевич
190. Подпорина, Людмила Михайловна
191. Подстрешная, Зоя Андреевна
192. Подъяблонский, Виктор Ильич
193. Поздняков, Александр Николаевич
194. Поздняков, Александр Петрович
195. Поимцев, Василий Николаевич
196. Покровский, Эрик Константинович
197. Покрышкин, Александр Иванович
198. Покутний, Николай Гаврилович
199. Полесский, Павел Михайлович
200. Полешко, Михаил Николаевич
201. Поливар, Галина Григорьевна
202. Поликарпов, Иван Алексеевич
203. Политицкий, Анатолий Петрович
204. Половянов, Тимофей Семёнович
205. Полозов, Николай Никифорович
206. Полозюк, Алексей Григорьевич
207. Полоненко, Василий Максимович
208. Полтавский, Иван Иванович
209. Полтавский, Сергей Ефремович
210. Полтавцев, Пётр Ефимович
211. Полудень, Николай Петрович
212. Полукаров, Юрий Иванович
213. Полунин, Виктор Тимофеевич
214. Полунина, Екатерина Михайловна
215. Полупан, Людмила Григорьевна
216. Полушина, Валентина Николаевна
217. Полуянова, Таисья Фёдоровна
218. Польша, Александр Леонтьевич
219. Поляков, Анатолий Григорьевич
220. Поляков, Валерий Николаевич
221. Поляков, Виктор Николаевич
222. Поляков, Геннадий Константинович
223. Поляков, Иван Евтеевич
224. Поляков, Иван Тимофеевич
225. Поляков, Николай Павлович
226. Поляков, Эдуард Николаевич
227. Полякова, Наталья Ивановна
228. Поляничко, Виктор Петрович
229. Полянский, Дмитрий Степанович
230. Помогаев, Иван Яковлевич
231. Помозов, Николай Кузьмич
232. Пономарёв, Леонид Николаевич
233. Пономарёв, Борис Николаевич
234. Пономарёв, Вадим Алексеевич
235. Пономарёв, Игорь Николаевич
236. Пономарёв, Михаил Александрович
237. Пономарёв, Николай Александрович
238. Пономарёв, Николай Владимирович
239. Пономарёв, Юрий Николаевич
240. Пономаренко, Борис Антонович
241. Пономаренко, Григорий Яковлевич
242. Пономаренко, Фёдор Фёдорович
243. Попков, Михаил Григорьевич
244. Попков, Михаил Данилович
245. Поплавский, Александр Митрофанович
246. Поплёвкин, Трофим Трофимович
247. Попов, Александр Григорьевич
248. Попов, Александр Сергеевич
249. Попов, Борис Вениаминович
250. Попов, Борис Сергеевич
251. Попов, Валентин Николаевич
252. Попов, Василий Павлович
253. Попов, Владимир Иванович
254. Попов, Геннадий Сергеевич
255. Попов, Константин Степанович
256. Попов, Николай Иванович
257. Попов, Николай Николаевич
258. Попов, Николай Сергеевич
259. Попов, Павел Васильевич
260. Попов, Сергей Андреевич
261. Попов, Сергей Васильевич
262. Попов, Филипп Васильевич
263. Попова, Людмила Михайловна
264. Попова, Мария Георгиевна
265. Попова, Нина Дмитриевна
266. Попова, Нина Степановна
267. Попович, Анна Николаевна
268. Попович, Владимир Гаврилович
269. Попович, Дмитрий Павлович
270. Попович, Павел Романович
271. Портнова, Валентина Константиновна
272. Поручиков, Иван Яковлевич
273. Порхун, Николай Иванович
274. Порчхидзе, Зина Ираклиевна
275. Посохин, Георгий Николаевич
276. Посохин, Михаил Васильевич
277. Поспеев, Виктор Владимирович
278. Поспелов, Пётр Николаевич
279. Постернак, Жанна Лукинична
280. Постникова, Анна Прокофьевна
281. Постникова, Нонна Ивановна
282. Постовалов, Сергей Осипович
283. Посторонко, Иван Григорьевич
284. Потапов, Лев Николаевич
285. Потапов, Серафим Фёдорович
286. Потапов, Федот Федотович
287. Потапов, Юрий Михайлович
288. Потапова, Александра Васильевна
289. Потапова, Антонина Викторовна
290. Потапова, Лидия Семёновна
291. Потей, Дмитрий Иванович
292. Потемкина, Рабига Ахмеджановна
293. Потылицин, Геннадий Павлович
294. Потякова, Елена Дмитриевна
295. Походин, Виктор Филиппович
296. Поцюс, Винцас Станисловович
297. Починок, Макар Иванович
298. Почтарев, Анатолий Георгиевич
299. Прауст, Рудольф Эдуардович
300. Прах, Иван Михайлович
301. Пресняков, Григорий Павлович
302. Прибыльнов, Владимир Яковлевич
303. Привезенцев, Василий Иванович
304. Приезжев, Николай Семёнович
305. Приходько, Григорий Петрович
306. Прищепчик, Виталий Викторович
307. Проворов, Александр Александрович
308. Провоторов, Виталий Петрович
309. Продай-Вода, Константин Матвеевич
310. Прокконен, Павел Степанович
311. Прокопенко, Виктор Дмитриевич
312. Прокопьев, Илья Павлович
313. Прокопьев, Леонид Прокопьевич
314. Прокофьев, Евгений Прохорович
315. Прокофьев, Михаил Алексеевич
316. Прокофьева, Антонина Васильевна
317. Прокуев, Анатолий Иванович
318. Промыслов, Владимир Фёдорович
319. Пронин, Андрей Григорьевич
320. Пронюшкин, Николай Борисович
321. Проскурин, Владимир Дмитриевич
322. Проскурин, Егор Павлович
323. Проскурина, Лилия Николаевна
324. Проскуровская, Мария Михайловна
325. Просянкин, Григорий Лазаревич
326. Протасов, Леонид Ильич
327. Протозанов, Александр Константинович
328. Протопопов, Владимир Александрович
329. Прохоров, Василий Ильич
330. Прохоров, Василий Петрович
331. Прохорова, Галина Павловна
332. Проценко, Дина Иосифовна
333. Прошакова, Нина Васильевна
334. Прытков, Юрий Осипович
335. Птицын, Владимир Николаевич
336. Пугачёв, Юрий Николаевич
337. Пуго, Борис Карлович
338. Пуденко, Григорий Иванович
339. Пузакова, Клавдия Андреевна
340. Пузанов, Александр Михайлович
341. Пузанова, Мария Фёдоровна
342. Пуйдокас, Альгирдас Впниович
343. Пулатов, Насриддин
344. Пупликов, Юрий Александрович
345. Пурбуев, Дашидондок Цыденович
346. Пустобаев, Дмитрий Гаврилович
347. Путивцев, Владимир Игнатьевич
348. Путилов, Михаил Алексеевич
349. Путятин, Валентин Сергеевич
350. Путятина, Галина Александровна
351. Пухова, Зоя Павловна
352. Пучетене, Бируте Ионовна
353. Пучилов, Вячеслав Георгиевич
354. Пушкарёв, Виктор Андреевич
355. Пушкарь, Василий Григорьевич
356. Пушкина, Альвина Александровна
357. Пущина, Галина Дмитриевна
358. Пыжик, Георгий Михайлович
359. Пылаев, Александр Фёдорович
360. Пьянков, Борис Евгеньевич

## Р
1. Рабецкая, Тамара Григорьевна
2. Рабочий, Пётр Семёнович
3. Равлюк, Роман Иванович
4. Рагимов, Амир Муслум оглы
5. Рагимов, Камран Наби оглы
6. Рагимов, Назим Гасанович
7. Радзиевский, Алексей Иванович
8. Радомский, Вячеслав Иванович
9. Радченко, Иван Васильевич
10. Радченко, Павел Иванович
11. Радченко, Юрий Михайлович
12. Раевский, Владимир Николаевич
13. Разумахин, Владимир Илларионович
14. Разумовский, Георгий Петрович
15. Разумцев, Владимир Ильич
16. Раковец, Василий Васильевич
17. Ралько, Владимир Антонович
18. Рамазанов, Аманулла Габдулхаевич
19. Рамазанов, Новруз Ханрза оглы
20. Рамеев, Марс Камилович
21. Расманис, Арманд Янович
22. Распатнюк, Тамара Владимировна
23. Рассказова, Евгения Васильевна
24. Расулов, Джабар Расулович
25. Раткин, Владимир Густавович
26. Раупис, Повилас Юозович
27. Рахимов, Бекташ Рахимович
28. Рахманин, Олег Борисович
29. Рахманов, Талгат Лутфуллович
30. Рахманова, Мискин Бердиевна
31. Рахматова, Муборак Ахмадовна
32. Рахмонова, Сайли
33. Рачкова, Мария Фёдоровна
34. Рашидов, Шараф Рашидович
35. Ребане, Карл Карлович
36. Ребенок, Николай Михайлович
37. Ребров, Юрий Васильевич
38. Реброва, Римма Николаевна
39. Ревенко, Раиса Александровна
40. Редько, Пётр Иванович
41. Резник, Мария Павловна
42. Резцов, Леонид Степанович
43. Ремезов, Николай Александрович
44. Ремесло, Василий Николаевич
45. Репенко, Михаил Петрович
46. Репецкий, Борис Терентьевич
47. Репешева, Анна Ивановна
48. Репин, Эдуард Георгиевич
49. Репников, Юрий Иванович
50. Репринцев, Василий Михайлович
51. Реутов, Виктор Данилович
52. Решетнёв, Михаил Фёдорович
53. Решетников, Николай Иванович
54. Решетниченко, Юрий Анатольевич
55. Ржибаев, Василий Иванович
56. Рзаев, Халид Мамедалн оглы
57. Рзаев, Шабан Мехти оглы
58. Ризаев, Рахмон
59. Ровнин, Лев Иванович
60. Роганов, Альберт Михайлович
61. Рогулин, Юрий Владимирович
62. Родионов, Анатолий Иванович
63. Родионов, Владимир Алексеевич
64. Родионов, Николай Николаевич
65. Родионова, Зинаида Александровна
66. Родионова, Раиса Фёдоровна
67. Рожков, Георгий Иванович
68. Рожкова, Тамара Сидоровна
69. Розенко, Пётр Акимович
70. Розикова, Хурсанд
71. Розимов, Ачил
72. Розмахова, Анна Васильевна
73. Розыева, Гульсере
74. Роибов, Толиб
75. Рокачев, Юрий Алексеевич
76. Романенко, Александр Григорьевич
77. Романенко, Александр Иванович
78. Романенко, Анатолий Ефимович
79. Романенко, Леонид Васильевич
80. Романин, Дмитрий Васильевич
81. Романов, Алексей Васильевич
82. Романов, Алексей Владимирович
83. Романов, Василий Игнатьевич
84. Романов, Григорий Васильевич
85. Романов, Николай Андреевич
86. Романов, Павел Константинович
87. Романова, Евгения Ивановна
88. Романовский, Алексей Корнеевич
89. Романцов, Анатолий Владимирович
90. Романчук, Анатолий Александрович
91. Роосмаа, Вальде Руудивич
92. Ропавка, Иван Васильевич
93. Рослова, Александра Егоровна
94. Росовский, Алексей Андреевич
95. Ростиашвили, Трифон Вахтангович
96. Ростовых, Василий Назарович
97. Рочев, Евгений Желялович
98. Рошиор, Людмила Григорьевна
99. Рощина, Нина Ивановна
100. Рубен, Виталий Петрович
101. Рубинчик, Хаим Эммануилович
102. Рубис, Пётр Ефимович
103. Рубцова, Валентина Алексеевна
104. Рубцова, Раиса Фёдоровна
105. Рубэн, Юрий Янович
106. Рудаков, Леонид Васильевич
107. Руденко, Леонид Михайлович
108. Руденко, Олег Степанович
109. Руденко, Пётр Алексеевич
110. Руденко, Роман Андреевич
111. Рудковский, Арий Фёдорович
112. Руднев, Константин Николаевич
113. Рудов, Александр Емельяиович
114. Рудсон, Нина Николаевна
115. Рудый, Вацлав Адольфович
116. Рукавицын, Анатолий Петрович
117. Рукавишников, Николай Николаевич
118. Рулев, Александр Фёдорович
119. Румянцев, Алексей Фёдорович
120. Румянцев, Виталий Александрович
121. Румянцев, Иван Архипович
122. Румянцев, Михаил Анатольевич
123. Румянцева, Пелагея Павловна
124. Румянцева, Пелагея Петровна
125. Русак, Любовь Антоновна
126. Русаков, Константин Викторович
127. Русакова, Нина Николаевна
128. Русанов, Александр Андреевич
129. Русанова, Нина Дмитриевна
130. Русина, Нина Александровна
131. Руснак, Екатерина Юрьевна
132. Русских, Анатолий Михайлович
133. Рустамов, Ягуб Абульфат оглы
134. Рухадзе, Нугзар Доментьевич
135. Ручка, Николай Деонисович
136. Ручков, Виктор Евтихиевич
137. Рыбак, Юрий Петрович
138. Рыбакин, Николай Александрович
139. Рыбаков, Алексей Миронович
140. Рыбаков, Анатолий Яковлевич
141. Рыбаков, Василий Васильевич
142. Рыбакова, Галина Илларионовна
143. Рыбка, Александр Гаврилович
144. Рыдаев, Василий Михайлович
145. Рыжов, Никита Семёнович
146. Рыжов, Эдуард Вячеславович
147. Рыжова, Александра Ивановна
148. Рыжук, Мария Матвеевна
149. Рык, Михаил Михайлович
150. Рыков, Василий Назарович
151. Рылов, Геннадий Макарович
152. Рынцева, Роза Константиновна
153. Рысмендиев, Алмаз Асанович
154. Рыым, Эрика
155. Рябев, Лев Дмитриевич
156. Рябий, Степан Никифорович
157. Рябинкин, Василий Васильевич
158. Рябов, Яков Петрович
159. Рябошапка, Николай Николаевич
160. Рябцева, Таиса Фёдоровна
161. Рязанцев, Василий Никанорович
162. Ряполов, Трофим Иванович
163. Ряхов, Анатолий Яковлевич

## С
1. Саакян, Левон Гургенович
2. Саакян, Миран Мамиконович
3. Саар, Лийви Альфредовна
4. Сабадаш, Нина Степановна
5. Сабанеев, Станислав Николаевич
6. Сабанчиева, Роза Каншумасовна
7. Сабинин, Евгений Николаевич
8. Сабирзянов, Равис Салихович
9. Савастьянова, Раиса Петровна
10. Савельев, Евгений Иванович
11. Савенко, Юрий Петрович
12. Савин, Сергей Николаевич
13. Савина, Мария Ивановна
14. Савина, Тамара Ивановна
15. Савинкин, Николай Иванович
16. Савинов, Владимир Дмитриевич
17. Савинова, Валентина Никифоровна
18. Савитахунов, Алымбек Савитахунович
19. Савицкая, Татьяна Дмитриевна
20. Савицкене, Эугения-Гражина Вацлововна
21. Савочкин, Роман Михайлович
22. Савченко, Георгий Антонович
23. Савчина, Галина Викторовна
24. Савчук, Ольга Андреевна
25. Сагинбаева, Канышбек
26. Сагура, Александр Николаевич
27. Садвакасов, Темеш
28. Садовникова, Галина Васильевна
29. Садовский, Станислав Иванович
30. Садриев, Ахнаф Гнлязович
31. Садыков, Абид
32. Садыков, Ильдус Харисович
33. Садыков, Фарит Шамсутдинович
34. Садыков, Эркин
35. Саидов, Бауди Магомедович
36. Саилов, Саиб Агагюль оглы
37. Сакалаускас, Витаутас Владович
38. Сакварелидзе, Автандил Петрович
39. Салахов, Таир Теймур оглы
40. Саленик, Константин Павлович
41. Саликов, Андрей Григорьевич
42. Салимов, Акил Умурзакович
43. Салмин, Евгений Павлович
44. Салошенко, Виктор Николаевич
45. Салтыков, Виталий Васильевич
46. Сальников, Владимир Георгиевич
47. Самарченко, Зинаида Ильинична
48. Саматова, Норхол
49. Самедов, Баба Самед оглы
50. Самович, Владимир Петрович
51. Самодрин, Владимир Петрович
52. Самойленко, Виктор Григорьевич
53. Самойлов, Евгений Николаевич
54. Самойлова, Валентина Алексеевна
55. Самокиш, Леонид Михайлович
56. Самофал, Николай Ефимович
57. Самофалова, Светлана Владимировна
58. Самохвалов, Вадим Григорьевич
59. Самсонов, Анатолий Васильевич
60. Самсонова, Елена Никаноровна
61. Санакоев, Феликс Сергеевич
62. Сандалова, Алевтина Аркадьевна
63. Санжапов, Абдрашит Мужипович
64. Санжаров, Шарап
65. Санин, Алексей Иванович
66. Санкин, Анатолий Константинович
67. Санников, Алексей Семёнович
68. Санодзе, Цисана Васильевна
69. Санталова, Тамара Петровна
70. Сапожникова, Надежда Павловна
71. Сапрыкин, Александр Николаевич
72. Сапрыкин, Владимир Дмитриевич
73. Сапунцов, Николай Фёдорович
74. Саразов, Алексей Захарович
75. Саралидзе, Борис Ерастиевич
76. Саралидзе, Зураб Георгиевич
77. Сараненко, Виктор Петрович
78. Саркисов, Бабкен Есаевич
79. Саркисов, Борис Левонович
80. Саркисян, Фадей Тачатович
81. Сафаралиев, Рустам Касум оглы
82. Сафин, Салих Гарифуллович
83. Сафонова, Антонина Михайловна
84. Сафонова, Зоя Фёдоровна
85. Сафронов, Владимир Дмитриевич
86. Сафронов, Григорий Васильевич
87. Сафронов, Николай Фёдорович
88. Сахнова, Елизавета Ивановна
89. Сахнюк, Иван Иванович
90. Свенская, Валентина Григорьевна
91. Свенцицкий, Борис Николаевич
92. Светашев, Артур Михаилович
93. Свешников, Иван Петрович
94. Свешников, Мефодий Наумович
95. Свиридов, Виктор Михайлович
96. Свиридов, Иван Фёдорович
97. Свиридов, Николай Васильевич
98. Свистунов, Георгий Николаевич
99. Свищев, Георгий Петрович
100. Святова, Мария Васильевна
101. Святоцкий, Василий Александрович
102. Святченко, Александр Степанович
103. Сдержиков, Фёдор Семёнович
104. Севастьянов, Виталий Иванович
105. Северинов, Кузьма Антипович
106. Севостьянова, Александра Дмитриевна
107. Севостьянова, Галина Дмитриевна
108. Седов, Марк Пименович
109. Седов, Юрий Владимирович
110. Седых, Вера Фёдоровна
111. Сеитова, Закария
112. Секретарёв, Константин Фёдорович
113. Селёдкина, Галина Фёдоровна
114. Селиверов, Иван Матвеевич
115. Селивёрстов, Александр Васильевич
116. Селивёрстова, Евдокия Петровна
117. Селицкая, Евдокия Петровна
118. Селицкая, Нина Алексеевна
119. Селюков, Иван Борисович
120. Селюнин, Николай Андреевич
121. Селянкин, Владимир Фёдорович
122. Семейкина, Екатерина Дмитриевна
123. Семененко, Николай Федосеевич
124. Семенихин, Владимир Сергеевич
125. Семёнов, Александр Иванович
126. Семёнов, Александр Николаевич
127. Семёнов, Бато Семёнович
128. Семёнов, Валентин Александрович
129. Семёнов, Валентин Григорьевич
130. Семёнов, Василий Иванович
131. Семёнов, Владимир Семёнович
132. Семёнов, Иван Михайлович
133. Семёнов, Иван Петрович
134. Семёнов, Николай Иванович
135. Семёнов, Павел Васильевич
136. Семёнов, Яков Алексеевич
137. Семёнова, Зинаида Семёновна
138. Семёнова, Римма Кирилловна
139. Семенюк, Андрей Петрович
140. Семибратов, Генрих Гаврилович
141. Семигорелов, Николай Сафронович
142. Семизоров, Николай Фёдорович
143. Сёмин, Александр Александрович
144. Семиренко, Алексей Иванович
145. Сенин, Николай Алексеевич
146. Сенченкова, Лия Григорьевна
147. Сенькин, Иван Ильич
148. Сенюкова, Ираида Александровна
149. Сербин, Иван Дмитриевич
150. Сербин, Лидия Спиридоновна
151. Сергачёв, Николай Матвеевич
152. Сергеев, Василий Николаевич
153. Сергеев, Владимир Григорьевич
154. Сергеев, Владислав Дмитриевич
155. Сергеев, Максим Иванович
156. Сергеев, Николай Дмитриевич
157. Сергеев, Павел Иванович
158. Сергеева, Анастасия Ивановна
159. Сергейко, Василий Петрович
160. Сергунин, Иван Иванович
161. Сердюк, Николай Иванович
162. Серебряков, Михаил Иванович
163. Серёдкина, Анна Ивановна
164. Сериков, Владислав Пахомович
165. Сериков, Георгий Михайлович
166. Сериков, Георгий Моисеевич
167. Серкин, Василий Иванович
168. Серобаба, Владимир Яковлевич
169. Серов, Александр Николаевич
170. Серов, Станислав Дмитриевич
171. Серова, Алевтина Степановна
172. Серый, Зосим Львович
173. Серый, Михаил Дмитриевич
174. Сетуридзе, Гиви Степанович
175. Сеченых, Иван Андреевич
176. Сивак, Владимир Яковлевич
177. Сивец, Виктор Николаевич
178. Сивцова, Мария Ивановна
179. Сивый, Владимир Устинович
180. Сидоренко, Александр Васильевич
181. Сидоренко, Василий Яковлевич
182. Сидоренко, Владимир Алексеевич
183. Сидоренко, Евгений Михайлович
184. Сидорик, Владимир Григорьевич
185. Сидоров, Владимир Иванович
186. Сидоров, Михаил Маркович
187. Сидорова, Лидия Ивановна
188. Сизенев, Василий Алексеевич
189. Сизенко, Евгений Иванович
190. Сизов, Геннадий Фёдорович
191. Сизов, Леонид Георгиевич
192. Сизов, Николай Трофимович
193. Сизов, Павел Константинович
194. Сикоренко, Владимир Леонтьевич
195. Сикорская, Галина Фёдоровна
196. Силаева, Александра Ивановна
197. Силаков, Виктор Алексеевич
198. Силантьев, Александр Петрович
199. Силенко, Иван Петрович
200. Сильченко, Николай Кузьмич
201. Симакин, Иван Иванович
202. Симанчева, Мария Никитична
203. Симкина, Валентина Викторовна
204. Симонов, Кирилл Михайлович
205. Симонов, Кирилл Степанович
206. Симонова, Людмила Николаевна
207. Синегубов, Николай Трофимович
208. Синицина, Людмила Владимировна
209. Синицын, Иван Флегонтович
210. Синицына, Валентина Ивановна
211. Синягин, Ираклий Иванович
212. Сирота, Григорий Афанасьевич
213. Сироткина, Галина Григорьевна
214. Сироткина, Мария Борисовна
215. Сиряева, Фаина Константиновна
216. Ситанов, Вячеслав Степанович
217. Ситников, Владимир Васильевич
218. Ситников, Илларион Прокофьевич
219. Сицкий, Александр Матвеевич
220. Сияров, Зардакшо
221. Скачков, Семён Андреевич
222. Скачкова, Валентина Николаевна
223. Скворцов, Николай Алексеевич
224. Скиба, Иван Иванович
225. Скляренко, Надежда Ивановна
226. Склярова, Зинаида Владимировна
227. Скоморохов, Николай Михайлович
228. Скочилов, Анатолий Андрианович
229. Скочко, Ярослав Максимович
230. Скриник, Игорь Александрович
231. Скрипка, Рома Семёновна
232. Скрипников, Анатолий Васильевич
233. Скубченко, Пётр Сергеевич
234. Скурко, Евгений Иванович
235. Скурлаева, Нина Александровна
236. Славнова, Антонина Васильевна
237. Славнова, Маргарита Фёдоровна
238. Славский, Ефим Павлович
239. Слажнев, Иван Гаврилович
240. Слапшене, Гене Алексовна
241. Слезина, Евгения Ефимовна
242. Слепцов, Алексей Алексеевич
243. Сливаев, Иван Антонович
244. Слипченко, Пётp Филиппович
245. Слюсарев, Николай Андреевич
246. Сметанин, Леонид Васильевич
247. Смирнов, Александр Иванович
248. Смирнов, Александр Кузьмич
249. Смирнов, Алексей Алексеевич
250. Смирнов, Алексей Григорьевич
251. Смирнов, Василий Александрович
252. Смирнов, Василий Васильевич
253. Смирнов Виктор Ильич
254. Смирнов, Виктор Михайлович
255. Смирнов, Владимир Георгиевич
256. Смирнов, Владимир Михайлович
257. Смирнов, Геннадий Николаевич
258. Смирнов, Георгий Лукич
259. Смирнов, Иван Семёнович
260. Смирнов, Лев Николаевич
261. Смирнов, Леонид Васильевич
262. Смирнов, Николай Иванович
263. Смирнов, Павел Павлович
264. Смирнов, Сергей Артёмович
265. Смирнов, Сергей Сергеевич
266. Смирнова, Алевтина Валентиновна
267. Смирнова, Галина Павловна
268. Смирнова, Римма Яковлевна
269. Смиртюков, Михаил Сергеевич
270. Смоляева, Антонина Ивановна
271. Смолянников, Алексей Петрович
272. Смыслов, Борис Константинович
273. Смычкова, Галина Александровна
274. Снежкова, Нина Леоновна
275. Собенина, Мария Павловна
276. Соболев, Михаил Георгиевич
277. Соболева, Лидия Григорьевна
278. Соболь, Лариса Васильевна
279. Собченко, Владимир Фёдорович
280. Совалкова, Александра Анатольевна
281. Созинов, Валентин Дмитриевич
282. Созинов, Николай Иванович
283. Созыкин, Андрей Григорьевич
284. Созыкин, Григорий Яковлевич
285. Сокирко, Нина Ивановна
286. Соколов, Александр Александрович
287. Соколов, Александр Сергеевич
288. Соколов, Анатолий Алексеевич
289. Соколов, Валентин Фёдорович
290. Соколов, Иван Захарович
291. Соколов, Михаил Васильевич
292. Соколов, Олег Валерьянович
293. Соколов, Павел Дмитриевич
294. Соколов, Пётр Варфоломеевич
295. Соколов, Сергей Леонидович
296. Соколов, Тихон Иванович
297. Соколова, Зинаида Сергеевна
298. Соколова, Надежда Митрофановна
299. Соколова, Ольга Константиновна
300. Соколова, Юлия Иосифовна
301. Сокуренко, Всеволод Алексеевич
302. Солдатенков, Иван Алексеевич
303. Солдатикова, Мария Григорьевна
304. Солдатов, Анатолий Иванович
305. Солдатов, Иван Никандрович
306. Соловьёв, Дмитрий Васильевич
307. Соловьёв, Павел Александрович
308. Соловьёв, Юрий Филиппович
309. Соловьёва, Маргарита Александровна
310. Сологуб, Виталий Алексеевич
311. Солодовник, Леонид Дмитриевич
312. Соломатина, Нина Александровна
313. Соломенцев, Михаил Сергеевич
314. Соломин, Василий Демидович
315. Соломко, Франц Михайлович
316. Солонар, Борис Степанович
317. Солоненко, Анатолий Филатович
318. Сонгайла, Рингаудас-Бронисловас Игнович
319. Сонин, Георгий Иванович
320. Соныгина, Анастасия Петровна
321. Сопыев, Муратберды
322. Сорина, Светлана Ефимовна
323. Сорока, Ярослав Михайлович
324. Сорокин, Алексей Иванович
325. Сорокин, Анатолий Михайлович
326. Сорокин, Борис Алексеевич
327. Сорокина, Надежда Ивановна
328. Сорокина, Татьяна Фёдоровна
329. Сорочинский, Иван Игнатьевич
330. Соснов, Иван Дмитриевич
331. Сотников, Николай Владимирович
332. Сотникова, Евгения Матвеевна
333. Софронов, Анатолий Владимирович
334. Сперанский, Валентин Александрович
335. Спиридонов, Евгений Кириллович
336. Спиридонов, Лев Николаевич
337. Спирин, Владимир Андреевич
338. Средин, Геннадий Васильевич
339. Стадниченко, Иван Илларионович
340. Станис, Владимир Францевич
341. Стапонавичюс, Владас Казевич
342. Староверов, Вячеслав Алексеевич
343. Староверова, Людмила Яковлевна
344. Старовойтов, Василий Константинович
345. Стародубцев, Василий Александрович
346. Старунский, Владимир Гордеевич
347. Старцев, Юрий Павлович
348. Старченко, Мария Васильевна
349. Статинов, Анатолий Сергеевич
350. Статулявичус, Витаутас Антанович
351. Стеблянко, Анатолий Григорьевич
352. Стенковой, Владимир Яковлевич
353. Степаков, Владимир Ильич
354. Степанов, Владимир Анисимович
355. Степанов, Владимир Евгеньевич
356. Степанов, Владимир Севастьянович
357. Степанов, Пётр Степанович
358. Степанов, Сергей Афанасьевич
359. Степанова, Станислава Ивановна
360. Степанчук, Анатолий Андреевич
361. Степанянц, Сурен Аванесович
362. Степенко, Ольга Дмитриевна
363. Стецков, Алексей Сергеевич
364. Стог, Вера Томовна
365. Столетов, Всеволод Николаевич
366. Столяров, Евгений Васильевич
367. Стопников, Игорь Дмитриевич
368. Стопорев, Семён Яковлевич
369. Стороженко, Любовь Александровна
370. Стороженко, Павел Петрович
371. Стоценко, Римма Васильевна
372. Страутманис, Пётр Якубович
373. Страшко, Николай Иванович
374. Стрельников, Владимир Константинович
375. Стрельцов, Василий Емельянович
376. Стрельченко, Иван Михайлович
377. Стрижов, Геннадий Сергеевич
378. Строева, Валентина Михайловна
379. Струев, Александр Иванович
380. Стружук, Елена Фёдоровна
381. Струкова, Екатерина Сергеевна
382. Струнникова, Мария Григорьевна
383. Стручков, Алексей Дмитриевич
384. Стрыгин, Виктор Николаевич
385. Студентов, Александр Алексеевич
386. Стукалин, Борис Иванович
387. Стукалин, Виктор Фёдорович
388. Субботина, Лидия Александровна
389. Судак, Юрий Васильевич
390. Судиловский, Пётр Михайлович
391. Суладзе, Отар Николаевич
392. Сулайманова, Кульсара
393. Сулейманов, Аллахверди Ахад оглы
394. Султанов, Ахмед Газимагомедович
395. Султанов, Файзулла Валеевич
396. Султанов, Хатмулла Асылгареевич
397. Султонова, Мохпочо
398. Сумерский, Николай Васильевич
399. Сумин, Василий Дмитриевич
400. Супиева, Олмасхон
401. Сурганов, Фёдор Анисимович
402. Сурков, Алексей Александрович
403. Суркова, Нина Ивановна
404. Суровцев, Михаил Егорович
405. Сурудина, Антонина Николаевна
406. Суслов, Константин Иванович
407. Суслов, Михаил Андреевич
408. Суслов, Николай Яковлевич
409. Сусляк, Василий Михайлович
410. Суфиянова, Сафура Рафиковна
411. Суханов, Нариман Валентинович
412. Сухарев, Владимир Сергеевич
413. Сухецкий, Пётр Петрович
414. Сухий, Николай Андреевич
415. Сухих, Борис Петрович
416. Сухонаков, Виктор Карпович
417. Сухорадо, Алексей Иванович
418. Сухорадо, Валерий Васильевич
419. Сухоруков, Алексей Фадеевич
420. Сучков, Дмитрий Яковлевич
421. Сучкова, Надежда Михайловна
422. Сушков, Тихон Степанович
423. Сущенко, Андрей Севастьянович
424. Сущик, Надежда Ивановна
425. Суюмбаев, Ахматбек Суттубаевич
426. Счастливцев, Николай Степанович
427. Сымов, Василий Андреевич
428. Сынгаевский, Владимир Васильевич
429. Сыров, Валентин Иванович
430. Сыромятникова, Мария Фоминична
431. Сысков, Игорь Васильевич
432. Сысоев, Виктор Сергеевич
433. Сысоев, Пётр Петрович
434. Сысолятин, Николай Васильевич
435. Сычёва, Мария Ивановна
436. Сычеников, Орест Александрович
437. Сяглов, Виктор Семёнович

## Т
1. Табакин, Владимир Львович
2. Табеев, Фикрят Ахмеджанович
3. Табылдиев, Тобанияз
4. Тавадзе, Юлия Кирилловна
5. Таган, Николай Степанович
6. Таганов, Баймурат
7. Тагиров, Ибадуллах Гаджимирзоевич
8. Таиров, Сеит Меметович
9. Такежанов, Саук Темирбаевич
10. Такиева, Загира Гиниятовна
11. Талызин, Николай Владимирович
12. Тамулис, Альфонсас Повило
13. Танрывердиева, Туказбан Мамедали кызы
14. Таран, Василий Васильевич
15. Таран, Раиса Павловна
16. Таранов, Иван Тихонович
17. Таранова, Людмила Петровна
18. Тарантасов, Николай Алексеевич
19. Тарараева, Вера Алексеевна
20. Тарарыкин, Вячеслав Яковлевич
21. Тарасевич, Нина Петровна
22. Тарасенко, Алексей Тимофеевич
23. Тарасенков, Василий Петрович
24. Тарасов, Александр Петрович
25. Тарасов, Виктор Александрович
26. Тарасов, Николай Васильевич
27. Тарасов, Николай Никифорович
28. Таратута, Василий Николаевич
29. Таратынов, Иван Яковлевич
30. Тарчоков, Камбулат Кицуевич
31. Таскинбаев, Есен
32. Татаринов, Борис Михайлович
33. Татарчук, Николай Фёдорович
34. Татришвили, Вера Иосифовна
35. Таушаев, Сайлаубек Исагулович
36. Ташева, Зинат
37. Ташкинова, Валентина Ивановна
38. Тащилов, Виктор Васильевич
39. Тванба, Виктор Киаминович
40. Тевзадзе, Реваз Николаевич
41. Телепнёв, Пётр Максимович
42. Телицына, Нина Павловна
43. Телишевский, Тимофей Дмитриевич
44. Тельнов, Михаил Кондратьевич
45. Темерева, Ксения Сергеевна
46. Темерева, Таисия Андреевна
47. Темиров, Умар Ереджибович
48. Тенищев, Иван Иванович
49. Теплов, Алексей Николаевич
50. Теплов, Геннадий Дмитриевич
51. Тер-Гачатян, Андраник Айказович
52. Теребилов, Владимир Иванович
53. Терентьев, Юрий Павлович
54. Терехов, Виктор Степанович
55. Терехов, Константин Павлович
56. Терехова, Валентина Михайловна
57. Терехова, Нина Викторовна
58. Терещенко, Екатерина Фёдоровна
59. Терещенко, Леонид Михайлович
60. Терман, Леонид Яковлевич
61. Тесленко, Юрий Григорьевич
62. Теслюк, Виктор Никитович
63. Тетерин, Виктор Николаевич
64. Тиллабаев, Абдусамат
65. Тимаков, Владимир Дмитриевич
66. Тимонин, Виталий Иосифович
67. Тимофеев, Георгий Васильевич
68. Тимофеев, Николай Владимирович
69. Тимофеев, Сергей Николаевич
70. Тимофеева, Алла Александровна
71. Тимофеева, Людмила Павловна
72. Тимофеева, Тамара Алексеевна
73. Тимохин, Александр Егорович
74. Тимошенко, Валентина Павловна
75. Тимошенко, Вера Степановна
76. Тимощенко, Владимир Фёдорович
77. Тисленко, Надежда Степановна
78. Титаренко, Алексей Антонович
79. Титов, Алексей Алексеевич
80. Титов, Виталий Николаевич
81. Титов, Георгий Алексеевич
82. Титов, Фёдор Егорович
83. Тихомиров, Николай Степанович
84. Тихомирова, Александра Ивановна
85. Тихомирова, Екатерина Петровна
86. Тихоненко, Николай Григорьевич
87. Тихонов, Николай Александрович
88. Тихоступов, Виктор Константинович
89. Тишкин, Николай Миронович
90. Тишков, Юрий Андреевич
91. Тищенко, Марат Николаевич
92. Ткачева, Галина Тарасовна
93. Ткаченко, Александр Николаевич
94. Ткаченко, Нина Николаевна
95. Ткачук, Григорий Иванович
96. Ткачук, Пётр Леонтьевич
97. Ткебучава, Леонтий Тонтович
98. Тодуа, Ивлиан Теймуразович
99. Тоёдов, Дельмек Тоёдович
100. Токарев, Александр Максимович
101. Токарев, Василий Игнатьевич
102. Токпанбетова, Казинаш Набиевна
103. Толкунов, Владимир Павлович
104. Толкунов, Лев Николаевич
105. Толстиков, Василий Сергеевич
106. Толстиков, Генрих Александрович
107. Толстогузов, Николай Васильевич
108. Толстой, Леонтий Федосеевич
109. Толубеев, Никита Павлович
110. Толубко, Владимир Фёдорович
111. Томас, Олег Константинович
112. Томилин, Борис Сергеевич
113. Томилова, Раиса Ивановна
114. Томский, Николай Васильевич
115. Томышева, Анна Ивановна
116. Тонких, Фёдор Петрович
117. Тооме, Индрек Хербертович
118. Топол, Лидия Николаевна
119. Топольцев, Виктор Фёдорович
120. Топорков, Михаил Леонович
121. Торопов, Василий Фёдорович
122. Тошев, Турахон
123. Трапезников, Сергей Павлович
124. Трегуб, Светлана Владимировна
125. Трегубов, Николай Петрович
126. Тресков, Вячеслав Иванович
127. Третьяк, Геннадий Алексеевич
128. Третьяк, Иван Моисеевич
129. Третьяков, Виктор Михайлович
130. Третьякова, Валентина Яковлевна
131. Третьякова, Лидия Ивановна
132. Трибухина, Людмила Ивановна
133. Трифонов, Михаил Лаврентьевич
134. Трифонов, Михаил Степанович
135. Трифонова, Валентина Петровна
136. Троицкий, Михаил Трофимович
137. Тронько, Пётр Тимофеевич
138. Тропина, Галина Борисовна
139. Трофимов, Виктор Ерофеевич
140. Трофимов, Владимир Васильевич
141. Трофимов, Дмитрий Михайлович
142. Трофимов, Николай Семёнович
143. Трофимов, Юрий Николаевич
144. Трофимович, Михаил Георгиевич
145. Трохимец, Виталий Александрович
146. Трояновский, Олег Александрович
147. Трубилин, Иван Тимофеевич
148. Трубицын, Евгений Георгиевич
149. Трубников, Иван Ефимович
150. Трулева, Анна Григорьевна
151. Трунов, Анатолий Егорович
152. Трунов, Михаил Петрович
153. Трусова, Валентина Тимофеевна
154. Трухачёв, Иван Максимович
155. Трухин, Пётр Михайлович
156. Трухлякова, Елизавета Петровна
157. Трушин, Василий Петрович
158. Трушкина, Мария Николаевна
159. Трыль, Иван Минович
160. Тузовский, Анатолий Михайлович
161. Туликов, Серафим Сергеевич
162. Тулкин, Валентин Иванович
163. Тулкубаева, Уку
164. Тульев, Лев Николаевич
165. Туманов, Алексей Тихонович
166. Тумасян, Бениамин Акопович
167. Тумашова, Ирина Александровна
168. Тумовс-Бекис, Язеп Донатович
169. Тупица, Николай Иванович
170. Туполев, Алексей Андреевич
171. Тур, Василий Захарович
172. Тургамбаев, Галым Ахметжанович
173. Турков, Анатолий Васильевич
174. Турсун-Заде, Мирза
175. Турсунов, Хурсанд
176. Турчин, Андрей Павлович
177. Тухаринов, Юрий Владимирович
178. Тухтабаев, Баллами Ахназарович
179. Тучин, Георгий Ильич
180. Тучин, Николай Антонович
181. Тхакахов, Музабир Милович
182. Тымченко, Анатолий Ефремович
183. Тырышкина, Нина Тимофеевна
184. Тычинин, Виктор Сергеевич
185. Тычинин, Николай Дмитриевич
186. Тювин, Вячеслав Александрович
187. Тюребаева, Жанылтай Кусаиновна
188. Тюрин, Вадим Сергеевич
189. Тюрин, Евгений Иванович
190. Тюрин, Марк Андреевич
191. Тюрин, Николай Максимович
192. Тютюнникова, Вера Филипповна
193. Тяжельников, Евгений Михайлович

## У
1. Убилава, Юза Джахоевич
2. Уваров, Василий Фёдорович
3. Увачан, Василий Николаевич
4. Угаров, Юрий Иосифович
5. Уграк, Владимир Дмитриевич
6. Угужаков, Василий Архипович
7. Удалов, Александр Петрович
8. Удальцов, Анатолий Дмитриевич
9. Удальцов, Иван Иванович
10. Удовицкая, Ада Владимировна
11. Узилов, Евгений Михайлович
12. Уколов, Владимир Алексеевич
13. Улезло, Николай Иванович
14. Улесов, Алексей Александрович
15. Улизько, Людмила Гавриловна
16. Улитина, Любовь Васильевна
17. Ульяник, Мария Ивановна
18. Ульянов, Алексей Фёдорович
19. Ульянов, Михаил Александрович
20. Ульянова, Галина Константиновна
21. Умалатов, Алипаша Джалалович
22. Уманец, Николай Васильевич
23. Уманец, Николай Макарович
24. Умаров, Абдубанаб Арипович
25. Умаров, Хамдам
26. Умарова, Максудахан
27. Унисьянов, Магавья
28. Умаханов, Магомед-Салам Ильясович
29. Умрихин, Пётр Николаевич
30. Уралов, Мирзатилла
31. Урбанов, Гавриил Николаевич
32. Урсол, Раиса Алексеевна
33. Урумбетова, Лайк
34. Урусов, Владислав Григорьевич
35. Ус, Василий Игнатьевич
36. Усанов, Борис Павлович
37. Усатенко, Юрий Спиридонович
38. Усин, Владимир Александрович
39. Ускова, Нина Петровна
40. Усманов, Гумер Исмагилович
41. Усманов, Усман Ганиевич
42. Усманходжаев, Инамжон Бузрукович
43. Успенский, Виктор Константинович
44. Уставщиков, Борис Фёдорович
45. Устинов, Дмитрий Ефимович
46. Устинов, Дмитрий Фёдорович
47. Устинов, Иван Лаврентьевич
48. Усубалиев, Турдакун Усубалиевич
49. Утегулов, Тугельбай Сабыркулович
50. Уткин, Борис Павлович
51. Уткин, Владимир Фёдорович
52. Уточкина, Галина Алексеевна
53. Ушаков, Андрей Петрович
54. Ушаков, Владимир Петрович
55. Ушкалов, Николай Фёдорович

## Ф
1. Фабричнов, Сергей Михайлович
2. Фаворский, Олег Николаевич
3. Фадеев, Валентин Илларионович
4. Фадеева, Любовь Николаевна
5. Фаизов, Салихзян Халимович
6. Файзуллаев, Хуснутдин Шамсутдинович
7. Фалетров, Иван Михайлович
8. Фалин, Валентин Михайлович
9. Фаль, Галина Петровна
10. Фальчевский, Альфред Иосифович
11. Фаныгин, Анатолий Петрович
12. Фасихов, Анатолий Хабибрахманович
13. Фатихов, Наил Фатихович
14. Фатуев, Вячеслав Иванович
15. Фау, Анатолий Евгеньевич
16. Февралёв, Лев Николаевич
17. Федирко, Павел Стефанович
18. Федонина, Галина Даниловна
19. Федоренко, Анна Михеевна
20. Федорин, Василий Павлович
21. Фёдоров, Александр Васильевич
22. Фёдоров, Алексей Фёдорович
23. Фёдоров, Анатолий Васильевич
24. Фёдоров, Валерий Потапович
25. Фёдоров, Виктор Степанович
26. Фёдоров, Владимир Николаевич
27. Фёдоров, Николай Андреевич
28. Фёдоров, Николай Фёдорович
29. Фёдорова, Валентина Дмитриевна
30. Фёдорова, Зоя Александровна
31. Фёдорова, Нина Петровна
32. Федорчук, Виталий Васильевич
33. Федосеев, Пётр Николаевич
34. Федосова, Нина Дмитриевна
35. Федотов, Геннадий Петрович
36. Федотова, Любовь Дмитриевна
37. Федюнин, Евгений Петрович
38. Федюшина, Анна Васильевна
39. Феклюнин, Александр Николаевич
40. Ферин, Михаил Алексеевич
41. Фетисов, Вадим Александрович
42. Фетисов, Иван Иванович
43. Фетюхин, Александр Алексеевич
44. Филатов, Александр Павлович
45. Филатов, Виктор Андреевич
46. Филатов, Дмитрий Иванович
47. Филатов, Олег Васильевич
48. Филатов, Фёдор Иванович
49. Филатова, Зоя Андреевна
50. Филимонов, Геннадий Елизарович
51. Филимонов, Николай Васильевич
52. Филина, Анастасия Васильевна
53. Филина, Зинаида Васильевна
54. Филипенко, Светлана Борисовна
55. Филиппов, Александр Гаврилович
56. Филиппов, Валентин Константинович
57. Филиппов, Виктор Степанович
58. Филиппов, Владимир Анатольевич
59. Филиппов, Владимир Сергеевич
60. Филиппов, Иван Васильевич
61. Филиппова, Антонина Николаевна
62. Филиппова, Галина Тимофеевна
63. Филиппова, Надежда Алексеевна
64. Филиппова, Тамара Ипполитовна
65. Филипченко, Анатолий Васильевич
66. Филоненко, Виктор Лазаревич
67. Филоненко, Виктор Фёдорович
68. Финк, Александр Андреевич
69. Фирсанов, Иван Алексеевич
70. Фирстова, Нина Александровна
71. Флорентьев, Леонид Яковлевич
72. Флоров, Владимир Иванович
73. Фоменко, Владислав Александрович
74. Фомин, Анатолий Дмитриевич
75. Фомин, Борис Иванович
76. Фомин, Геннадий Иванович
77. Фомин, Геннадий Нилович
78. Фомина, Антонина Александровна
79. Фомина, Нина Григорьевна
80. Фоминых, Александра Матвеевна
81. Фоминых, Григорий Иванович
82. Фомич, Анатолий Михайлович
83. Фомичёв, Александр Васильевич
84. Фомичёв, Владимир Иванович
85. Фомичёв, Григорий Филатович
86. Фомичёв, Павел Васильевич
87. Фомичёва, Мария Александровна
88. Фомкина, Зинаида Денисовна
89. Фомченков, Георгий Терентьевич
90. Форманюк, Александра Михайловна
91. Форсюк, Валентина Ивановна
92. Фофанова, Маргарита Васильевна
93. Фролов, Александр Николаевич
94. Фролов, Василий Семёнович
95. Фролов, Константин Иванович
96. Фролова, Надежда Михайловна
97. Фундюр, Дмитрий Афанасьевич
98. Фурив, Иван Иванович
99. Фуряев, Геннадий Иванович

## Х
1. Хабаров, Алексей Иванович
2. Хабаров, Владимир Ипполитович
3. Хабатов, Борис Шугайбович
4. Хабейшвили, Солико Евтихиевич
5. Хаджиев, Шамсуды
6. Хайдаров, Рухльбаяи Шайхилисламович
7. Хайдуров, Виктор Алексеевич
8. Хайруллаев, Шариф Камалович
9. Хайруллина, Резида Салиховна
10. Халабурдина, Нина Николаевна
11. Халдеев, Михаил Иванович
12. Халиков, Хонкелди
13. Халилов, Венер Рамазанович
14. Халилов, Курбан Али оглы
15. Хамраев, Наджим Рахимович
16. Хамракулов, Синдар Хамракулович
17. Хандога, Нина Ульяновна
18. Ханин, Геннадий Петрович
19. Ханкулиев, Хаджикули
20. Ханоян, Саркис Месропович
21. Хануков, Валерий Борисович
22. Хаперская, Таиса Григорьевна
23. Харазов, Валерий Иннокентьевич
24. Харебава, Вахтанг Иванович
25. Харитонов, Владимир Николаевич
26. Харитонов, Николай Николаевич
27. Харламов, Александр Павлович
28. Харченко, Иван Петрович
29. Харьков, Георгий Иванович
30. Харькова-Жукова, Фаина Ивановна
31. Хасанов, Джура
32. Хасанова, Ляйля Габбасовна
33. Хаустов, Андрей Иванович
34. Хачатрян, Ася Вартановна
35. Хачатурян, Рафик Павлович
36. Хачидзе, Теймураз Шалвович
37. Хван, Ман Гым Григорьевич
38. Хведелиани, Яков Романович
39. Хизуненко, Владимир Семёнович
40. Хинтба, Валерий Михайлович
41. Хисамутдинов, Ахмеджан Хисамутдинович
42. Хисамутдинов, Усман Камалеевич
43. Хисматуллин, Файзрахман Шайхитдинович
44. Хитров, Степан Дмитриевич
45. Хитрый, Степан Николаевич
46. Хлгатян, Напалион Арменакович
47. Хлестков, Алексей Александрович
48. Хлопушин, Михаил Иванович
49. Хмыльнина, Тамара Тимофеевна
50. Хобдабергенов, Рзабай Жолдинович
51. Ховрин, Николай Иванович
52. Ходжаев, Асадилла Ашрапович
53. Ходжаев, Асадулла Ахмедович
54. Ходжиев, Рифъат
55. Ходос, Пётр Михайлович
56. Ходосов, Иван Григорьевич
57. Ходырев, Владимир Яковлевич
58. Хожикосимова, Тошхон
59. Холдарова, Турды
60. Холина, Евгения Андреевна
61. Холов, Махмадулло Холович
62. Холопов, Александр Иванович
63. Холостякова, Александра Ильинична
64. Хоменко, Георгий Иванович
65. Хоменчук, Анатолий Дмитриевич
66. Хомуло, Михаил Григорьевич
67. Хомяков, Александр Александрович
68. Хомяков, Михаил Иванович
69. Хорева, Валентина Васильевна
70. Хоришко, Надежда Михайловна
71. Хорошилов, Григорий Михайлович
72. Хорунжий, Михаил Васильевич
73. Хорькова, Любовь Андреевна
74. Хотинский, Михаил Фёдорович
75. Хохлачёв, Борис Александрович
76. Хохлов, Рем Викторович
77. Храмов, Александр Петрович
78. Храмов, Михаил Тимофеевич
79. Храмцов, Александр Иванович
80. Хренников, Тихон Николаевич
81. Хренов, Сергей Матвеевич
82. Христенко, Василий Тимофеевич
83. Христораднов, Юрий Николаевич
84. Хромых, Мария Владимировна
85. Хрустов, Алексей Михайлович
86. Худайбергенов, Мадьяр
87. Худайбердыев, Нармахонмади Джураевич
88. Худайдатов, Асгат Факкаевич
89. Худолей, Иван Петрович
90. Худякова, Александра Ивановна
91. Худякова, Анна Романовна
92. Хужамурадова, Мукарам
93. Хурамшин, Талгат Закирович
94. Хуринов, Георгий Георгиевич
95. Хусаинов, Юрий Минивалич
96. Хусаинова, Фания Исмагиловна
97. Хут, Малич Салихович

## Ц
1. Цагараев, Михаил Гацирович
2. Царев, Михаил Иванович
3. Цвелих, Борис Никитович
4. Цветков, Леонид Алексеевич
5. Цветков, Юрий Михайлович
6. Цвигун, Семён Кузьмич
7. Цвиров, Сергей Николаевич
8. Целиков, Александр Иванович
9. Цепков, Василий Константинович
10. Цеценов, Николай Андреевич
11. Цинев, Георгий Карпович
12. Цинис, Имант Карлович
13. Цирамуа, Етери Самсоновна
14. Цитлидзе, Гиви Акакиевич
15. Цицарева, Людмила Викторовна
16. Цицерук, Владимир Сергеевич
17. Цогоев, Лев Владимирович
18. Цуканов, Георгий Эммануилович
19. Цура, София Васильевна
20. Цурупа, Василий Дмитриевич
21. Цыбулько, Владимир Михайлович
22. Цыганкова, Валентина Павловна
23. Цыденова, Цыпилма Булатовна
24. Цюпка, Иван Михайлович

## Ч
1. Чазов, Евгений Иванович
2. Чайка, Калистрат Фёдорович
3. Чаковский, Александр Борисович
4. Чаплин, Борис Николаевич
5. Чарыев, Балта Чарыевич
6. Чеботок, Алексей Иванович
7. Чебриков, Виктор Михайлович
8. Чеванин, Валерий Степанович
9. Чевозерова, Людмила Дмитриевна
10. Чевтаев, Андрей Васильевич
11. Чегринец, Пелагея Афанасьевна
12. Чейвутегин, Сергей Михайлович
13. Чеканова, Валентина Николаевна
14. Чекасин, Степан Алексеевич
15. Чекмарёв, Валентин Дмитриевич
16. Чекой, Архип Ильич
17. Чекушина, Нина Григорьевна
18. Челматкин, Георгий Сергеевич
19. Челомей, Владимир Николаевич
20. Чемерисов, Василий Евсеевич
21. Чемодуров, Трофим Николаевич
22. Ченаш, Карина Антоновна
23. Чентемиров, Минас Георгиевич
24. Чепец, Антонина Александровна
25. Чепуштанова, Вера Яковлевна
26. Чербаев, Виктор Иванович
27. Червинский, Анатолий Иосифович
28. Червоненко, Степан Васильевич
29. Червяков, Дмитрий Иванович
30. Червяков, Пётр Михайлович
31. Червякова, Антонида Ивановна
32. Чердакова, Евдокия Ивановна
33. Чердинцев, Василий Макарович
34. Чередник, Алла Кирилловна
35. Чередниченко, Анатолий Павлович
36. Черепов, Юрий Петрович
37. Черима, Анна Макаровна
38. Черкасов, Владилен Константинович
39. Черкасова, Евгения Алексеевна
40. Черкасова, Людмила Михайловна
41. Черкашин, Григорий Григорьевич
42. Черкашин, Николай Фёдорович
43. Черная, Елена Ивановна
44. Черненко, Константин Устинович
45. Чернецкая, Галина Ивановна
46. Черников, Сергей Георгиевич
47. Черников, Сергей Игнатьевич
48. Черниченко, Николай Никифорович
49. Чернов, Василий Иванович
50. Чернов, Геннадий Иванович
51. Чернов, Дмитрий Антонович
52. Чернова, Валентина Ивановна
53. Чернова, Валентина Сидоровна
54. Чернова, Нина Григорьевна
55. Чернова, Раиса Николаевна
56. Чернухин, Андрей Викторович
57. Черных, Георгий Вениаминович
58. Черных, Николай Яковлевич
59. Черныш, Павел Константинович
60. Чернышёв, Валентин Михайлович
61. Чернышёв, Владимир Васильевич
62. Чернышёв, Станислав Леонидович
63. Чернышов, Анатолий Алексеевич
64. Черфас, Валентин Иванович
65. Чеснокова, Антонина Никитична
66. Чех, Фёдор Сергеевич
67. Чехарин, Евгений Михайлович
68. Чехашвили, Гурген Якобович
69. Чёрный, Алексей Клементьевич
70. Чёрный, Василий Ильич
71. Чёрный, Владимир Николаевич
72. Чиж, Вера Николаевна
73. Чиковани, Владимир Давидович
74. Чиксте, Артур Эдуардович
75. Чикунова, Зоя Андреевна
76. Чипига, Павел Максимович
77. Чириков, Лев Николаевич
78. Чирков, Андрей Петрович
79. Чиряев, Гавриил Иосифович
80. Чистов, Сергей Александрович
81. Чистоплясов, Степан Иванович
82. Чистяков, Иван Петрович
83. Чистякова, Валентина Яковлевна
84. Чистякова, Роза Семёновна
85. Чистякова, Тамара Дмитриевна
86. Чих, Михаил Павлович
87. Чичварин, Владимир Васильевич
88. Чичёв, Евгений Фёдорович
89. Чичеров, Владимир Степанович
90. Чичикин, Пётр Андреевич
91. Чичина, Нина Ивановна
92. Чичкин, Борис Степанович
93. Чкония, Ламара Григорьевна
94. Чоговадзе, Елена Ивановна
95. Чокой, Георгий Степанович
96. Чорный, Иван Фёдорович
97. Чубаров, Вадим Георгиевич
98. Чубаров, Георгий Яковлевич
99. Чубаров, Степан Карпович
100. Чубарова, Нелли Ивановна
101. Чуев, Алексей Васильевич
102. Чуйков, Василий Иванович
103. Чуканов, Анатолий Дмитриевич
104. Чукова, Любовь Александровна
105. Чулков, Александр Фёдорович
106. Чумакова, Надежда Николаевна
107. Чумакова, Олимпиада Михайловна
108. Чунихин, Иван Антонович
109. Чуносова, Зинаида Никитична
110. Чупий, Василий Васильевич
111. Чуприянов, Иван Михайлович
112. Чупров, Пётр Александрович
113. Чураев, Виктор Михайлович
114. Чурбанов, Юрий Михайлович
115. Чурпита, Вениамин Михайлович
116. Чурсина, Мария Афанасьевна
117. Чхаидзе, Ламара Тарасовна

## Ш
1. Шабашов, Сергей Михайлович
2. Шабельник, Алексей Андреевич
3. Шабинский, Леонид Захарович
4. Шабликов, Николай Иванович
5. Шавловский, Николай Семёнович
6. Шавров, Иван Егорович
7. Шавырина, Зинаида Алексеевна
8. Шайхова, Ануда Инсаповна
9. Шайдаков, Борис Петрович
10. Шайдуров, Сергей Афанасьевич
11. Шаймерденов, Жамалбек
12. Шакиров, Мидхат Закирович
13. Шакирова, Наталья Павловна
14. Шалаев, Степан Алексеевич
15. Шалимов, Виктор Григорьевич
16. Шальнева, Капиталина Петровна
17. Шамова, Екатерина Степановна
18. Шамонин, Анатолий Тарасович
19. Шамота, Николай Захарович
20. Шамсудинов, Фахредин Шамсудинович
21. Шамхалов, Шахрудин Магомедович
22. Шапиро, Лев Борисович
23. Шаплыко, Кузьма Иванович
24. Шаповал, Виктор Павлович
25. Шаповал, Станислав Илларионович
26. Шаповалов, Михаил Андреевич
27. Шаптала, Валерьян Андреевич
28. Шарафанов, Николай Григорьевич
29. Шарипов, Дамир Исмагилович
30. Шаров, Василий Сафронович
31. Шаров, Владимир Егорович
32. Шаров, Сергей Гаврилович
33. Шартава, Жиули Калистратович
34. Шаталов, Владимир Александрович
35. Шатилова, Вера Васильевна
36. Шатов, Александр Дмитриевич
37. Шатов, Борис Степанович
38. Шатохин, Владимир Гаврилович
39. Шатухина, Антонина Владимировна
40. Шаульский, Николай Степанович
41. Шаумциян, Сурен Бабкенович
42. Шауро, Василий Филимонович
43. Шафиров, Леонид Моисеевич
44. Шахрай, Неля Дмитриевна
45. Шашин, Валентин Дмитриевич
46. Шведов, Василий Иванович
47. Шведченко, Антон Антонович
48. Швец, Григорий Васильевич
49. Швец, Пётр Иванович
50. Швецов, Павел Константинович
51. Шебордаев, Виктор Семёнович
52. Шеварднадзе, Эдуард Амвросиевич
53. Шевелёв, Павел Фёдорович
54. Шевелуха, Виктор Степанович
55. Шевель, Георгий Георгиевич
56. Шевницын, Леонид Сергеевич
57. Шеволин, Василий Иванович
58. Шевцов, Александр Григорьевич
59. Шевцов, Алексей Васильевич
60. Шевцов, Владимир Семёнович
61. Шевцов, Иван Андреевич
62. Шевцов, Иван Семёнович
63. Шевцов, Юрий Матвеевич
64. Шевченко, Александра Фёдоровна
65. Шевченко, Алексей Николаевич[уточнить]
66. Шевченко, Валентина Семёновна
67. Шевченко, Василий Тарасович
68. Шевченко, Надежда Васильевна
69. Шевчик, Владимир Николаевич
70. Шевчук, Анна Васильевна
71. Шейбак, Зинаида Ивановна
72. Шелепин, Аркадий Григорьевич
73. Шелкоплясов, Юрий Иванович
74. Шеляева, Мария Михайловна
75. Шемахов, Василий Васильевич
76. Шералиева, Артык
77. Шеремет, Иван Пантелеевич
78. Шерстнёв, Михаил Александрович
79. Шерстнёв, Николай Ефремович
80. Шерстобитов, Александр Павлович
81. Шестаков, Владимир Тихонович
82. Шестаков, Константин Иванович
83. Шестакова, Зоя Павловна
84. Шестакова, Ольга Владимировна
85. Шестакова, Тамара Андреевна
86. Шешнев, Николай Тимофеевич
87. Шибаев, Алексей Иванович
88. Шибаев, Юрий Александрович
89. Шибалов, Александр Никонорович
90. Шибанов, Николай Васильевич
91. Шикунец, Ольга Сильвестровна
92. Шилерис, Антанас-Сигитас Изидоряус
93. Шилкин, Борис Филиппович
94. Шило, Николай Алексеевич
95. Шило, Пётр Андреевич
96. Шилов, Леонид Александрович
97. Шилова, Маргарита Менгараевна
98. Шиманский, Всеволод Павлович
99. Шимкус, Владас Владо
100. Шинкарёв, Аркадий Ильич
101. Шинкарёв, Василий Степанович
102. Шинкарёв, Николай Андреевич
103. Шинкаренко, Сергей Васильевич
104. Шинкин, Василий Фёдорович
105. Шиповская, Наталия Андреевна
106. Шиповский, Евгений Иванович
107. Широков, Борис Васильевич
108. Ширшин, Григорий Чоодуевич
109. Ширяев, Владимир Васильевич
110. Шитиков, Алексей Павлович
111. Шитиков, Виктор Григорьевич
112. Шитов, Александр Иванович
113. Шихалеев, Николай Кузьмич
114. Шишлене, Раиса Леонидовна
115. Шишов, Виктор Васильевич
116. Шишов, Юрий Александрович
117. Шиярова, Сталина Ивановна
118. Шкаброва, Сталина Васильевна
119. Шкадов, Иван Николаевич
120. Шкарапа, Лидия Андреевна
121. Шкирко, Елена Ивановна
122. Школьников, Алексей Михайлович
123. Шкребец, Андрей Михайлович
124. Шкуратов, Иван Фёдорович
125. Шкуро, Геннадий Алексеевич
126. Шлифер, Леонид Иосифович
127. Шломин, Евгений Сергеевич
128. Шляхтина, Валентина Васильевна
129. Шмаков, Фёдор Иванович
130. Шмакова, Екатерина Григорьевна
131. Шмаль, Геннадий Иосифович
132. Шматов, Пётр Михайлович
133. Шмелев, Владимир Михайлович
134. Шовкун, Сергей Гордеевич
135. Шойбекова, Кулайхан Сагиевна
136. Шокин, Александр Иванович
137. Шолар, Мария Дмитриевна
138. Шолохов, Михаил Александрович
139. Шорин, Эдуард Алексеевич
140. Шпакова, Елена Васильевна
141. Шпоренко, Николай Иванович
142. Шпотя, Александр Павлович
143. Шрамко, Юрий Меркурьевич
144. Штейман, Устим Генрихович
145. Штеменко, Сергей Матвеевич
146. Штехан, Тамара Васильевна
147. Штодин, Илья Иванович
148. Штотакс, Марьян Донатович
149. Шубин, Виктор Игнатьевич
150. Шубин, Эдуард Алексеевич
151. Шубитидзе, Алексей Васильевич
152. Шуваева, Идея Петровна
153. Шудегов, Владимир Васильевич
154. Шулакова, Галина Ивановна
155. Шулдык, Евгений Степанович
156. Шулешко, Фёдор Иосифович
157. Шульга, Надежда Ильинична
158. Шульженко, Борис Иванович
159. Шульженко, Мария Васильевна
160. Шумаков, Илья Яковлевич
161. Шумейко, Анатолий Григорьевич
162. Шумейко, Борис Васильевич
163. Шупенко, Владлен Иванович
164. Шуркин, Николай Тимофеевич
165. Шурко, Владимир Михайлович
166. Шутина, Лидия Алексеевна
167. Шуткина, Раиса Васильевна
168. Шутко, Александр Иванович
169. Шутков, Геннадий Алексеевич
170. Шушпанов, Леонид Иванович

## Щ
1. Щебланова, Елена Георгиевна
2. Щекин, Василий Петрович
3. Щеклеин, Анатолий Фёдорович
4. Щекотуров, Георгий Афанасьевич
5. Щелоков, Николай Анисимович
6. Щербак, Виктор Иванович
7. Щербаков, Илья Сергеевич
8. Щербаков, Лев Михайлович
9. Щербаков, Фёдор Михайлович
10. Щербан, Людмила Ивановна
11. Щербина, Борис Евдокимович
12. Щербинин, Аркадий Александрович
13. Щербинин, Яков Иосифович
14. Щербицкий, Владимир Васильевич
15. Щетько, Иван Фёдорович
16. Щукин, Николай Осипович

## Э
1. Эльбаев, Бекмурат
2. Эминов, Мир Гамза Мир Гасан оглы
3. Эмнадзе, Вахтанг Рубенович
4. Эннс, Иван Яковлевич
5. Эрвье, Рауль-Юрий Георгиевич
6. Эргашев, Маматгази
7. Эргашева, Рисалатой
8. Эрнст, Лев Константинович
9. Эсмурзиев, Шарпудин Хамидович
10. Эфендиев, Гаджибаба Шариф оглы
11. Эхала, Энн Симеонович
12. Эцадашвили, Шота Матвеевич
13. Эшанхужаева, Бийранхан

## Ю
1. Югансон, Николай Оттович
2. Юдакова, Мария Дмитриевна
3. Юдин, Алексей Алексеевич
4. Юдина, Нина Владимировна
5. Юдина, Таисия Петровна
6. Юдицкая, Тамара Сергеевна
7. Юзефович, Борис Борисович
8. Юлдашева, Назира
9. Юлова, Вера Алексеевна
10. Юн, Виктор Владимирович
11. Юнак, Иван Харитонович
12. Юнева, Любовь Анатольевна
13. Юницын, Борис Алексеевич
14. Юпко, Лев Дмитриевич
15. Юренкова, Аза Михайловна
16. Юрченко, Владимир Семёнович
17. Юрченкова, Мария Ивановна
18. Юрчишин, Анна Степановна
19. Юрьев, Иван Петрович
20. Юсипов, Шамиль Сафинович
21. Юсников, Николай Семёнович
22. Юсупов, Джаникул
23. Юсупов, Пулат Юнусович
24. Юсупов, Ринат Шайхуллович
25. Юсупова, Рохат Ибрагимовна
26. Ютландов, Юрий Дмитриевич
27. Юхрименко, Иван Иванович
28. Юшин, Иван Фёдорович
29. Юшин, Юрий Александрович
30. Юшкевич, Евгений Павлович
31. Юшкова, Нина Ивановна

## Я
1. Ягодников, Пётр Иванович
2. Ягола, Василий Андреевич
3. Ягудин, Зяки Хасянович
4. Ягшиев, Кулы
5. Язарова, Антонина Ивановна
6. Язиков, Михаил Григорьевич
7. Язкулиев, Баллы
8. Яканин, Виктор Иванович
9. Якименко, Николай Иванович
10. Якимович, Иван Сидорович
11. Яковенко, Елена Михайловна
12. Яковенко, Николай Никитович
13. Яковец, Валентина Васильевна
14. Яковлев, Александр Сергеевич
15. Яковлев, Борис Михайлович
16. Яковлев, Виктор Николаевич
17. Яковлев, Иван Кириллович
18. Яковлев, Михаил Яковлевич
19. Яковлев, Пётр Кузьмич
20. Яковлев, Спектр Иванович
21. Яковлева, Валентина Ивановна
22. Яковлева, Галина Фёдоровна
23. Яковлева, Людмила Константиновна
24. Яковлева, Ольга Павловна
25. Яковлева, Татьяна Константиновна
26. Якубовский, Иван Игнатьевич
27. Якубонис, Юозапас-Витаутас Повилович
28. Якубчак, Вера Леоновна
29. Якупов, Гильман Гирфанович
30. Якупова, Назия Сафаргалеевна
31. Якушев, Иван Фёдорович
32. Якушин, Владимир Захарович
33. Якшина, Фаина Васильевна
34. Яловая, Светлана Николаевна
35. Ямщиков, Алексей Ефимович
36. Яндола, Григорий Гаврилович
37. Яновский, Рудольф Григорьевич
38. Янок, Исхак Ибрагимович
39. Янченко, Вячеслав Михайлович
40. Яппарова, Магира Муллагалневна
41. Ярковой, Иван Мефодиевич
42. Ярмак, Раиса Ивановна
43. Ярош, Евгения Васильевна
44. Ярусов, Александр Кузьмич
45. Ясевин, Виктор Степанович
46. Ясенкова, Валентина Ивановна
47. Ясинецкая, Людмила Петровна
48. Ясиновский, Валентин Мартемьянович
49. Яскевич, Лина Фёдоровна
50. Яснева, Любовь Александровна
51. Яснов, Михаил Алексеевич
52. Ясонова, Людмила Петровна
53. Ястребов, Иван Павлович
54. Яськова, Ольга Антоновна
55. Яунмуктан, Ян Янович
56. Яхин, Риза Хажиахметович
57. Яценко, Алексей Иванович
58. Яценко, Анна Васильевна
59. Яцков, Сергей Егорович
60. Яшин, Алексей Иванович
61. Яшина, Домна Михайловна
62. Ященко, Надежда Максимовна
63. Ящук, Владимир Григорьевич

## Источник
- XXV съезд КПСС. Стенографический отчёт. Том 2. — М., 1976.